# Liste der Biografien/Ren
Liste der Biografien |
Portal Biografien |
Personensuche
# |
A |
B |
C |
D |
E |
F |
G |
H |
I |
J |
K |
L |
M |
N |
O |
P |
Q |
R |
S |
T |
U |
V |
W |
X |
Y |
Z |
?
 
Ra |
Rb |
Rd |
Re |
Rh |
Ri |
Rj |
Rk |
Rl |
Rm |
Rn |
Ro |
Rr |
Rs |
Rt |
Ru |
Rv |
Rw |
Rx |
Ry |
Rz
 
Rea |
Reb |
Rec |
Red |
Ree |
Ref |
Reg |
Reh |
Rei |
Rej |
Rek |
Rel |
Rem |
Ren |
Reo |
Rep |
Req |
Rer |
Res |
Ret |
Reu |
Rev |
Rew |
Rex |
Rey |
Rez
Die Liste der Biografien führt alle Personen auf, die in der deutschsprachigen Wikipedia einen Artikel haben. Dieses ist eine Teilliste mit 932 Einträgen von Personen, deren Namen mit den Buchstaben „Ren“ beginnt.

## Ren
- Ren (* 1990), britischer Musiker und Musikproduzent
- Ren Cancan (* 1986), chinesische Boxerin
- Ren Liping (* 1978), chinesische Fußballspielerin
- Ren Mingwei (* 1999), chinesischer Eishockeytorwart
- Ren, Alexis (* 1996), amerikanische Social-Media-Persönlichkeit, ⁣Unternehmerin und ModelAlexis Ren (* 1996)

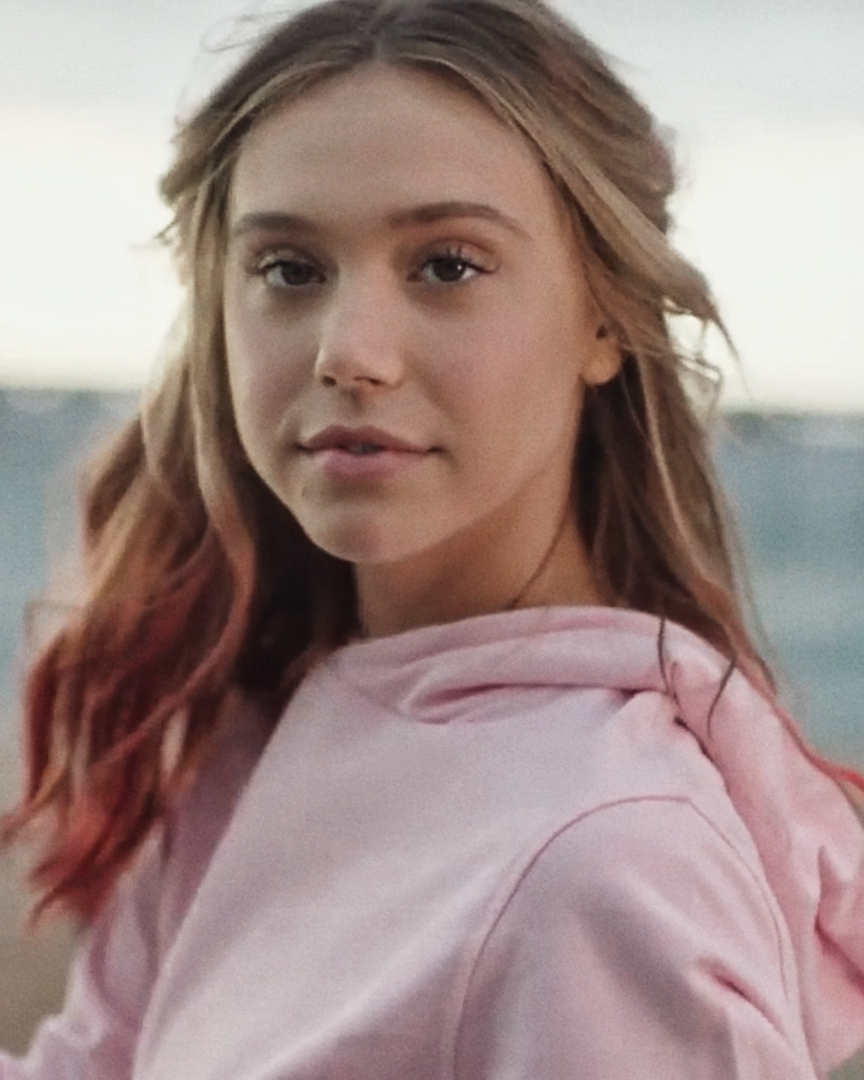
Alexis Ren (* 1996)

- Ren, Bishi (1904–1950), chinesischer Politiker, Marxist und Revolutionär
- Ren, Guixin (* 1988), chinesische Fußballspielerin
- Ren, Hui (* 1983), chinesische Eisschnellläuferin
- Ren, Jianxin (1925–2024), chinesischer Jurist, Präsident des chinesischen Volksgerichtshofes
- Ren, Long (* 1988), chinesischer Biathlet
- Ren, Mengqian (* 1993), chinesische Stabhochspringerin
- Ren, Qian (* 2001), chinesische Wasserspringerin
- Ren, Rachel (* 1973), australische Synchronschwimmerin
- Ren, Rong (* 1960), deutscher Bildender Künstler chinesischer Herkunft
- Ren, Ruiping (* 1976), chinesische Dreispringerin
- Ren, Stefanie (* 1987), deutsche Drehbuchautorin und Autorin
- Ren, Wanding (* 1944), chinesischer Dissident (Volksrepublik China)
- Ren, Xinmin (1915–2017), chinesischer Raumfahrtingenieur
- Ren, Xiong (1823–1857), chinesischer Künstler
- Ren, Xiujuan (* 1974), chinesische Langstreckenläuferin
- Ren, Yufei (* 2006), chinesische Tennisspielerin
- Ren, Zhengfei (* 1944), chinesischer IT-Ingenieur und Unternehmer
- Ren, Zhiqiang (* 1951), chinesischer Immobilienunternehmer und Blogger
- Ren, Ziwei (* 1997), chinesischer Shorttracker

### Rena
- Rena, Kid (1898–1949), US-amerikanischer Jazz-Trompeter
- Renacci, Jim (* 1958), US-amerikanischer Politiker (Republikanische Partei)
- Renan, Ernest (1823–1892), französischer Schriftsteller, Historiker, Archäologe und OrientalistErnest Renan (1823–1892)

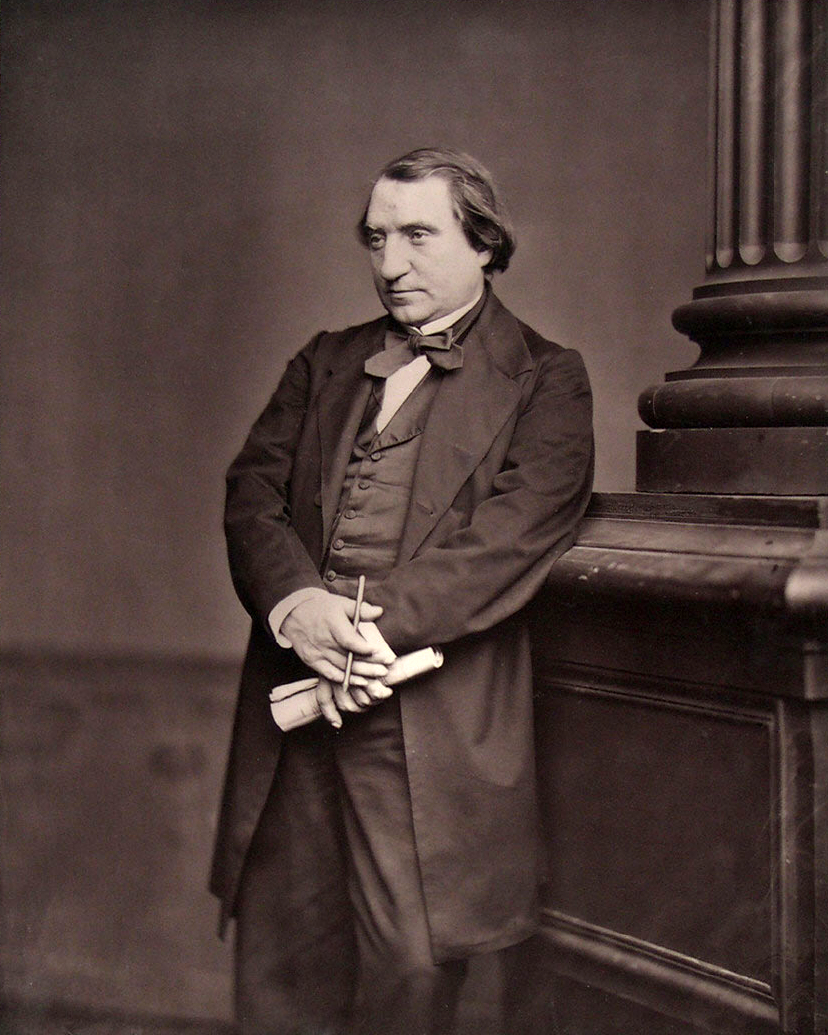
Ernest Renan (1823–1892)

- Renán, Sergio (1933–2015), argentinischer Filmschauspieler, Regisseur und Drehbuchautor
- Renäng, Petter (* 1981), schwedischer Radrennfahrer
- Renäng, Viktor (* 1986), schwedischer Radrennfahrer
- Renar, Helmuth (1892–1967), deutscher Schauspieler bei Bühne und Film und Bühnenregisseur
- Renar, Karl (1928–1991), österreichischer Schauspieler
- Renard, Alex, französischer Jazzmusiker
- Renard, Alexandre-Charles (1906–1983), französischer Kardinal der römisch-katholischen Kirche und Erzbischof von Lyon
- Renard, Alexis (* 1999), französischer Radrennfahrer
- Renard, Alphonse-François (1842–1903), belgischer Geologe und Mineraloge
- Renard, Andreas Maria von (1795–1874), deutscher Montan-Unternehmer und preußischer Politiker
- Renard, Charles (1847–1905), französischer Luftfahrtpionier, Erbauer von Luftschiffen
- Renard, Claude (1946–2019), belgischer Comiczeichner und -lehrer
- Renard, Colette (1924–2010), französische Chansonsängerin und Schauspielerin
- Renard, Dennis, US-amerikanischer Theater und Filmschauspieler
- Renard, Edmund (1830–1905), deutscher Bildhauer
- Renard, Edmund (der Jüngere) (1871–1932), deutscher Kunsthistoriker und Denkmalpfleger
- Renard, Étienne (* 1991), französischer Jazzmusiker (Kontrabass, Komposition)
- Renard, Fernand (1912–1988), französischer Maler
- Renard, Gary R. (* 1951), US-amerikanischer Autor, spiritueller Lehrer, Vortragsreisender
- Renard, Gregor (1814–1885), deutscher Fotograf, Silhouetteur und Maler
- Renard, Heinrich (1868–1928), deutscher Architekt
- Renard, Hervé (* 1968), französischer Fußballspieler und -trainerHervé Renard (* 1968)

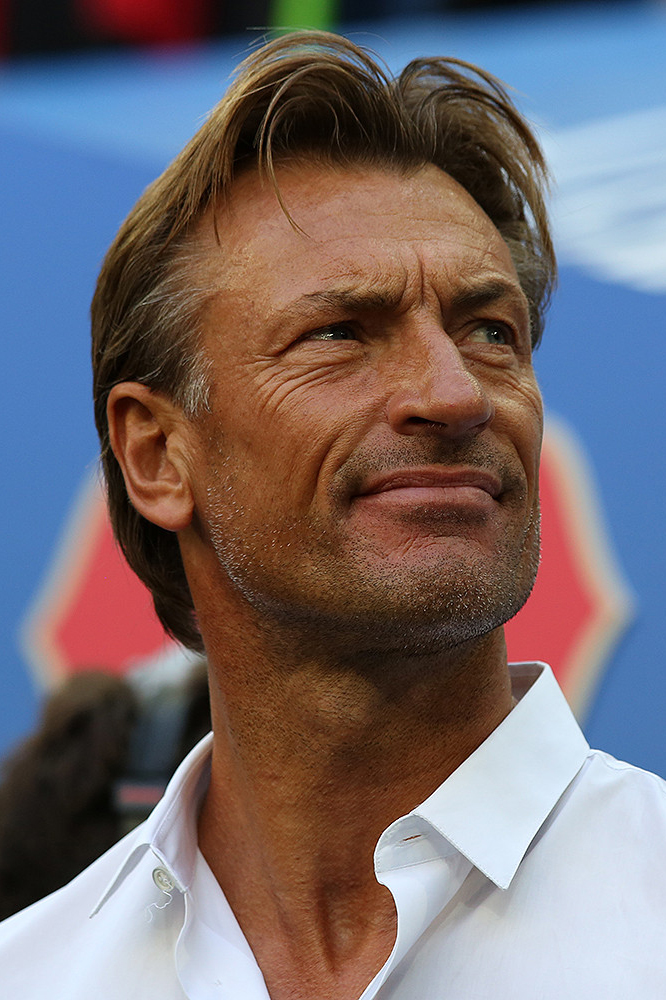
Hervé Renard (* 1968)

- Renard, Johann Baptist von (1682–1746), kursächsischer General der Infanterie, Gouverneur von Dresden
- Renard, Johannes Ludwig (1775–1859), Landwirt und Schriftsteller
- Renard, Johannes Maria von (1829–1874), deutscher Industrieller und Politiker, MdR
- Renard, John (* 1944), US-amerikanischer Islamwissenschaftler und Orientalist, Schwerpunkt islamische Theologie und Kunstgeschichte
- Renard, Jules (1864–1910), französischer Schriftsteller
- Renard, Karl von (1809–1886), deutscher Mediziner, Naturwissenschaftler und Bibliothekar
- Renard, Manuela (* 1950), deutsche Synchronsprecherin und Schauspielerin
- Renard, Marie (1864–1939), österreichische Opernsängerin (Alt/Mezzosopran)
- Renard, Maurice (1875–1939), französischer Schriftsteller und Jurist
- Renard, Otto (1855–1943), deutscher Fotograf
- Renard, Rosita (1894–1949), chilenische Pianistin
- Renard, Simon (1513–1573), Ritter, Burgundischer Diplomat, Berater von Kaiser Karl V.
- Renard, Walter (1904–1994), deutscher Ingenieur, Rektor der Leibniz Universität Hannover
- Renard, Wendie (* 1990), französische FußballspielerinWendie Renard (* 1990)

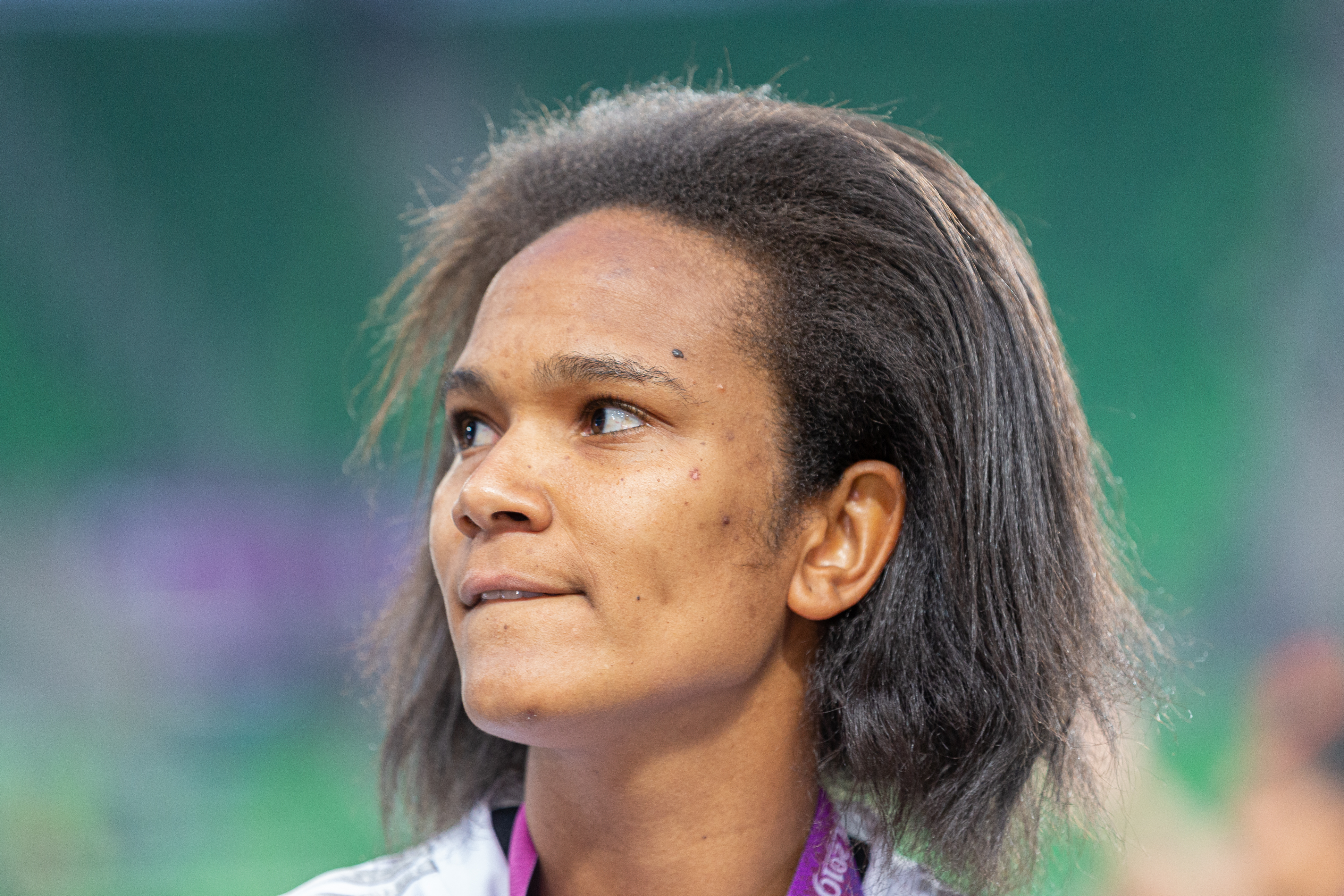
Wendie Renard (* 1990)

- Renardy, Jean (1878–1945), belgischer römisch-katholischer Geistlicher und Märtyrer
- Renart de Fuchsamberg, Claude-Marguerite (1738–1797), französischer Aristokrat und Marineoffizier
- Renart de Fuchsamberg, Claude-Thomas (1712–1772), französischer Aristokrat und Marineoffizier
- Renart de Fuchsamberg, Thomas-Claude (1642–1700), französischer Aristokrat und Marineoffizier
- Renart, Dionís (1878–1946), spanischer Bildhauer und Astronom
- Renart, Joaquim (1879–1961), spanischer Zeichner, Maler und Innenarchitekt katalanischer Abstammung
- Renata von Lothringen (1544–1602), Tochter von Herzog Franz I. von Lothringen, Prinzessin von Lothringen, Herzogin von Bayern
- Renate (* 1980), österreichische Schlagersängerin und Musikerin
- Renato Gaúcho (* 1962), brasilianischer Fußballtrainer
- Renato, Camillo († 1575), antitrinitarischer Täufer, Theologe und Lehrer
- Renatus (1519–1544), Fürst von Oranien, Graf von Nassau-Breda
- Renatus Profuturus Frigeridus, spätantiker römischer Historiker
- Renatus, Christian (* 1947), deutscher Politiker (LDPD)
- Renau d’Elicagaray, Bernard (1652–1719), französischer Ingenieur und Marineoffizier
- Renau, Josep (1907–1982), spanischer Maler, Grafiker und Photomontagekünstler
- Renaud de Châtillon († 1187), französischer Kreuzritter, Fürst von Antiochia, Herr von Oultrejordain
- Renaud de Nanteuil († 1283), Bischof von Beauvais
- Renaud de Précigny († 1270), Marschall von Frankreich
- Renaud de Vichiers († 1256), Großmeister des Templerordens
- Renaud von Vendôme († 1017), Bischof von Paris und Graf von Vendôme und Paris von 1005 bis 1017 (991–1017)
- Renaud, Achilles (1819–1884), Schweizer Jurist und Hochschullehrer
- Renaud, Albert (1920–2012), kanadischer Eishockeyspieler und -trainer
- Renaud, Armand (1836–1895), französischer Lyriker
- Renaud, Brent (1971–2022), US-amerikanischer Journalist, Autor, Dokumentarfilmer und Fotojournalist
- Renaud, Chris (* 1966), US-amerikanischer Comiczeichner, Filmregisseur und Storyboard-ZeichnerChris Renaud (* 1966)

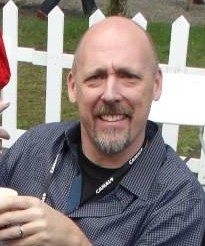
Chris Renaud (* 1966)

- Renaud, Élisabeth (1846–1932), französische Feministin
- Renaud, Émiliano (1875–1932), kanadischer Pianist, Organist, Musikpädagoge und Komponist
- Renaud, Éric (* 1961), französischer Kanute
- Renaud, Eugène (1877–1955), französischer Autorennfahrer
- Renaud, Francis (* 1967), französischer Schauspieler, Filmregisseur und Drehbuchautor
- Renaud, Françoise (* 1956), französische Schriftstellerin
- Renaud, Georges (1893–1975), französischer Schachspieler
- Renaud, Henri (1925–2002), französischer Jazzpianist und Komponist
- Renaud, Jeanne (1928–2022), kanadische Tänzerin und Choreographin
- Renaud, Lener, haïtianischer Politiker
- Renaud, Line (* 1928), französische Sängerin und SchauspielerinLine Renaud (* 1928)

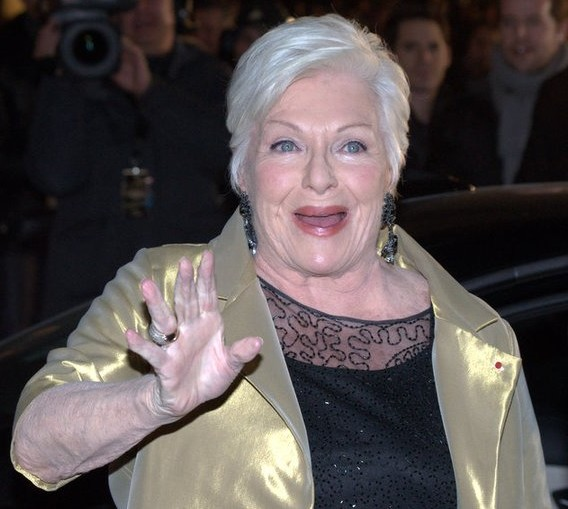
Line Renaud (* 1928)

- Renaud, Madeleine (1900–1994), französische Bühnen- und Filmschauspielerin
- Renaud, Marcel (1926–2016), französischer Kanute
- Renaud, Mark (* 1959), kanadischer Eishockeyspieler
- Renaud, Maurice (1861–1933), französischer Opernsänger (Bariton)
- Renaud, Maurice (1909–1968), französischer Radrennfahrer
- Renaud, Mickey (1988–2008), kanadischer Eishockeystürmer
- Renaud, Philippe (1931–2021), Schweizer Literaturwissenschaftler
- Renaud, Philippe (* 1962), französischer Kanute
- Renaud, Theodor (1844–1910), deutscher Schriftsteller
- Renaud-Basso, Odile (* 1965), französische Finanzbeamtin, Präsidentin der Europäischen Bank für Wiederaufbau und Entwicklung (EBRD)
- Renaudel, Pierre (1871–1935), französischer Journalist und sozialistischer Politiker
- Renaudin Vary, Lucienne (* 1999), französische Trompeterin
- Renaudin, Bertrand (* 1955), französischer Jazzmusiker (Schlagzeug, Komposition)
- Renaudin, Guy (1918–2002), französischer Bahnradsportler
- Renaudin, Hervé Jean Luc (1941–2003), französischer Geistlicher, katholischer Bischof
- Renaudin, Louis (1892–1969), französischer Klassischer Archäologe und Bankier
- Renaudot Flammarion, Gabrielle (1877–1962), französische Astronomin
- Renaudot, Eusèbe (1646–1720), französischer katholischer Kleriker, Journalist, Orientalist und Liturgiewissenschaftler
- Renaudot, Théophraste (1586–1653), französischer Arzt, Philanthrop, gilt als Gründer des modernen JournalismusThéophraste Renaudot (1586–1653)

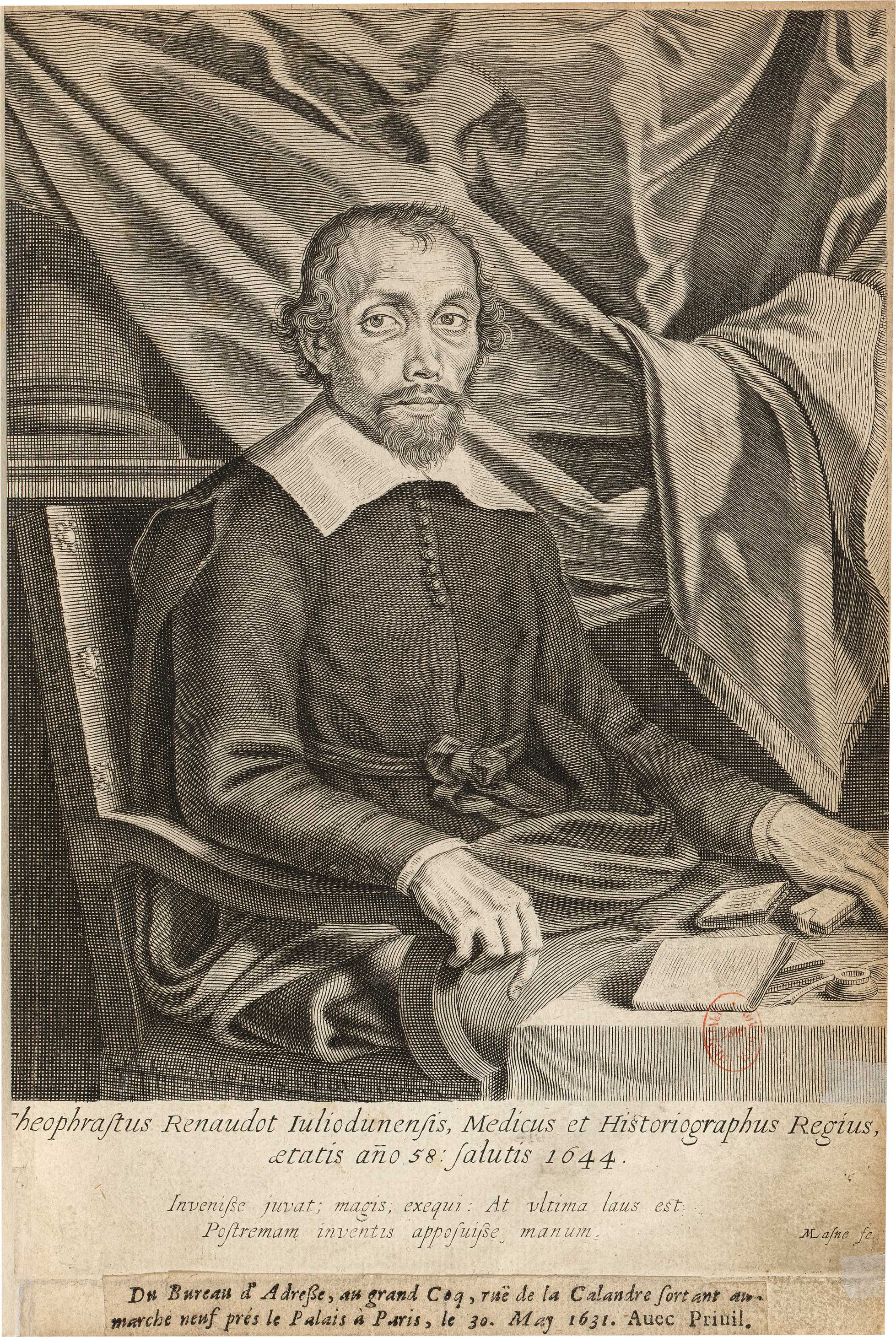
Théophraste Renaudot (1586–1653)

- Renauer, Alfred (* 1985), deutscher Automobilrennfahrer
- Renauer, Robert (* 1985), deutscher Automobilrennfahrer
- Renauld, Isabelle (* 1966), französische Schauspielerin
- Renault, Bernard (1836–1904), französischer Paläobotaniker
- Renault, Cécile (1774–1794), französische historische Figur der Französischen Revolution
- Renault, Emmanuel (1922–2010), französischer Ordensgeistlicher
- Renault, Éric (* 1956), französischer Wirtschaftswissenschaftler
- Renault, Gilbert (1904–1984), französischer Widerstandskämpfer
- Renault, Louis (1843–1918), französischer Jurist und Friedensnobelpreisträger
- Renault, Louis (1877–1944), französischer Ingenieur und Mitgründer der Automarke Renault
- Renault, Maisie (1907–2003), französische Widerstandskämpferin
- Renault, Marcel (1872–1903), französischer Automobilkonstrukteur und Rennfahrer
- Renault, Mary (1905–1983), britische Schriftstellerin
- Renault, Stéphane (* 1968), französischer Badmintonspieler
- Renaut, Emmanuel (* 1968), französischer Koch
- Renaux, Archie (* 1997), britischer Schauspieler und ModelArchie Renaux (* 1997)

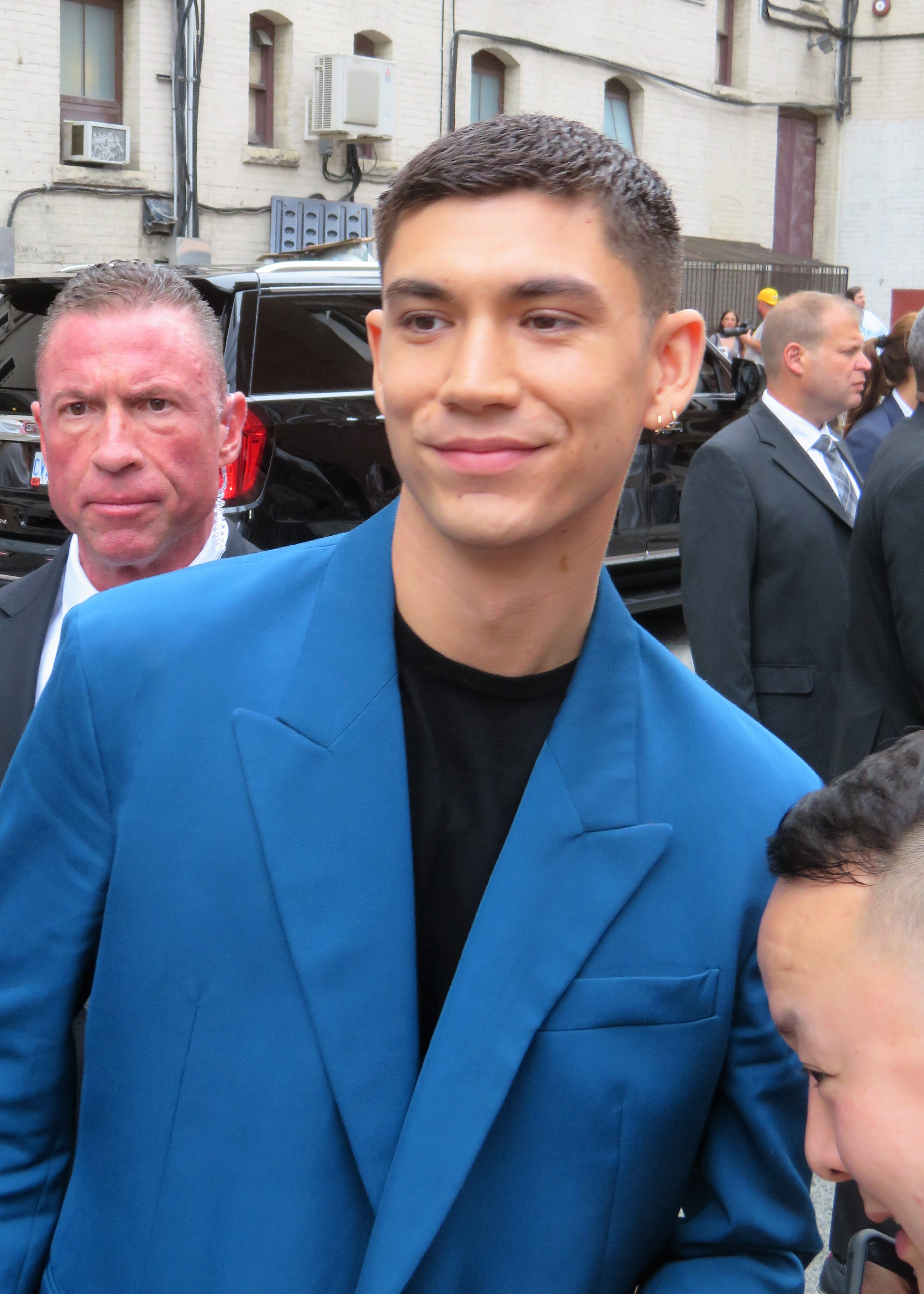
Archie Renaux (* 1997)

- Renaux, Dominique (* 1952), französischer Botschafter
- Renavand, Nicolas (* 1982), französischer Tennisspieler
- Renay, Diane (* 1945), US-amerikanische Popsängerin
- Renay, Liz (1926–2007), US-amerikanische Burlesque-Tänzerin, Stripperin und Schauspielerin
- Renazzi, Eugenio von (* 1863), italienischer Maler

### Renb
- Renberg, Elsa Laula (1877–1931), samische Aktivistin und Politikerin
- Renberg, Mikael (* 1972), schwedischer Eishockeystürmer
- Renberg, Tore (* 1972), norwegischer Schriftsteller und Musiker
- Renbourn, John (1944–2015), britischer Folkrocksänger und -gitarristJohn Renbourn (1944–2015)

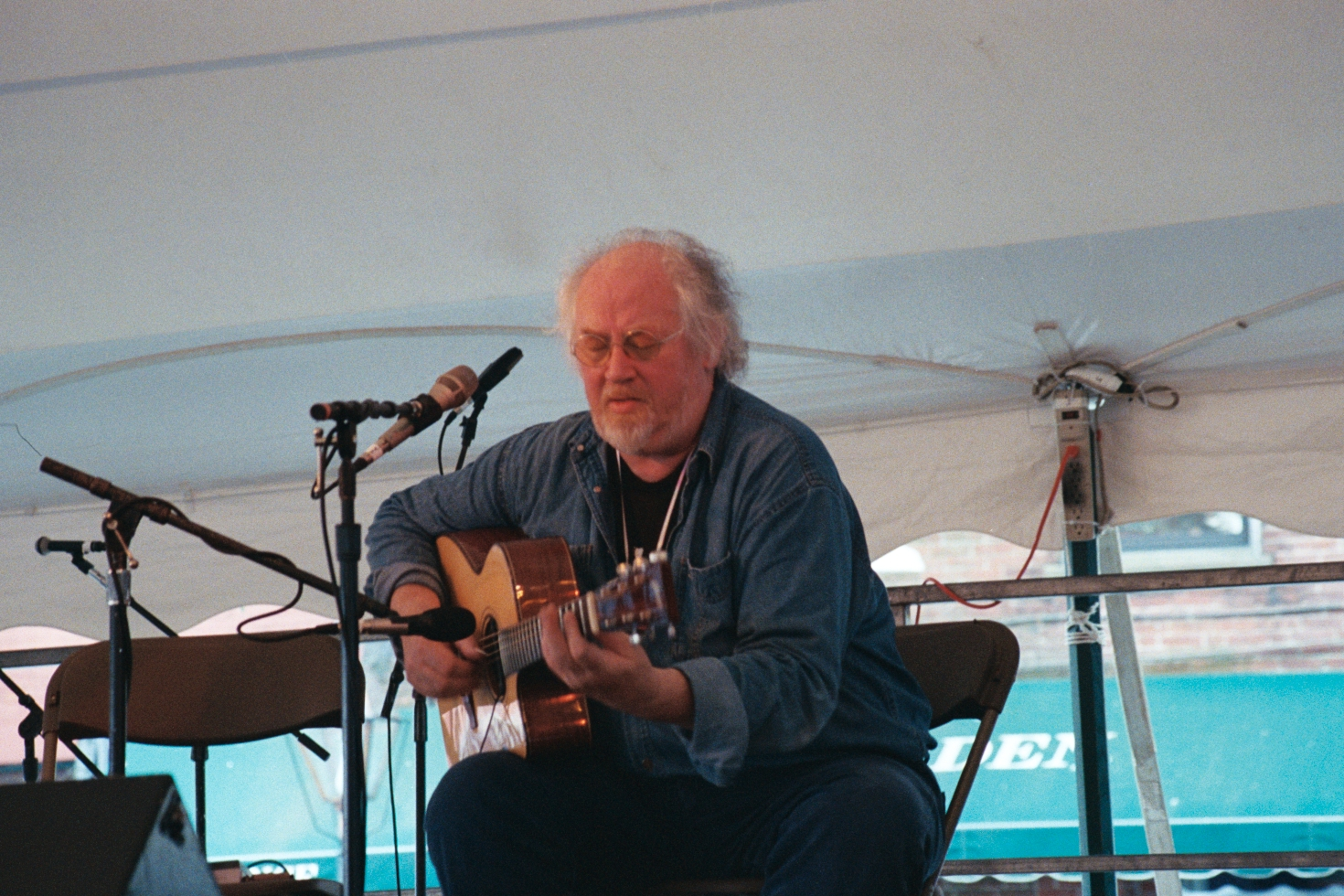
John Renbourn (1944–2015)

### Renc
- Renc, Agnieszka (* 1986), polnische Ruderin
- Renč, Filip (* 1965), tschechischer Regisseur und Schauspieler
- Rencheli, Abigail (* 2002), US-amerikanische Tennisspielerin
- Rencher, Abraham (1798–1883), US-amerikanischer Politiker
- Rencher, Terrence (* 1973), US-amerikanischer Basketballspieler
- Renciu, Simona (* 1967), rumänische Kunstturnerin
- Renck, Detlev Anton (1809–1867), deutscher Kaufmann und Fabrikant
- Renck, Johan (* 1966), schwedischer Musiker und RegisseurJohan Renck (* 1966)

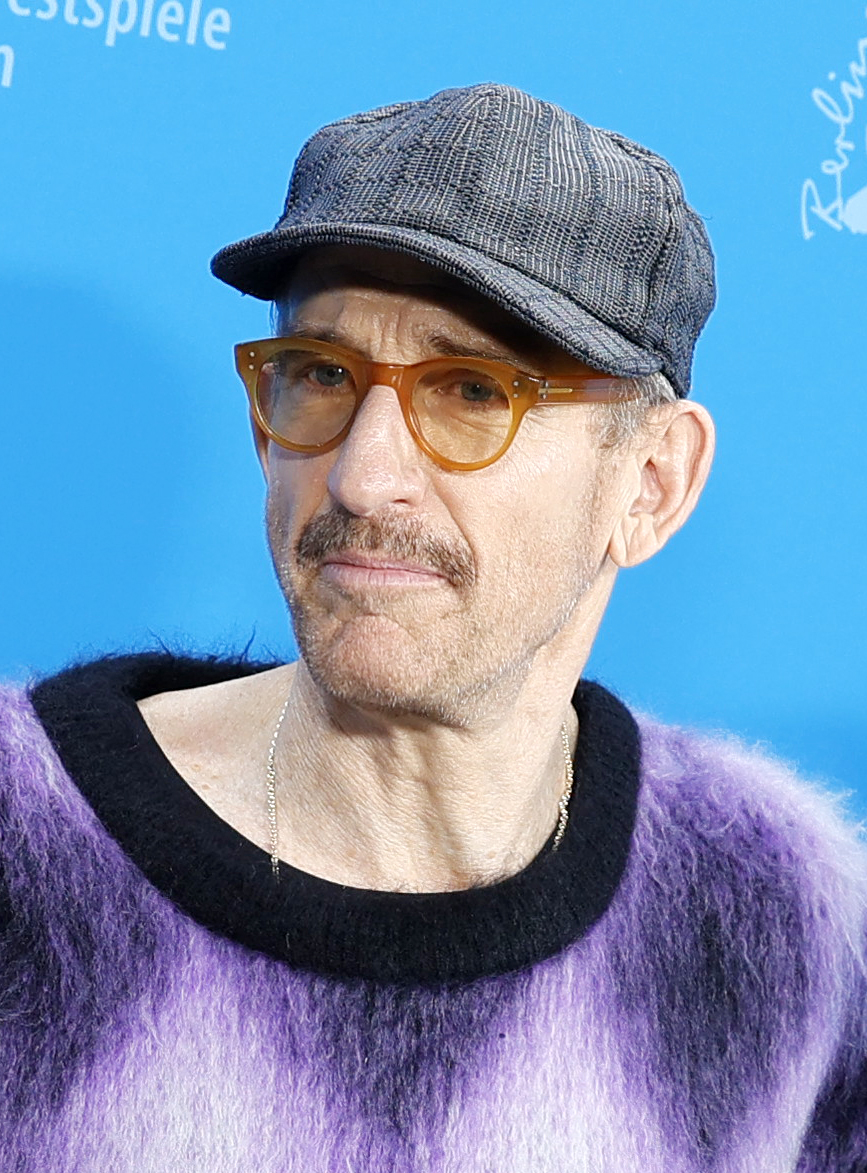
Johan Renck (* 1966)

- Renckwitz, Fritz (1921–2020), deutscher Funktionär der Sozialistischen Einheitspartei Deutschland (SED) und Sektorenleiter des Staatssicherheitsdienstes im Zentralkomitee der SED
- Rencurel, Benoîte (1647–1718), Ehrwürdige Dienerin Gottes
- Renczes, Philipp Gabriel (* 1964), deutscher katholischer Theologe

### Rend
- Renda, Mustafa Abdülhalik (1881–1957), osmanischer, türkischer Beamter und Politiker
- Rendacio, Paolo (1435–1521), Generaloberer des Paulanerordens
- Rendahl, Hialmar (1891–1969), schwedischer Zoologe
- Rendall, Alan (* 1963), britischer Mathematiker und mathematischer Physiker
- Rendall, David (1948–2025), britischer Opernsänger (Tenor)
- Rendall, Mark (* 1988), kanadischer Schauspieler und Synchronsprecher
- Rendano, Alfonso (1853–1931), italienischer Pianist und Musikpädagoge
- Rendant, Peter (* 1944), deutscher Fußballspieler
- Rendawa Shönnu Lodrö (1349–1412), buddhistischer Lama und Autor
- Rendel, Christian (* 1960), deutscher Übersetzer, Schriftsteller und Literaturwissenschaftler
- Rendel, Martin (* 1968), deutscher Kulturmanager und Hochschullehrer
- Rendell, Don (1926–2015), britischer Sopran- und Tenorsaxophonist, Klarinettist, Flötist und Arrangeur des Modern Jazz
- Rendell, Ed (* 1944), US-amerikanischer Politiker
- Rendell, Mark (* 1969), neuseeländischer Radrennfahrer
- Rendell, Ruth (1930–2015), britische SchriftstellerinRuth Rendell (1930–2015)

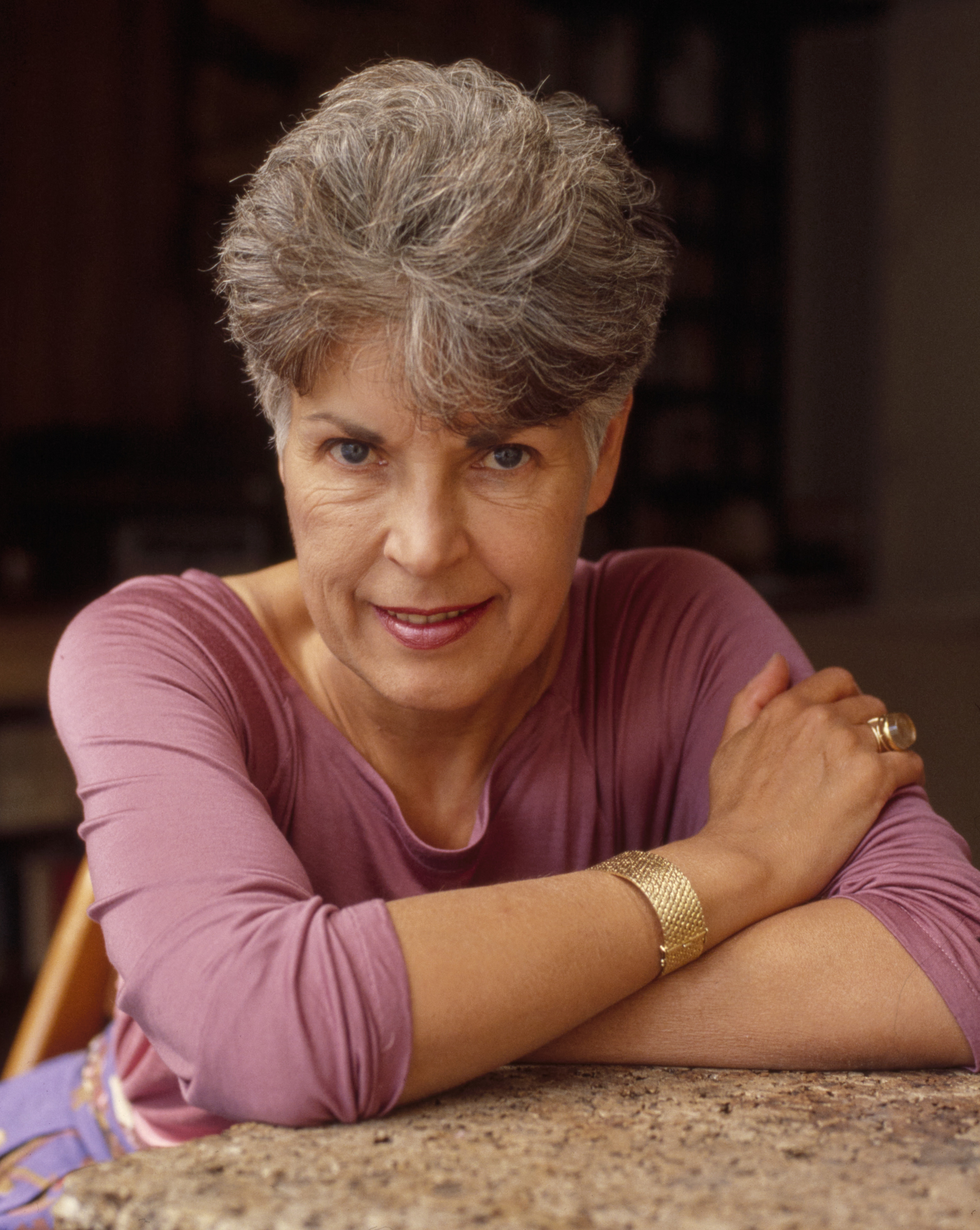
Ruth Rendell (1930–2015)

- Rendell, Stuart (* 1972), australischer Hammerwerfer
- Rendelmann, Hubert (1924–2003), deutscher Rugbyspieler
- Rendels, Jan (* 1997), deutscher Schlagersänger
- Render, Adam (1822–1881), deutsch-amerikanischer Großwildjäger, Goldsucher und Entdecker
- Render, Bernhard (1894–1985), deutscher Politiker (CDU), MdL
- Render, Mattiline (* 1947), US-amerikanische Sprinterin
- Render, Otto (1926–1969), deutscher Fußballspieler und -trainer
- Render, Wenzel (1669–1733), mährischer Architekt und Steinmetz
- Renders, Jens (* 1981), belgischer Radrennfahrer
- Renders, Marleen (* 1968), belgische Langstreckenläuferin
- Rendez, Helmar (* 1962), deutscher Energiemanager
- Rendi, Michael (* 1964), österreichischer Diplomat, Kabinettschef im Kanzleramtsministerium
- Rendi-Wagner, Pamela (* 1971), österreichische Medizinerin und Politikerin (SPÖ)Pamela Rendi-Wagner (* 1971)

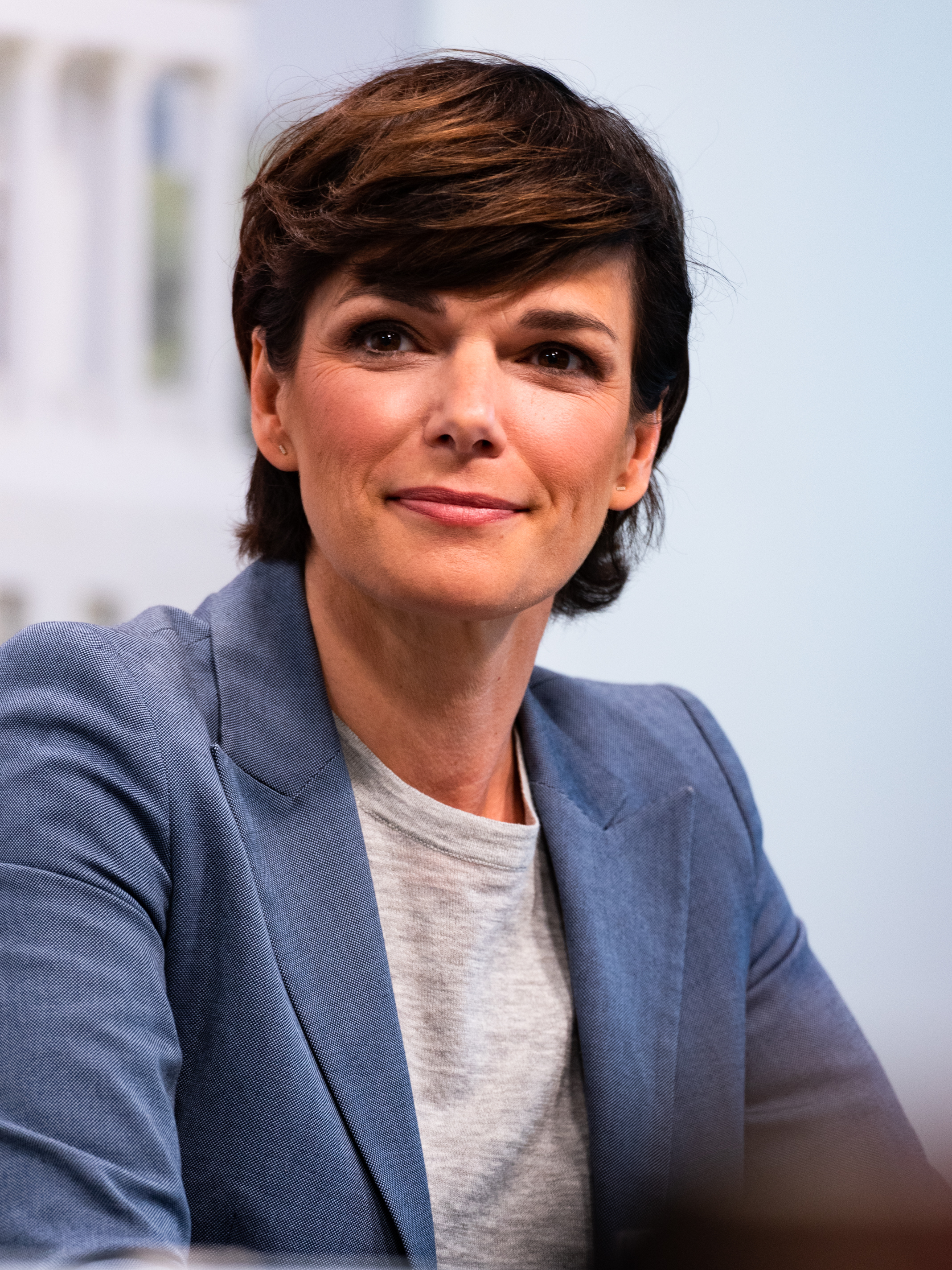
Pamela Rendi-Wagner (* 1971)

- Rendić, Ivan (1849–1932), kroatischer Bildhauer
- Rendina, Charlene (* 1947), australische Leichtathletin
- Rendina, Victor (1916–1985), US-amerikanischer Film- und Fernsehschauspieler
- Rendine, Aldo (1917–1987), italienischer Schauspieler
- Rendl von Uschau, Albrecht († 1522), böhmischer Adeliger
- Rendl, Georg (1903–1972), österreichischer Schriftsteller
- Rendla, Andrej (* 1990), slowakischer Fußballspieler
- Rendle, Bernd (* 1941), deutscher Politiker (CDU), MdL
- Rendle, Sharon (* 1966), britische Judoka
- Rendler, Hugo (* 1957), deutscher Hörspiel-, Drehbuch-, Roman- und Theaterautor
- Rendón Leal, Ruy (* 1953), mexikanischer Geistlicher und römisch-katholischer Erzbischof von Hermosillo
- Rendón, Greeicy (* 1992), kolumbianische Schauspielerin und Sängerin
- Rendón, Marianne (* 1990), US-amerikanische Schauspielerin
- Rendra, Willibrordus S. (1935–2009), indonesischer Dichter, Performer, Schauspieler und Regisseur
- Rendschmidt, Elsa (1886–1969), deutsche Eiskunstläuferin
- Rendschmidt, Max (* 1993), deutscher Kanute
- Rendtorff, Barbara (* 1951), deutsche Soziologin und Erziehungswissenschaftlerin
- Rendtorff, Emma (1894–1979), deutsche Kindergartenpädagogin, Jugendschriftstellerin und Diakonisse
- Rendtorff, Franz (1860–1937), deutscher evangelischer Theologe
- Rendtorff, Heinrich (1888–1960), lutherischer Theologe und Landesbischof der Evangelisch-Lutherischen Landeskirche Mecklenburgs
- Rendtorff, Rolf (1925–2014), deutscher Theologe
- Rendtorff, Trutz (1931–2016), deutscher evangelischer Theologe
- Rendu, Rosalie (1786–1856), französische Vinzentinerin, die 2003 seliggesprochen wurde
- Rendueles, César (* 1975), spanischer Soziologe, Hochschullehrer, Intellektueller und Essayist
- Rendulić, Borna (* 1992), kroatischer Eishockeyspieler
- Rendulic, Leo (1903–1940), österreichischer Geotechniker
- Rendulic, Lothar (1887–1971), österreichischer Offizier, zuletzt Generaloberst der deutschen Wehrmacht im Zweiten WeltkriegLothar Rendulic (1887–1971)

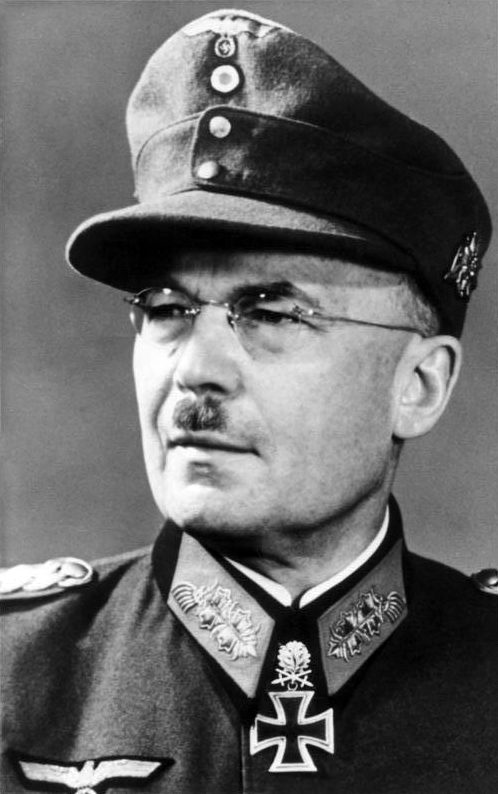
Lothar Rendulic (1887–1971)

### Rene
- René (1454–1492), Herzog von Alençon und Graf von Le Perche
- René I. (1409–1480), Herzog von Anjou, Bar, Lothringen, Graf von Provence, Titularkönig von Neapel, Sizilien, Jerusalem etc.René I. (1409–1480)

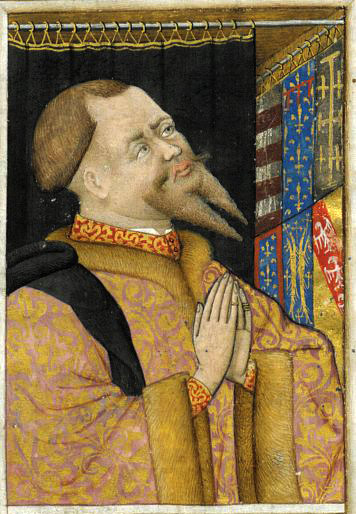
René I. (1409–1480)

- René II. (1451–1508), Herzog von Lothringen (1473–1508)
- René, Denise (1913–2012), französische Kunsthändlerin
- Rene, Fiona (* 1988), chinesisch-US-amerikanische Schauspielerin und Synchronsprecherin
- René, France-Albert (1935–2019), seychellischer Politiker, Präsident der Seychellen (1977–2004)
- René, Googie (1927–2007), US-amerikanischer Bluespianist
- René, Henri (1906–1993), amerikanischer Jazz- und Unterhaltungsmusiker sowie Musikproduzent
- Rene, James (* 1986), Fußballspieler (Turks- und Caicosinseln)
- René, Marvin (* 1995), französischer Sprinter
- René, Maureen (1933–2020), britische Pop-Sängerin
- René, Mélanie (* 1990), Schweizer Sängerin
- René, Norman (1950–1996), US-amerikanischer Film- und Theaterregisseur und Filmproduzent
- Rene, Roy (1891–1954), australischer Komiker
- Rene, Wendy (1947–2014), US-amerikanische Soulsängerin
- René-Lortie, Vincent, kanadischer Filmregisseur und Drehbuchautor
- Reneau, George (1901–1933), US-amerikanischer Old-Time-Musiker
- Reneau, Jenna (* 1991), US-amerikanische Basketballschiedsrichterin
- Réneau, Paul (* 1960), belizischer Sprinter und Radrennfahrer
- Reneau, Wernell (* 1965), belizischer Radrennfahrer
- Reneauld, Michel (1760–1826), Bürgermeister
- Reneaulme, Paul (1560–1624), französischer Arzt und Botaniker
- Reneberg, Richey (* 1965), US-amerikanischer Tennisspieler
- Renée de France (1510–1574), Herzogin von FerraraRenée de France (1510–1574)

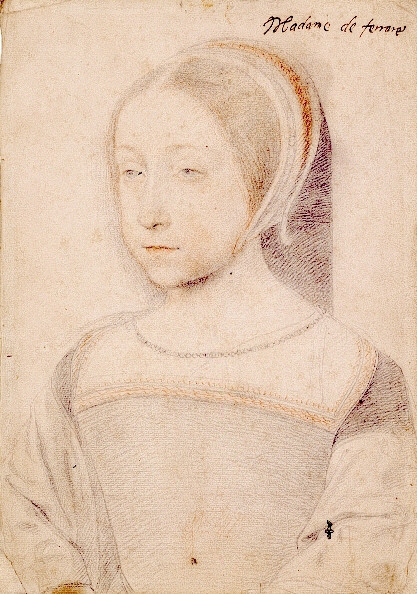
Renée de France (1510–1574)

- Reneé Roxana Darín (1931–2018), argentinische Filmschauspielerin und Drehbuchautorin
- Renée, Ciara (* 1990), US-amerikanische Schauspielerin
- Reneé, Dara (* 2000), US-amerikanische Schauspielerin
- Renée, Lily (1921–2022), US-amerikanische Zeichnerin und Illustratorin
- Renée, Madelyn (* 1955), US-amerikanische Opernsängerin (Sopran)
- Renee, Melia (* 1989), US-amerikanische Schauspielerin
- Renée, Ricky (1929–2017), US-amerikanischer Schauspieler und Entertainer
- Reneischi, Victor (* 1967), sowjetisch-moldauischer Kanute
- Renell, Andreas (* 1955), deutscher Schauspieler
- Renella, Pat (1929–2012), US-amerikanischer Schauspieler
- Renelt, Oliver, deutscher Designer
- Rener, Adam, franko-flämischer Komponist und Sänger der Renaissance
- Rener, Monika (* 1944), deutsche Philologin
- Renes, Lawrence (* 1970), niederländisch-maltesischer Dirigent
- Renesse, Camille de (1836–1904), belgischer Graf, Unternehmer und Autor
- Renesse, Emil von (* 1850), deutscher evangelischer Theologe
- Renesse, Jan-Robert von (* 1966), deutscher Sozialrichter
- Renesse, Margot von (1940–2022), deutsche Politikerin (SPD), MdB
- Renet, Françoise (1924–1995), französische Organistin
- Renevier, Eugène (1831–1906), Schweizer Geologe und Paläontologe
- Rénevier, Pauline (* 1998), deutsche Kinderdarstellerin und Schauspielerin
- Renew, Sergei (* 1985), kasachischer Straßenradrennfahrer

### Renf
- Renfer, Pascal (* 1977), Schweizer Fußballspieler
- Renfer, Werner (1898–1936), Schweizer Schriftsteller
- Renfordt, Anja (* 1980), deutsche Kickboxerin
- Renfordt, Jürgen (* 1955), deutscher Schlagersänger
- Renfordt, Wilhelm (1889–1950), deutscher Maler
- Renfors, Cecilia (* 1961), schwedische Juristin
- Renfrew, Charles Byron (1928–2017), US-amerikanischer Jurist und Wirtschaftsmanager
- Renfrew, Colin (1937–2024), britischer Archäologe und Politiker
- Renfrew, Jane, britische Archäobotanikerin
- Renfro, Brad (1982–2008), US-amerikanischer SchauspielerBrad Renfro (1982–2008)

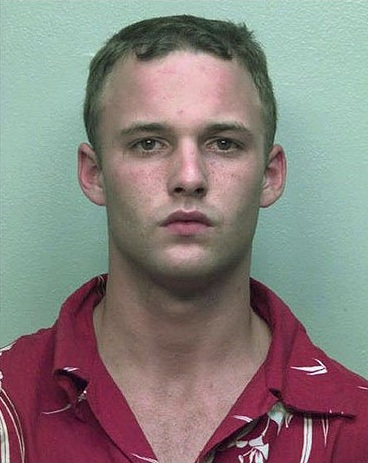
Brad Renfro (1982–2008)

- Renfro, Mel (* 1941), US-amerikanischer American-Football-Spieler und -Trainer
- Renfro, Ray (1929–1997), US-amerikanischer American-Football-Spieler und Trainer
- Renfroe, Alex (* 1986), US-amerikanischer Basketballspieler
- Renfroe, Andrew, US-amerikanischer Jazzmusiker (Gitarre, Arrangement, Komposition)
- Renfroe, Jeff, US-amerikanischer Filmregisseur, Drehbuchautor und Filmeditor
- Renfroe, Robert (* 1969), US-amerikanisch-österreichischer Basketballspieler
- Renfrow, Hunter (* 1995), US-amerikanischer Footballspieler
- Renfrow, William Cary (1845–1922), US-amerikanischer Politiker
- Renft, Klaus (1942–2006), deutscher Musiker
- Renftle, Joseph (1823–1881), deutscher römisch-katholischer und später altkatholischer Geistlicher
- Renfurm, Maikel (* 1976), niederländischer Fußballspieler

### Reng
- Reng, Ronald (* 1970), deutscher Sportjournalist und Buchautor
- Renga, Francesco (* 1968), italienischer Sänger und Liedermacher
- Rengakos, Antonios (* 1957), griechischer Altphilologe
- Rengel, Heinrich (1907–1979), Schweizer Politiker (Frontenbewegung)
- Rengeling, Hans-Werner (* 1938), deutscher Rechtswissenschaftler
- Renger, Almut-Barbara (* 1969), deutsche Klassische Philologin
- Renger, Annemarie (1919–2008), deutsche Politikerin (SPD)Annemarie Renger (1919–2008)

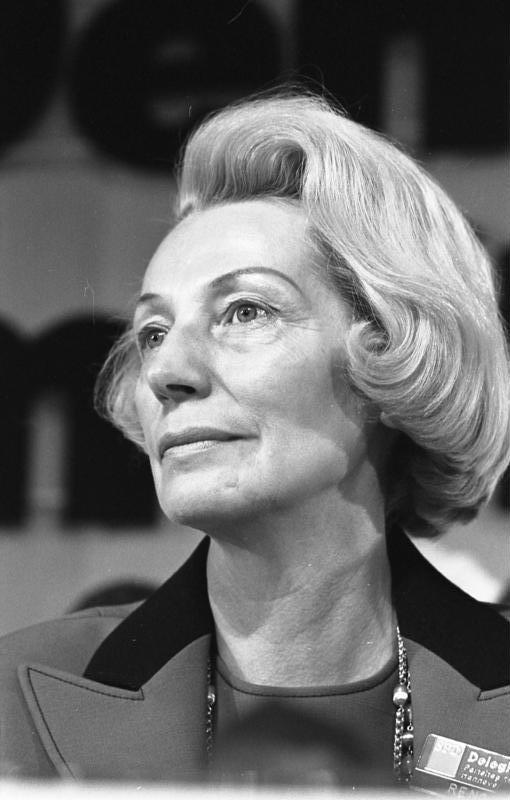
Annemarie Renger (1919–2008)

- Renger, Frank (* 1968), deutscher Hooligan
- Renger, Friedrich (1918–2015), deutscher Mediziner und Hochschullehrer
- Renger, Gernot (1937–2013), deutscher Biochemiker
- Renger, Johannes (1934–2023), deutscher Altorientalist
- Renger, Ludwig (1813–1905), deutsch-österreichischer Jurist, Mitglied der Frankfurter Nationalversammlung
- Renger, Manfred († 2015), deutscher Filmproduzent
- Renger, Matthias (* 1985), deutscher Schauspieler und Synchronsprecher
- Renger, Ottokar (1850–1876), deutscher Maler
- Renger, Peter (* 1941), deutscher Politiker (CDU), MdL, OB von Halle
- Renger, Thomas (* 1970), deutscher Physiker und Hochschullehrer
- Renger-Patzsch, Albert (1897–1966), deutscher Fotograf der sogenannten „Neuen Sachlichkeit“Albert Renger-Patzsch (1897–1966)

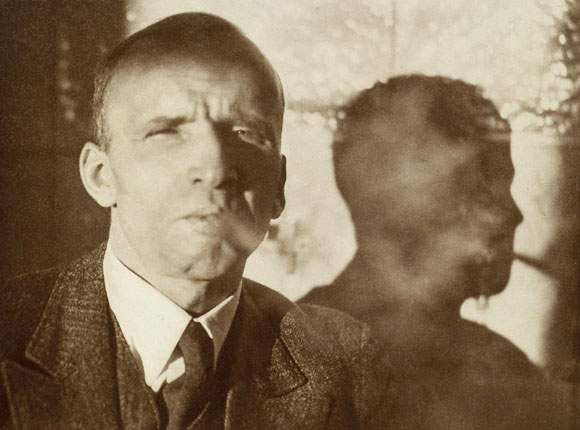
Albert Renger-Patzsch (1897–1966)

- Rengeruk, Lilian Kasait (* 1997), kenianische Langstreckenläuferin
- Rengger, Albrecht (1764–1835), Schweizer Politiker und Heimatforscher
- Rengger, Johann Rudolf (1795–1832), Schweizer Arzt und Naturforscher
- Renggli, Claire-Lise (* 1932), Schweizer Politikerin der Parti national romand (PNR, PRR sowie FDP)
- Renggli, Eduard (1882–1939), Schweizer Zeichenlehrer, Maler, Grafiker und Grafikdesigner
- Renggli, Eugène (1923–2016), Schweizer Bildhauer
- Renggli, Franz (* 1952), Schweizer Skilangläufer
- Renggli, Jean (1846–1898), Schweizer Maler
- Renggli, Michel (* 1980), Schweizer Fussballspieler
- Renggli, Sepp (1924–2015), Schweizer Sportjournalist und Buchautor
- Renggli, Thomas (* 1972), Schweizer Journalist und Buchautor
- Rengguer, Joseph Antoine (1734–1821), jakobinischer Revolutionär im Fürstbistum Basel und der Raurachischen Republik
- Rengier, Paula (1890–1971), deutsche Lehrerin, Schulgründerin und Wegbereiterin der Sozialen Arbeit
- Rengier, Rudolf (* 1948), deutscher Jurist
- Rengifo Montoya, Shainer (* 2002), kubanischer Sprinter
- Rengifo, Daniel (1993–2020), kolumbianischer Schauspieler
- Rengifo, Hernán (* 1983), peruanischer Fußballspieler
- Rengifo, Javier (1884–1958), chilenischer Komponist
- Rengiil, Ernestine, palauische Rechtsanwältin
- Rengstorf, Karl Heinrich (1903–1992), deutscher evangelischer Theologe

### Renh
- Renhart, Erich (* 1959), römisch-katholischer Theologe
- Renhō (* 1967), japanische Politikerin, Model, Fernsehmoderatorin
- Renholm, Wiola (* 1942), finnische Badmintonspielerin

### Reni
- Reni, Guido (1575–1642), italienischer Maler und RadiererGuido Reni (1575–1642)

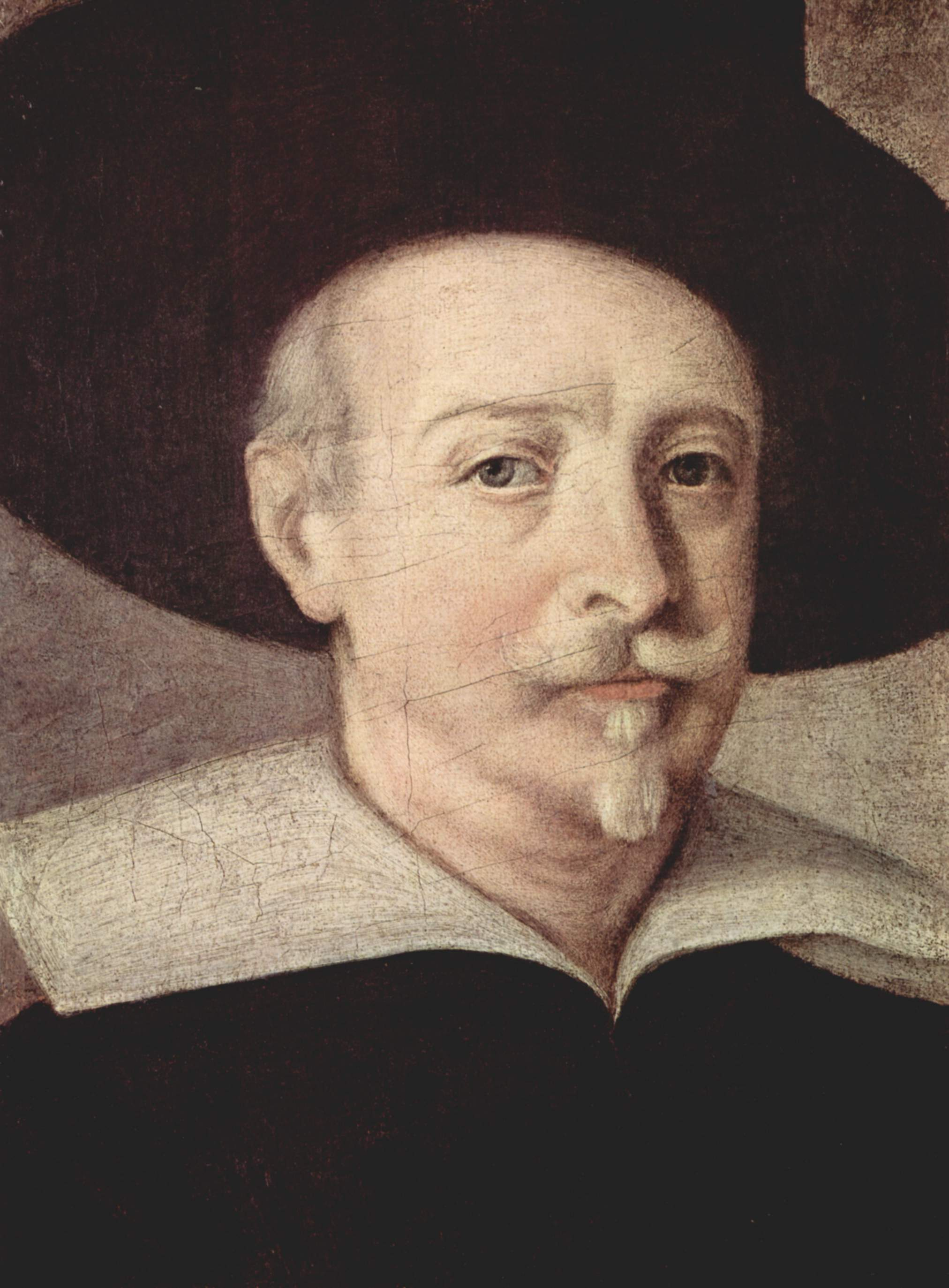
Guido Reni (1575–1642)

- Renica, Alessandro (* 1962), italienischer Fußballspieler
- Renié, Henriette (1875–1956), französische Harfenistin und Komponistin
- Rénier de Trith, Herr von Trith-Saint-Léger, Herzog von Philippopolis, Kreuzfahrer
- Renier Michiel, Giustina (1755–1832), venezianische Schriftstellerin, Übersetzerin und Salonnière
- Renier von Saint-Trond, Rektor der Lateinschule in Mechelen
- Renier, Alphonse, belgischer Fußballspieler
- Renier, Daniele (1768–1851), italienischer Politiker, Bürgermeister von Venedig
- Renier, Franck (* 1974), französischer Radrennfahrer
- Renier, Jérémie (* 1981), belgischer Schauspieler
- Renier, Marc (* 1953), belgischer Radrennfahrer
- Renier, Paolo (1710–1789), Doge von Venedig (1779 bis 1789)
- Renier, Pascal (* 1971), belgischer Fußballspieler
- Renier, Rodolfo (1857–1915), italienischer Romanist und Literaturwissenschaftler
- Renier, Stefano Andrea (1759–1830), italienischer Zoologe und Arzt
- Rénier, Yves (1942–2021), französischer Schauspieler
- Renieri, Vincenzo (1606–1647), italienischer Mathematiker und Astronom
- Reniers, Tiny (* 1947), niederländischer Bogenschütze
- Renis, Tony (* 1938), italienischer Sänger, Songwriter, Musikproduzent und Schauspieler

### Renj
- Renjen, Punit (* 1961), indisch-amerikanischer Geschäftsmann

### Renk
- Renk, Anton (1871–1906), Tiroler Schriftsteller und Volkskundler
- Renk, Hartmut (* 1962), deutscher GeneralmajorHartmut Renk (* 1962)

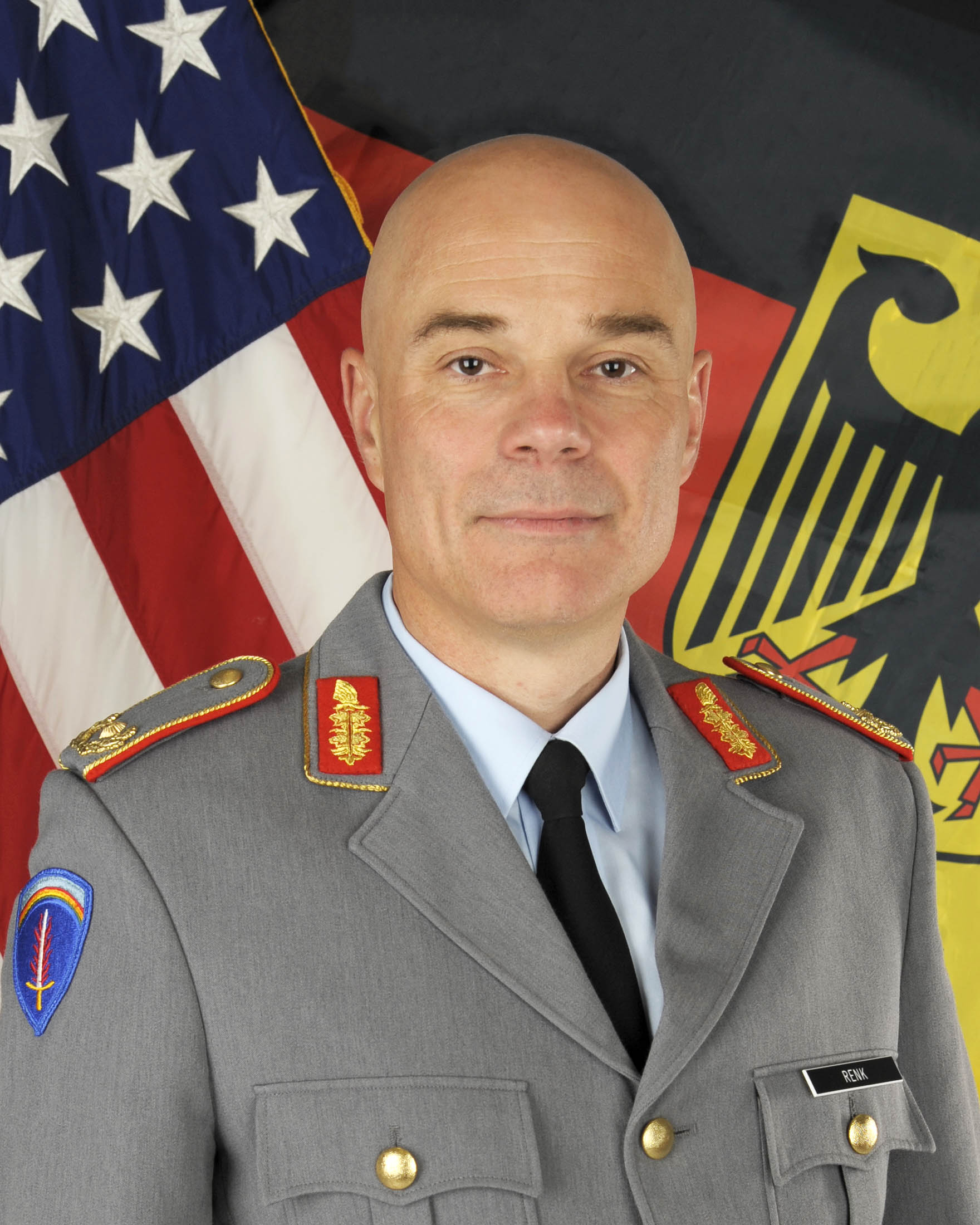
Hartmut Renk (* 1962)

- Renk, Herta-Elisabeth (* 1939), deutsche Germanistin und Hochschullehrerin
- Renk, Hubert (1917–1966), deutscher Fußballspieler
- Renk, Karl Friedrich (* 1938), deutscher Experimentalphysiker
- Renk, Kurt (1921–2007), deutscher Politiker (SPD), MdL Bayern
- Renk, Silke (* 1967), deutsche Leichtathletin
- Renk, Ulrike (* 1967), deutsche Schriftstellerin
- Renke, Rein (1928–2000), estnischer Radrennfahrer
- Renkel, Michael (* 1965), deutscher Gitarrist und Komponist
- Renkema, Kim (* 1987), niederländische Volleyballspielerin
- Renken, Carl Heinrich (1893–1954), deutscher Kaufmann und Kommunalpolitiker
- Renken, Friedrich (1930–2011), deutscher Politiker (NPD), MdL
- Renken, Johannes (1894–1988), deutscher Politiker (ChrsV, CDU), MdR, MdL
- Renken, John-Dennis (* 1981), deutscher Jazz- und Improvisationsmusiker (Trompete, Komposition)
- Renken, Walter (1905–1982), deutscher SS-Führer im Reichssicherheitshauptamt
- Renker, Alwin (1931–2013), deutscher Religionspädagoge der Diözese Freiburg
- Renker, Armin (1891–1961), deutscher Fabrikant, Papierforscher, Schriftsteller und Politiker
- Renker, Christina (* 1941), deutsche Keramikerin
- Renker, Felix (1867–1935), deutscher Bühnenautor
- Renker, Gustav (1889–1967), Journalist und Schriftsteller
- Renker, Joseph (1933–2018), deutscher Theologe, Priester und Religionspädagoge
- Renker, Karlheinz (1921–1982), deutscher Arzt und Hochschullehrer
- Renkewitz, Etienne (* 1988), deutscher Eishockeytorwart
- Renkewitz, Fred (1888–1971), Schweizer Sportfunktionär und der erste Präsident der Fédération Internationale de Patinage à Roulettes (FIPR)
- Renkewitz, Georg (1687–1758), deutscher Organist und Orgelbauer in Sachsen
- Renkewitz, Heinz (1902–1974), evangelischer Theologe der Brüder-Unität
- Renkewitz, Théodore (1833–1910), britischer Landschafts- und Architekturmaler
- Renkewitz, Werner (1911–1978), deutscher Orgelbauer und Orgelforscher
- Renkhoff, Hans-Wilhelm (1927–2011), deutscher Unternehmer
- Renkhoff, Otto (1905–1995), deutscher Archivar und Autor
- Renkichi, Hiraga (1902–1985), japanischer Emigrant
- Renkin, Jules (1862–1934), belgischer Politiker und Premierminister
- Renklibay, Ali Osman (* 1948), türkischer Fußballspieler- und trainer
- Renko, Max (* 1985), österreichischer Triathlet
- Renkonen, Daniel (* 1970), deutscher Politiker (Bündnis 90/Die Grünen), MdL
- Renkse, Jonas (* 1975), schwedischer MusikerJonas Renkse (* 1975)

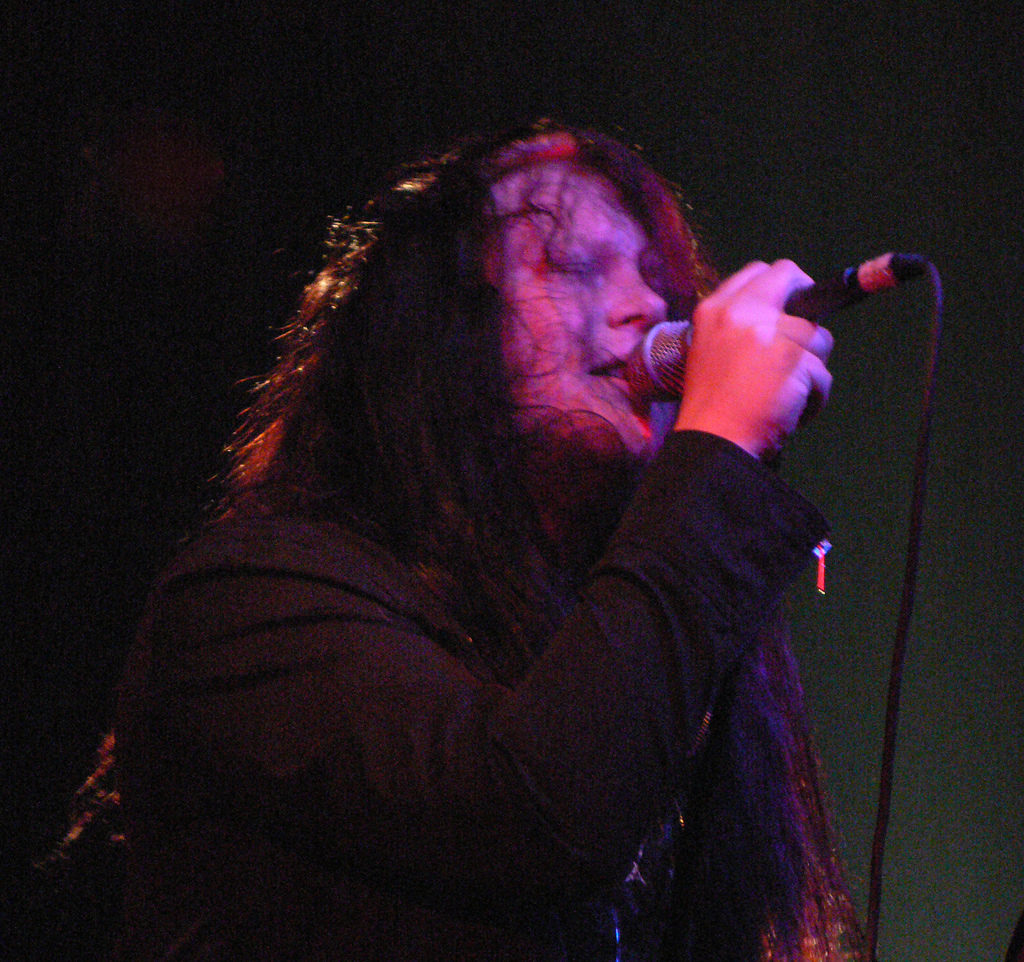
Jonas Renkse (* 1975)

### Renl
- Renlin, Philipp († 1598), deutscher Maler und Kartograph

### Renm
- Renmælmo, Erik (* 1981), norwegischer Skispringer und Skisprungtrainer
- Renman, Baxter (* 2010), schwedischer Kinderdarsteller

### Renn
- Renn, Crystal (* 1986), US-amerikanisches Model
- Renn, Franz Xaver (1784–1875), österreichischer Bildhauer
- Renn, Gottfried (1818–1900), deutscher Bildhauer
- Renn, Hans-Martin (* 1967), deutscher Architekt
- Renn, Heinz (1911–1992), deutscher Lehrer und Historiker
- Renn, Heinz (* 1940), deutscher Soziologe
- Renn, Josef Anton (1715–1790), österreichischer Bildhauer
- Renn, Jürgen (* 1940), deutscher Fußballspieler
- Renn, Jürgen (* 1956), deutscher Wissenschaftshistoriker
- Renn, Ludwig (1889–1979), deutscher Schriftsteller
- Renn, Manfred (* 1948), deutscher Sprachwissenschaftler
- Renn, Olaf (* 1969), deutscher Fußballspieler
- Renn, Ortwin (* 1951), deutscher Volkswirt, Soziologe und Nachhaltigkeitswissenschaftler
- Renn, Roland (* 1961), deutscher Radrennfahrer
- Renn, Rosalinde (* 1941), deutsche Theater-, Filmschauspielerin und Regisseurin
- Renn, Rüdiger (1927–1993), deutscher Schauspieler
- Renna, Lucio Angelo Maria (* 1941), italienischer Ordensgeistlicher, emeritierter römisch-katholischer Bischof von San Severo
- Renna, Luigi (* 1966), italienischer Geistlicher und römisch-katholischer Erzbischof von Catania
- Renna, Patrick (* 1979), US-amerikanischer SchauspielerPatrick Renna (* 1979)

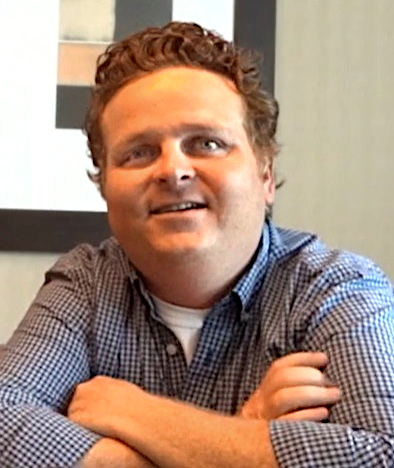
Patrick Renna (* 1979)

- Renna, Simone (* 1974), italienischer Geistlicher, Untersekretär in der Kongregation für den Klerus
- Rennack, Hans-Jürgen (* 1942), deutscher Brigadegeneral
- Rennack, Nadine (* 1983), deutsche Schauspielerin
- Rennahan, Ray (1896–1980), US-amerikanischer Kameramann
- Rennard, Chris, Baron Rennard (* 1960), britischer Politiker und Parteifunktionär
- Rennard, Deborah (* 1959), US-amerikanische Schauspielerin
- Rennau, Heinz (1899–1976), deutscher SS-Führer im Reichssicherheitshauptamt
- Rennau, Joachim (1919–1993), deutscher Autor
- Rennau, Max (1863–1941), Lehrer und Heimatforscher
- Renndorfer, Alfred (1910–1983), deutscher SS-Hauptsturmführer
- Renne, Berndt (* 1943), deutscher Schauspieler und Theaterregisseur
- Renne, Gilles (* 1954), französischer Jazzmusiker (Gitarrist, Bandleader)
- Renne, Max (* 1974), deutscher Dirigent
- Renne, Paul (1939–1970), US-amerikanischer Biathlet
- Rennebach, Renate (* 1947), deutsche Politikerin (SPD), MdB
- Rennebaum, Herta (1902–1996), deutsche Klavierpädagogin und Pianistin
- Rennebaum, Waltraud (* 1958), deutsche Sängerin
- Renneberg, Annett (* 1978), deutsche SchauspielerinAnnett Renneberg (* 1978)

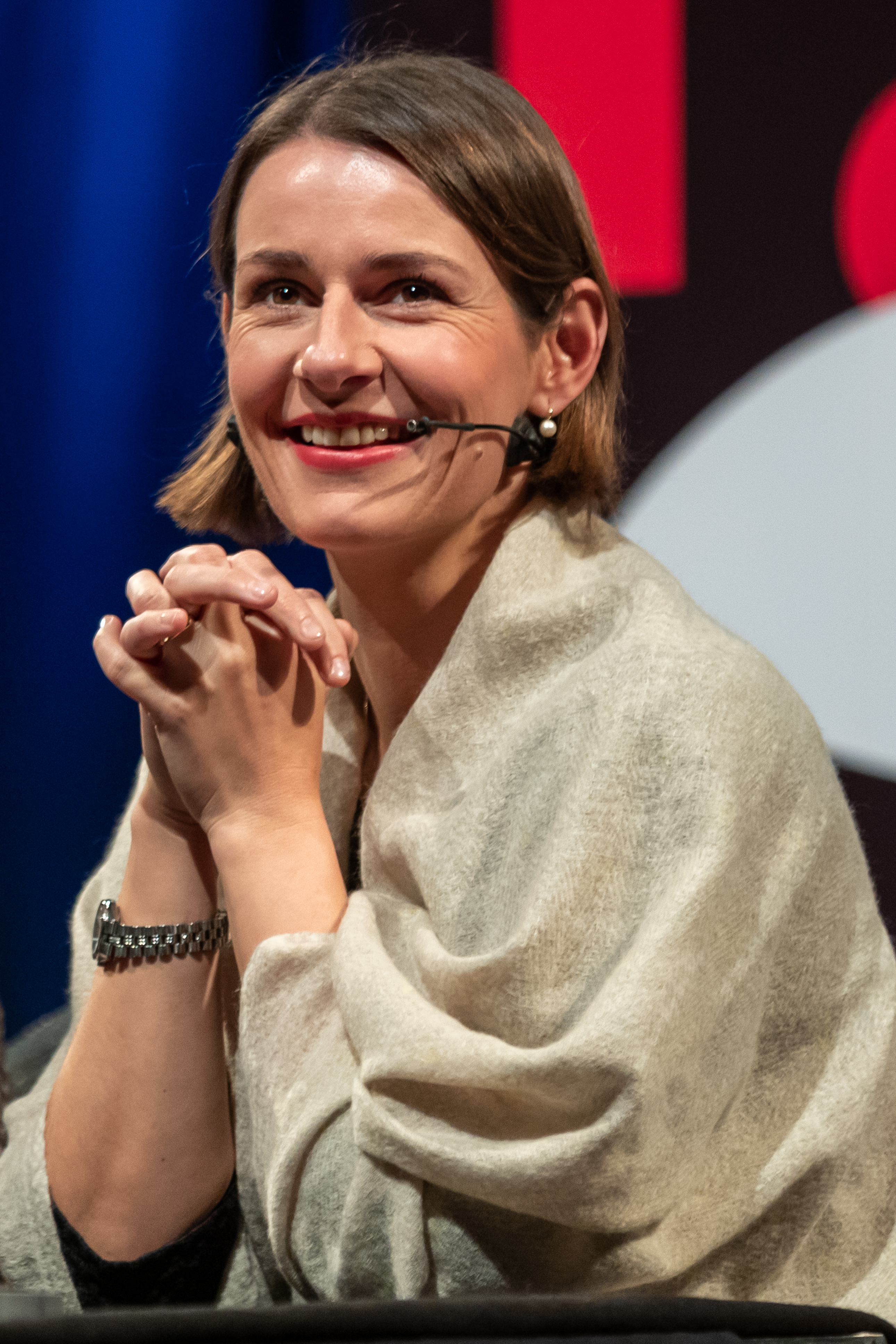
Annett Renneberg (* 1978)

- Renneberg, Babette (* 1961), deutsche Psychologin, Forscherin und Professorin an der Freien Universität Berlin
- Renneberg, Heinz (1927–1999), deutscher Ruderer, Olympiasieger
- Renneberg, Joachim (1926–1977), deutscher Jurist und Hochschullehrer
- Renneberg, Reinhard (* 1951), deutscher Biochemiker
- Renneberg, Werner (1906–1976), deutscher Pädagoge und Hochschullehrer
- Renneberg, Wolfgang, deutscher Hochschullehrer, Physiker und Volljurist
- Rennebohm, Oscar (1889–1968), US-amerikanischer Politiker
- Rennefanz, Sabine (* 1974), deutsche Journalistin und Autorin
- Rennefeld, Ilse (1895–1984), deutsche anthroposophische Ärztin
- Rennefeld, Otto (1887–1957), deutscher Dichter und Anthroposoph
- Renneisen, Erich (1907–1970), deutscher Diplomat und Außenhandelsfunktionär der DDR
- Renneisen, Jakob (1899–1973), deutscher Politiker (SPD), MdL
- Renneisen, Mathias (* 1986), deutscher Schauspieler
- Renneisen, Max (* 1977), deutscher Bildender Künstler
- Renneisen, Walter (* 1940), deutscher SchauspielerWalter Renneisen (* 1940)

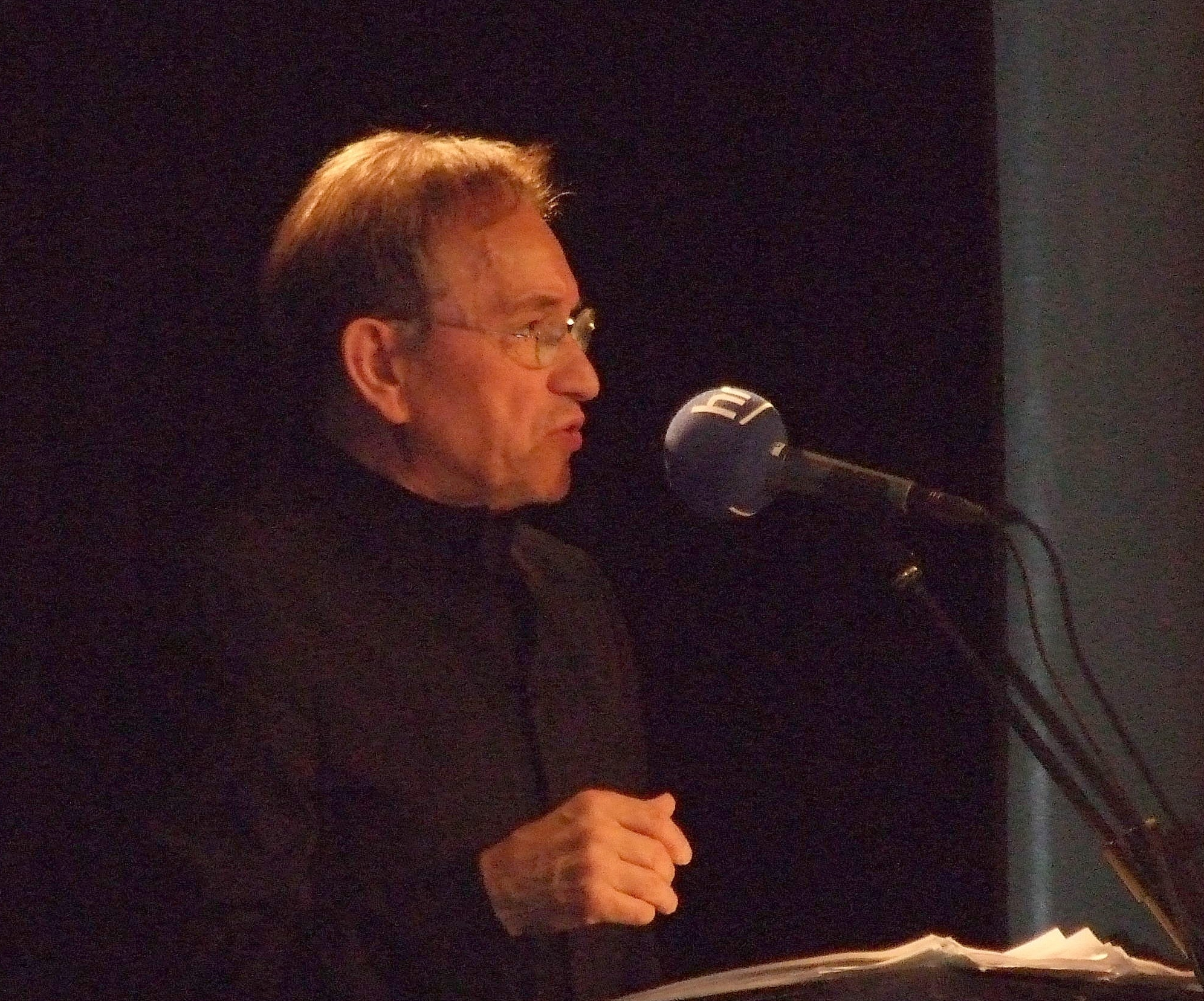
Walter Renneisen (* 1940)

- Renneke, Ursula (* 1975), deutsche Schauspielerin und Hörspielsprecherin
- Rennell, James (1742–1830), britischer Geograph, Historiker und Pionier der Ozeanographie
- Rennell, Rodd, 1. Baron Rennell (1858–1941), britischer Diplomat, MP (Unionistische Partei), Dichter
- Rennella, Raffaelle (* 1961), italienischer Judoka
- Rennella, Vincenzo (* 1988), italienisch-französischer Fußballspieler
- Rennemo, Kristian Tettli (* 1984), norwegischer Skilangläufer
- Rennen, Franz Karl (1818–1897), deutscher Eisenbahnbeamter und Landrat
- Rennen, Ludwig (1845–1932), preußischer Landrat und Verwaltungsgerichtsdirektor
- Rennen, Peter von der (1607–1669), deutscher Goldschmied
- Rennen-Allhoff, Beate (* 1951), deutsche Psychologin, Hochschullehrerin und Hochschulpräsidentin
- Rennenkampff, Alexander von (1783–1854), deutscher Adliger und Schriftsteller
- Rennenkampff, Alexander von (1787–1869), livländischer Gutsbesitzer und Landrat
- Rennenkampff, Nikolai Karlowitsch (1832–1899), Bürgermeister von Kiew und Rektor der Universität Kiew
- Rennenkampff, Paul von (1854–1918), russischer General deutsch-baltischer HerkunftPaul von Rennenkampff (1854–1918)

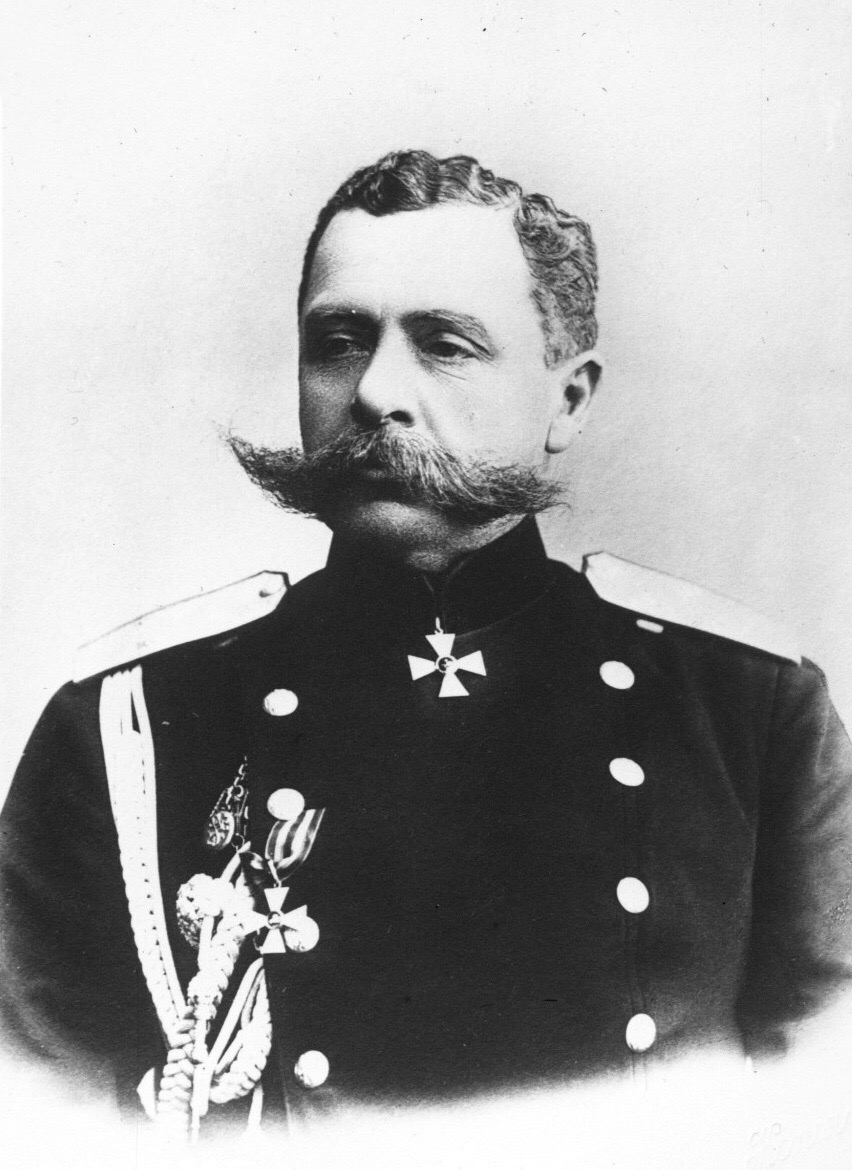
Paul von Rennenkampff (1854–1918)

- Renner, Alexander (1892–1966), österreichischer Flugpionier, Mitglied einer Grazer Artistenfamilie
- Renner, Anatol (1890–1982), österreichischer Flugpionier; Mitglied einer Grazer Artistenfamilie
- Renner, Andreas (* 1959), deutscher Politiker (CDU)
- Renner, Andreas (* 1964), deutscher Historiker
- Renner, Andreas von (1814–1898), württembergischer Beamter und Minister
- Renner, August (1872–1936), deutscher Jurist und Kommunalpolitiker
- Renner, Benjamin (* 1983), französischer Cartoonist, Animator und Filmemacher
- Renner, Brigitte (1925–2022), deutsche Schauspielerin
- Renner, Carl Oskar (1908–1997), deutscher SchriftstellerCarl Oskar Renner (1908–1997)

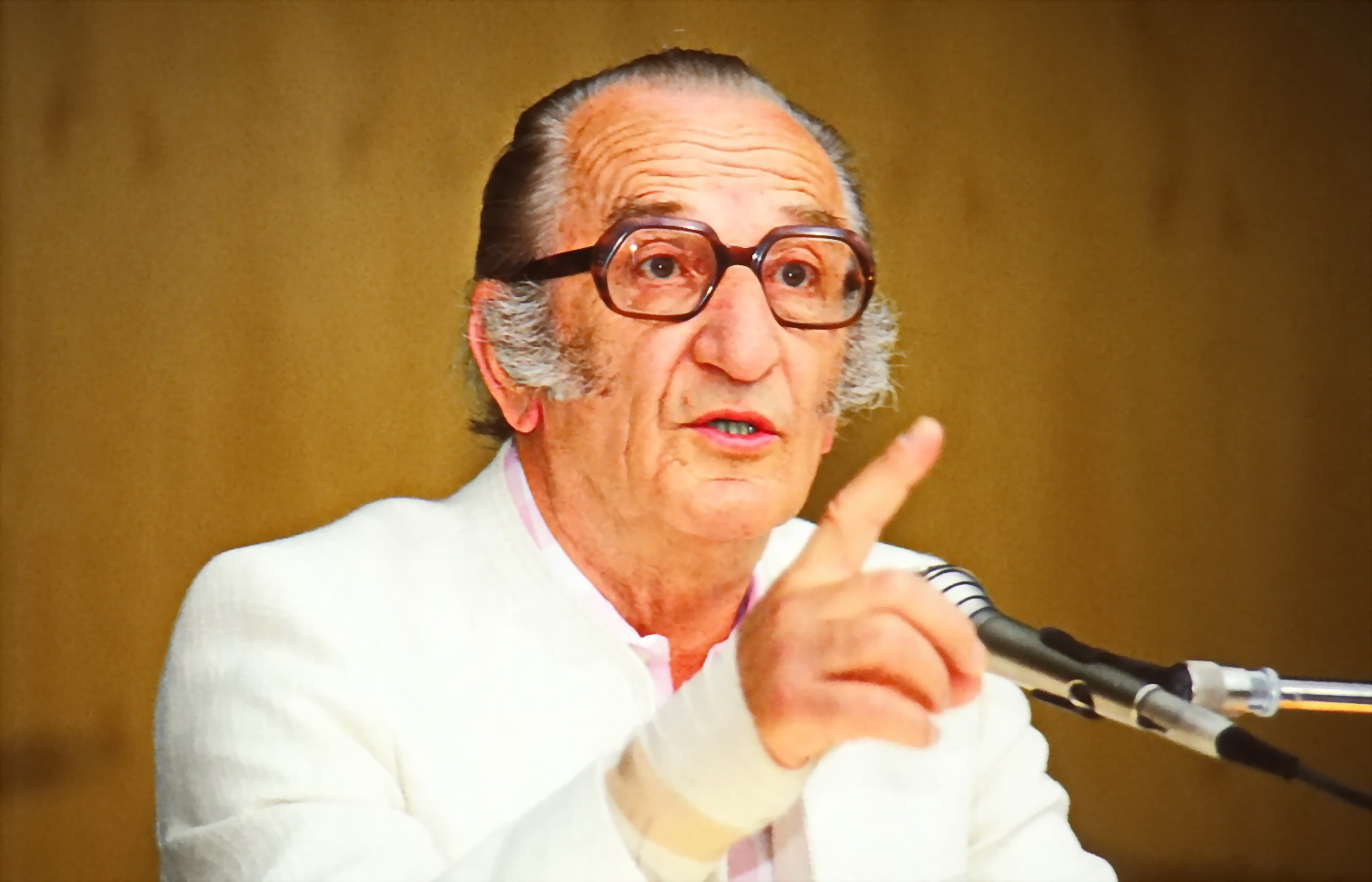
Carl Oskar Renner (1908–1997)

- Renner, Caspar Friedrich (1692–1772), deutscher Jurist, hannoverscher Intendant, Strukturar und Stadtvogt
- Renner, Cecil von (* 1990), deutscher Schauspieler
- Renner, Cedric (* 2000), deutscher Skeletonpilot
- Renner, Dieter (1949–1998), deutscher Fußballspieler und -trainer
- Renner, Eduard (1891–1952), Urner Arzt und Ethnograph
- Renner, Egon (1935–2019), deutscher Altamerikanist
- Renner, Elizabeth (* 1946), gambische Politikerin
- Renner, Erich (* 1936), deutscher Erziehungswissenschaftler
- Renner, Florian (1870–1945), österreichischer Politiker (CSP), Abgeordneter zum Nationalrat
- Renner, Franz, Inkunabeldrucker in Venedig
- Renner, Franz (1866–1912), österreichischer Flugpionier, Mitglied einer Grazer Artistenfamilie
- Renner, Friedrich (1835–1907), deutscher Jurist und Landtagsabgeordneter
- Renner, Friedrich (1910–1985), deutscher Ingenieur, Geschäftsführer und Senator (Bayern), Mitglied der SPD
- Renner, Frumentius (1908–2000), deutscher römisch-katholischer Priester, Benediktiner und Autor
- Renner, Gerhard (1952–2008), österreichischer Bibliothekar
- Renner, Gottlob Adolph († 1777), kursächsischer Amtmann
- Renner, Guido (* 1971), deutscher Schauspieler
- Renner, Günter (1939–2005), deutscher Jurist
- Renner, Hans (1901–1971), deutscher Musikschriftsteller
- Renner, Hans (1919–1970), deutscher Skispringer und Skisprungtrainer
- Renner, Hartmut (* 1951), deutscher Metallbildhauer
- Renner, Heike (* 1979), deutsche Schlagersängerin und Moderatorin
- Renner, Heinz (1892–1964), deutscher Politiker (KPD), MdL, MdB
- Renner, Herbert (* 1946), deutscher Fußballspieler
- Renner, Ingeborg (1930–2010), deutsche Politikerin (SPD), MdA
- Renner, Ingo (1940–2022), australischer Segelflieger
- Renner, Jens (* 1951), deutscher Journalist und Autor
- Renner, Jeremy (* 1971), US-amerikanischer Schauspieler und MusikerJeremy Renner (* 1971)

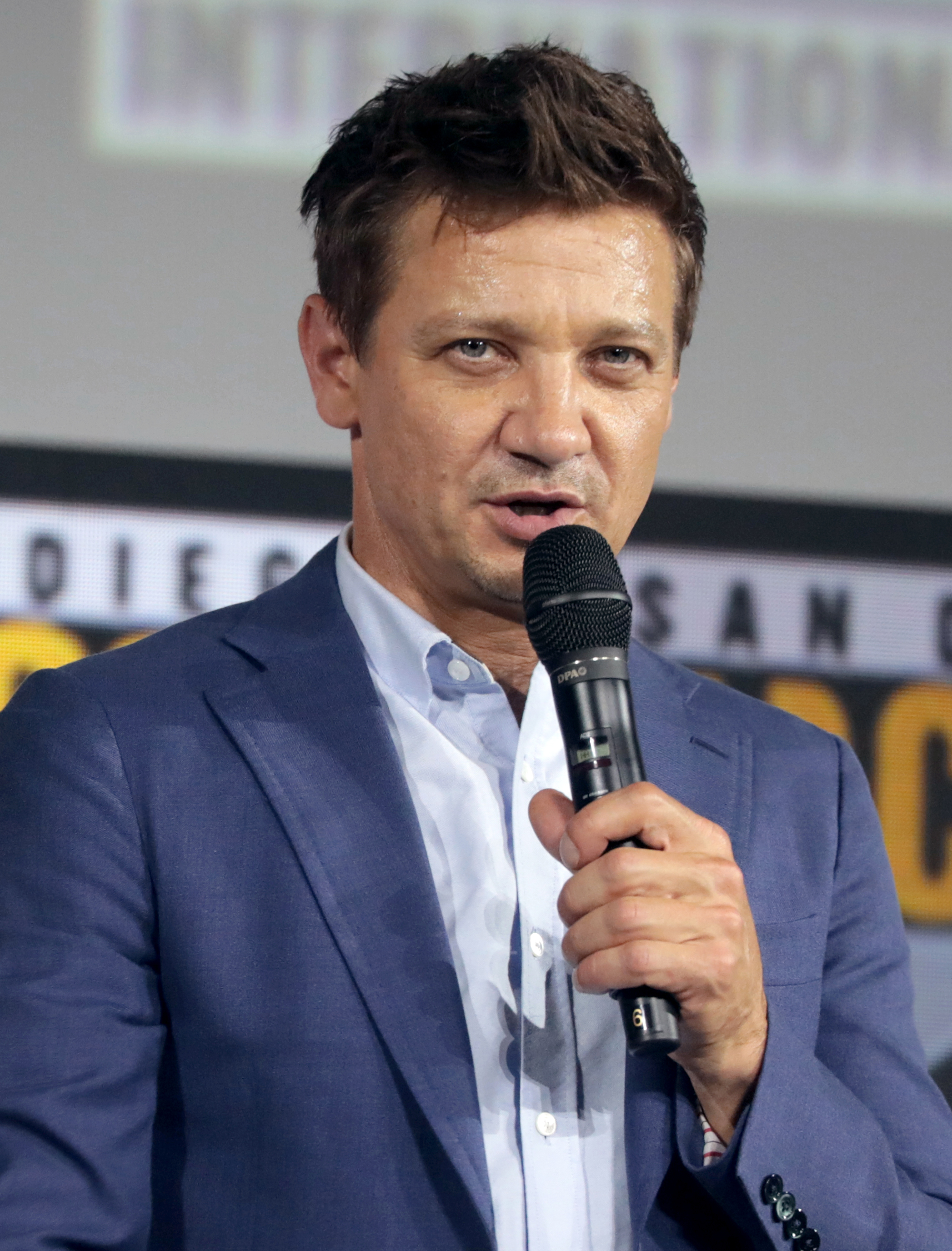
Jeremy Renner (* 1971)

- Renner, Johann (1525–1583), deutscher Notar und Chronist
- Renner, Johann Anton (1743–1800), aargauischer Politiker
- Renner, Johann August (* 1783), deutscher Maler und Restaurator
- Renner, Johann Georg, deutscher Gold- und Silberarbeiter
- Renner, Johann Jacob, Freiburger Stadtrat
- Renner, Johanne Justine (1763–1856), Dresdner Persönlichkeit
- Renner, Josef, deutscher Turner
- Renner, Josef (1892–1958), österreichischer Politiker (ÖVP), Landtagsabgeordneter
- Renner, Joseph Aloys (1810–1882), deutscher Jurist und Abgeordneter
- Renner, Joseph jun. (1868–1934), deutscher Organist und Komponist
- Renner, Julia (* 1987), deutsche Handballspielerin
- Renner, Jürgen (* 1966), deutscher Politiker (SPD), MdL
- Renner, Karin (* 1965), österreichische Politikerin (SPÖ), Landtagsabgeordneter
- Renner, Karl (1833–1913), deutscher Feuerwehrkommandant und Kaufmann
- Renner, Karl (1870–1950), österreichischer Politiker (SPÖ), Landtagsabgeordneter, Bundeskanzler und BundespräsidentKarl Renner (1870–1950)

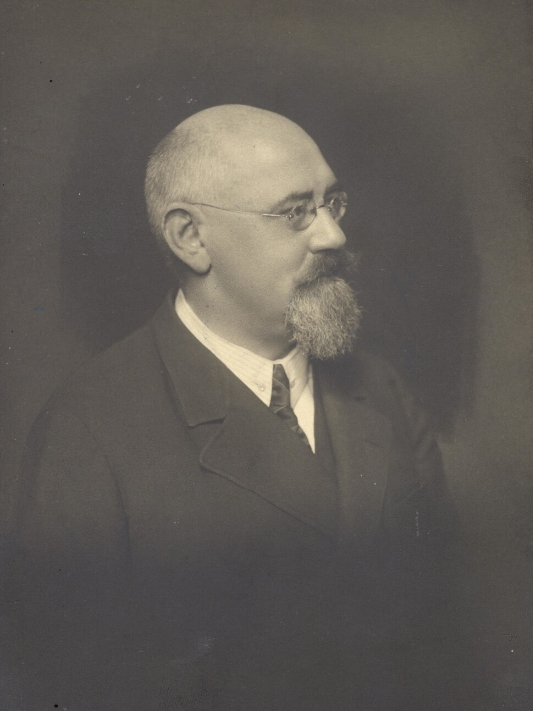
Karl Renner (1870–1950)

- Renner, Karl-Heinz (* 1965), deutscher Psychologe
- Renner, Klaus G. (1949–2019), deutscher Verleger
- Renner, Lois (1961–2021), österreichischer Künstler
- Renner, Lothar (1918–1991), deutscher Generalmajor
- Renner, Ludwig (1884–1962), deutscher Lehrer
- Renner, Luise (1872–1963), Ehefrau des österreichischen Bundespräsidenten Karl Renner, Mitbegründerin und erste Präsidentin der Volkshilfe Österreich
- Renner, Margarete († 1535), deutsche Frau, die an den Bauernkriegen aktiv teilnahm
- Renner, Martin (1870–1956), deutsch-britischer Militär und Diplomat
- Renner, Martin (* 1954), deutscher Co-Sprecher des AfD-Landesverbands Nordrhein-Westfalen
- Renner, Martina (* 1967), deutsche Politikerin (Die Linke), Autorin und Referentin, RechtsextremismusexpertinMartina Renner (* 1967)

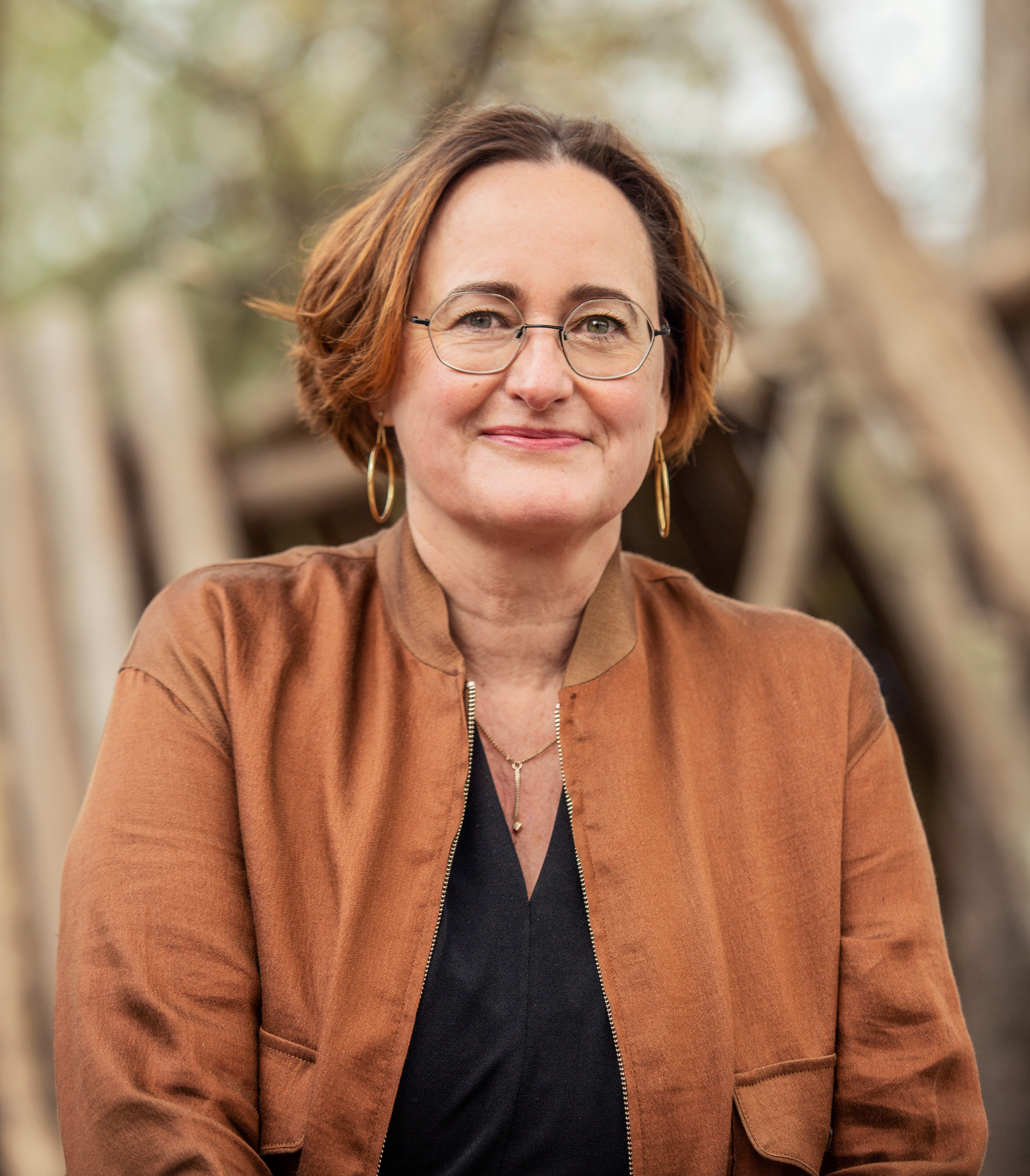
Martina Renner (* 1967)

- Renner, Max (* 1992), deutscher Eishockeyspieler
- Renner, Maxie (* 1985), deutsche Sängerin
- Renner, Maximilian (1919–1990), deutscher Zoologe
- Renner, Meta (* 1863), deutsche Opernsängerin (Sopran)
- Renner, Moritz (* 1981), deutscher Jurist und Hochschullehrer
- Renner, Moritz (* 2001), deutscher Jazzmusiker (Posaune, Komposition)
- Renner, Narziß (1502–1536), Augsburger Buchmaler und vermutlich Zeichner für Holzschnitte
- Renner, Otto (1883–1960), deutscher Botaniker und Hochschulprofessor
- Renner, Paolo (* 1958), italienischer römisch-katholischer Theologe
- Renner, Paul (1878–1956), deutscher Typograf, Grafikdesigner und Autor
- Renner, Paul (1884–1968), deutscher Architekt
- Renner, Philipp († 1512), katholischer Priester, Benediktiner und Abt des Klosters Murrhardt
- Renner, Philipp († 1555), Bischof von Lavant
- Renner, Renato (* 1974), Schweizer Physiker und Hochschullehrer
- Renner, René (* 1993), österreichischer FußballspielerRené Renner (* 1993)

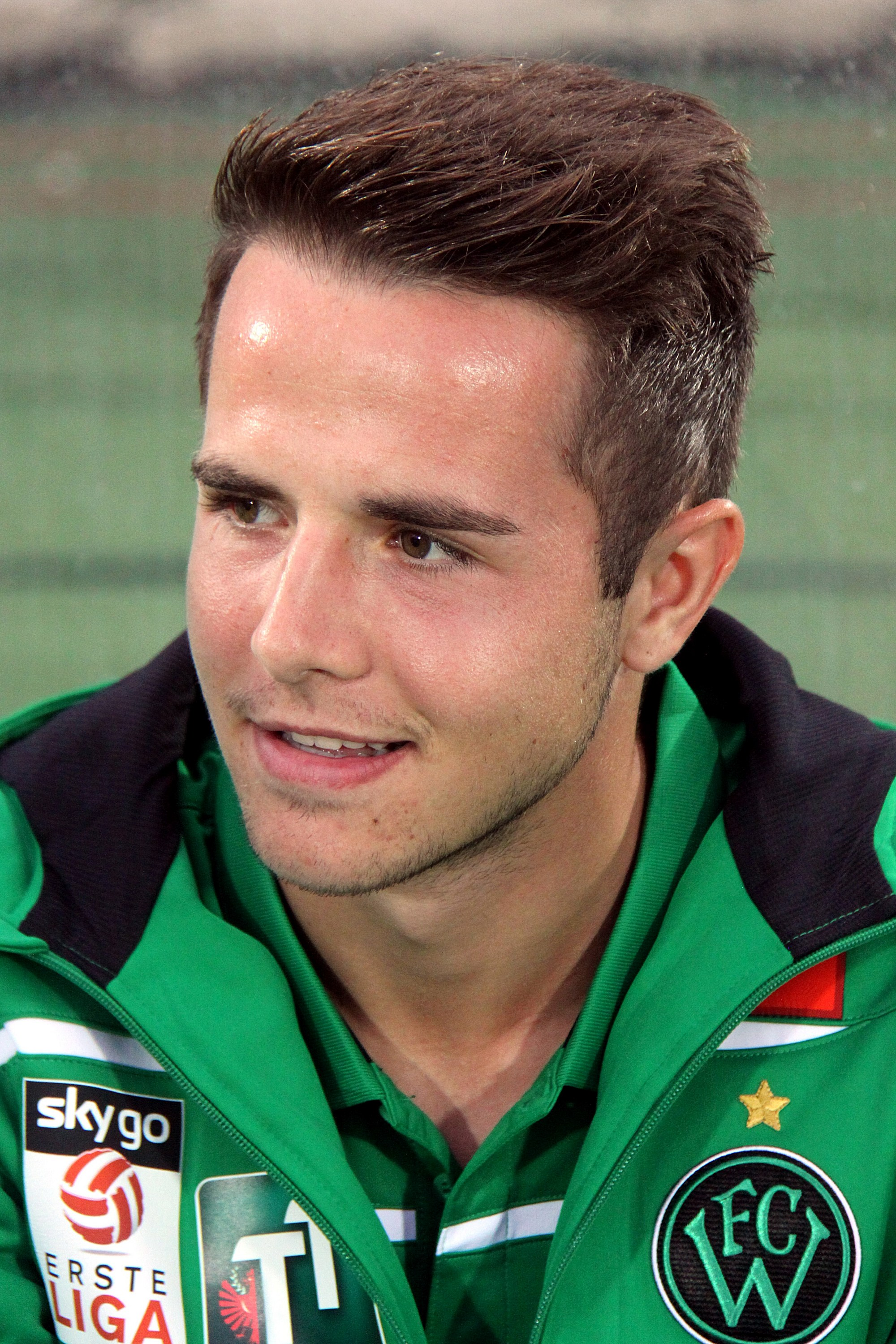
René Renner (* 1993)

- Renner, Robert (* 1994), slowenischer Stabhochspringer
- Renner, Roland (* 1951), deutscher Schauspieler
- Renner, Rudolf (1894–1940), deutscher Politiker
- Renner, Samuel Abraham von (1776–1850), schweizerisch-württembergischer Landwirtschaftsreformer in Bayern
- Renner, Sara (* 1976), kanadische Skilangläuferin
- Renner, Sigmund von (1727–1800), kaiserlich-königlicher General schweizerischer Herkunft
- Renner, Steve (* 1984), deutscher Biathlet
- Renner, Susanne S. (* 1954), deutsche und US-amerikanische Botanikerin
- Renner, Theobald (1779–1850), deutscher Anatom und Tierarzt
- Renner, Thomas (* 1951), deutscher Bankmanager
- Renner, Thomas (* 1962), deutscher Organist, Chorleiter, Komponist und Pianist
- Renner, Thomas (* 1967), deutscher Fußballspieler
- Renner, Thomas (* 1967), österreichischer Leichtathlet
- Renner, Thomas (* 1971), österreichischer Geistlicher, Abt des Stifts Altenburg
- Renner, Thomas Jakob (* 1970), deutscher Schauspieler
- Renner, Tim (* 1964), deutscher Musikproduzent, Journalist und AutorTim Renner (* 1964)

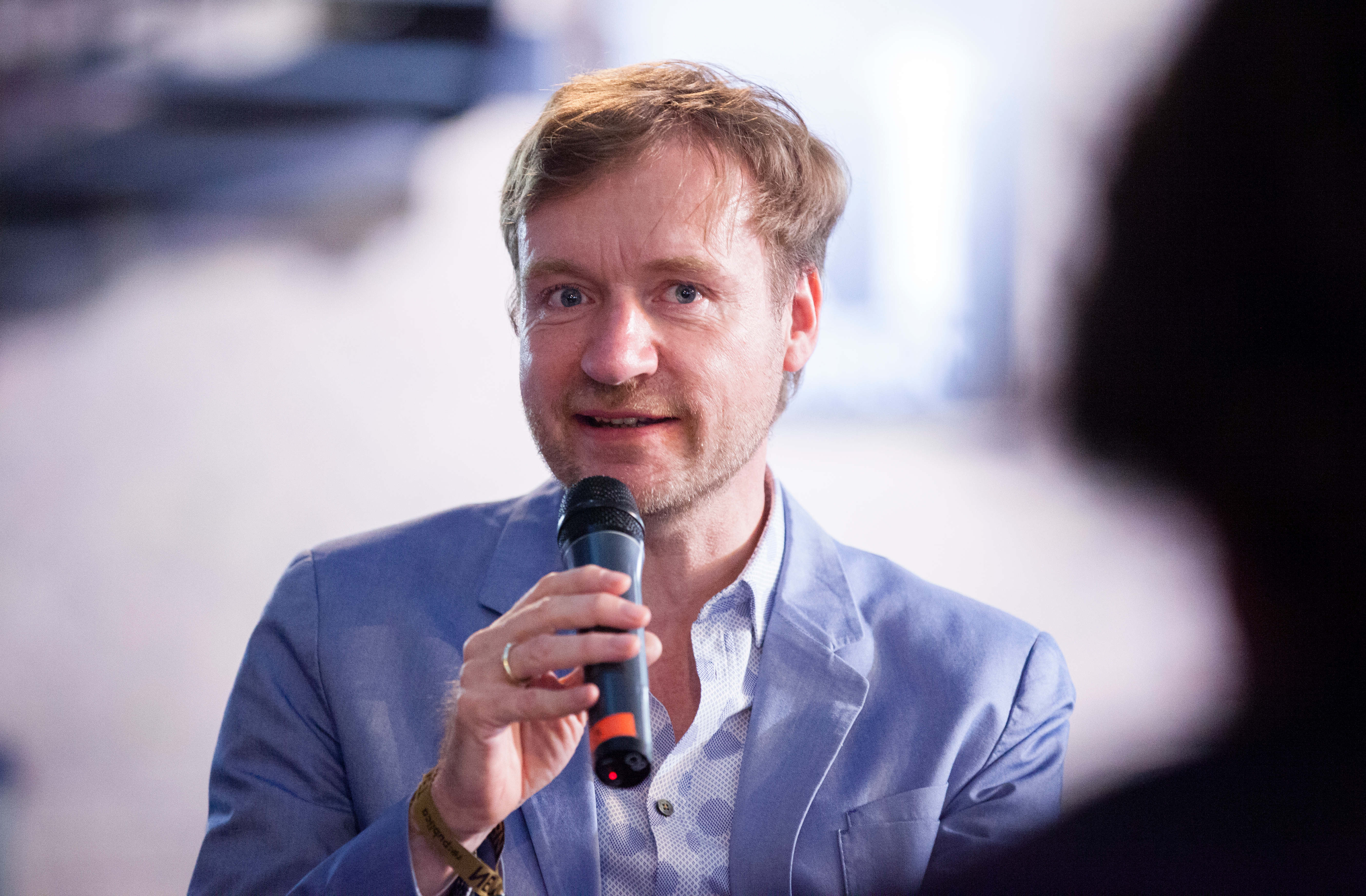
Tim Renner (* 1964)

- Renner, Valentin (* 1998), deutscher Jazzmusiker (Schlagzeug, Komposition)
- Renner, Viktor (1899–1969), deutscher Jurist und Politiker (SPD), MdL
- Renner, Viktor von (1846–1943), österreichischer Lehrer und Numismatiker
- Renner, Walter (1931–2008), tschechoslowakischer Radrennfahrer
- Renner, Walter (1936–2015), deutscher Sportwissenschaftler, Hochschullehrer
- Renner, Walter (* 1940), österreichischer Politiker (SPÖ), Abgeordneter zum Nationalrat
- Renner, Walter (* 1946), österreichischer Politiker (ÖVP), Landtagsabgeordneter zum Vorarlberger Landtag
- Renner, Walter (1956–2018), österreichischer Psychologe und Universitätsdozent
- Renner, Wilhelm (1890–1952), deutscher Manager
- Renner, Wilhelm (1915–1982), deutscher Brigadegeneral des Heeres der Bundeswehr
- Renner, Wolfgang (* 1947), deutscher Radsportler
- Renner, Wolfgang (* 1959), deutscher Generalmajor der Luftwaffe
- Renner-Henke, Ursula (* 1951), deutsche Germanistin und Kulturwissenschaftlerin
- Rennert, Guido (* 1973), deutscher Blasmusik-Komponist
- Rennert, Günther (1911–1978), deutscher Opernregisseur und Intendant
- Rennert, Helmut (1920–1994), deutscher Psychiater
- Rennert, Hugo Albert (1858–1927), US-amerikanischer Romanist und Hispanist
- Rennert, Ira (* 1934), US-amerikanischer UnternehmerIra Rennert (* 1934)

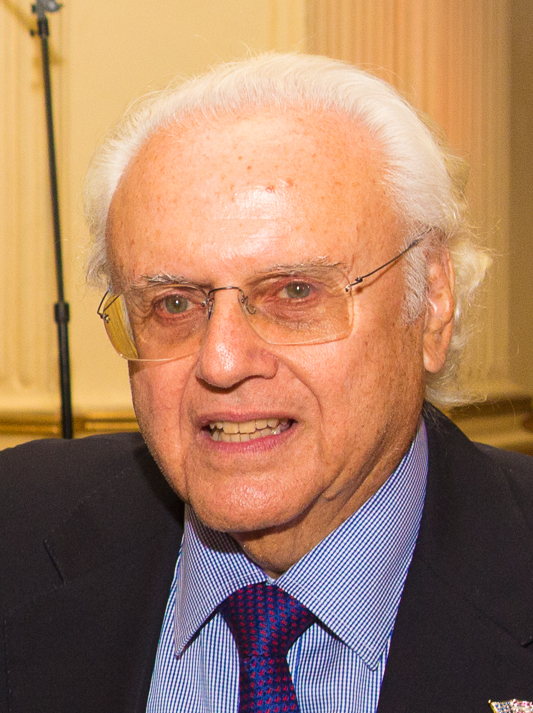
Ira Rennert (* 1934)

- Rennert, Jürgen (* 1943), deutscher Schriftsteller
- Rennert, Klaus (* 1955), deutscher Jurist und Vizepräsident des Bundesverwaltungsgerichts
- Rennert, Louis (1880–1944), deutscher Politiker (SPD), MdL im Freistaat Sachsen-Meiningen und Thüringen
- Rennert, Martin (* 1954), US-amerikanischer Musiker und Präsident der Universität der Künste Berlin (seit 2006)
- Rennert, Peter (* 1958), US-amerikanischer Tennisspieler
- Rennert, Torsten, deutscher Kinderdarsteller
- Rennert, Uli (1960–2021), deutsch-österreichischer Jazzmusiker und Komponist
- Rennert, Wolfgang (1922–2012), deutscher Dirigent
- Rennertz, Karl Manfred (* 1952), deutscher Bildhauer und Hochschullehrer
- Renneteau, Johannes (* 1942), französischer orthodoxer Priester, Erzbischof des Exarchats der orthodoxen Gemeinden russischer Tradition in Westeuropa
- Renneville, René Auguste Constantin de (1650–1723), französischer Autor und namhafter Gefangener der Bastille
- Renney, Tom (* 1955), kanadischer Eishockeytrainer
- Rennhack, Frank (* 1989), deutscher Para-Eishockeyspieler
- Rennhack, Heinz (* 1913), deutscher Fußballspieler
- Rennhack, Heinz (* 1937), deutscher Schauspieler, Synchronsprecher, Sänger und EntertainerHeinz Rennhack (* 1937)
- Rennhack, Marc (* 1974), deutscher Koch

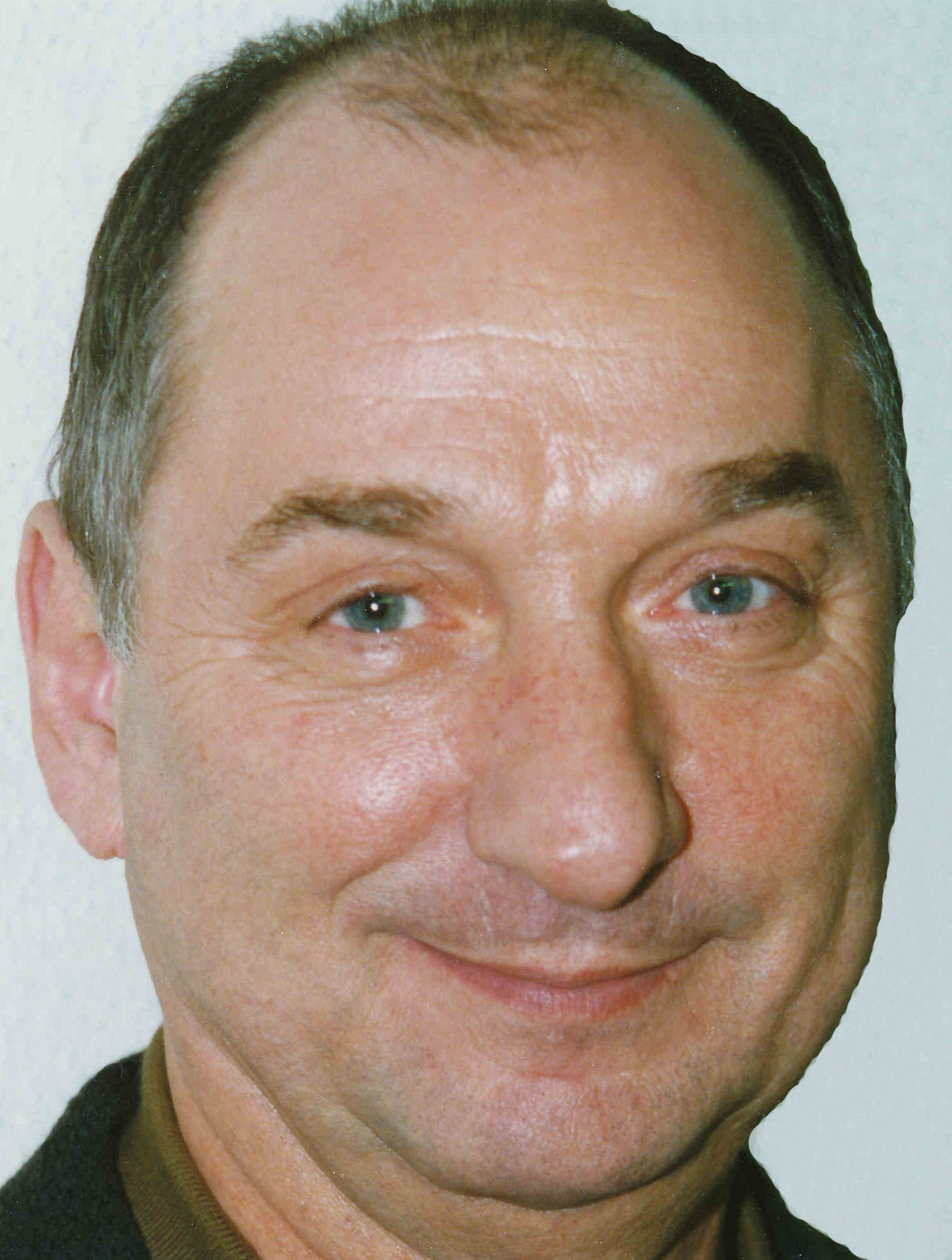
Heinz Rennhack (* 1937)

- Rennhack, Renate (1936–1999), deutsche Schauspielerin und Synchronsprecherin
- Rennhak, Carsten (* 1971), deutscher Hochschullehrer
- Rennhard, Josef (1931–2010), Schweizer Journalist, Publizist und Politiker (CVP)
- Rennhofer, Franz (* 1960), österreichischer Gemeindebediensteter und Politiker (ÖVP), Landtagsabgeordneter
- Rennhofer, Friedrich (1916–1987), österreichischer Theologe, Historiker, Bibliothekar
- Rennhofer, Johann (* 1936), österreichischer Politiker (ÖVP), Landtagsabgeordneter
- Rennich, Daniel (* 1995), deutscher American-Football-Spieler
- Rennicke, Frank (* 1964), deutscher Liedermacher und NeonaziFrank Rennicke (* 1964)

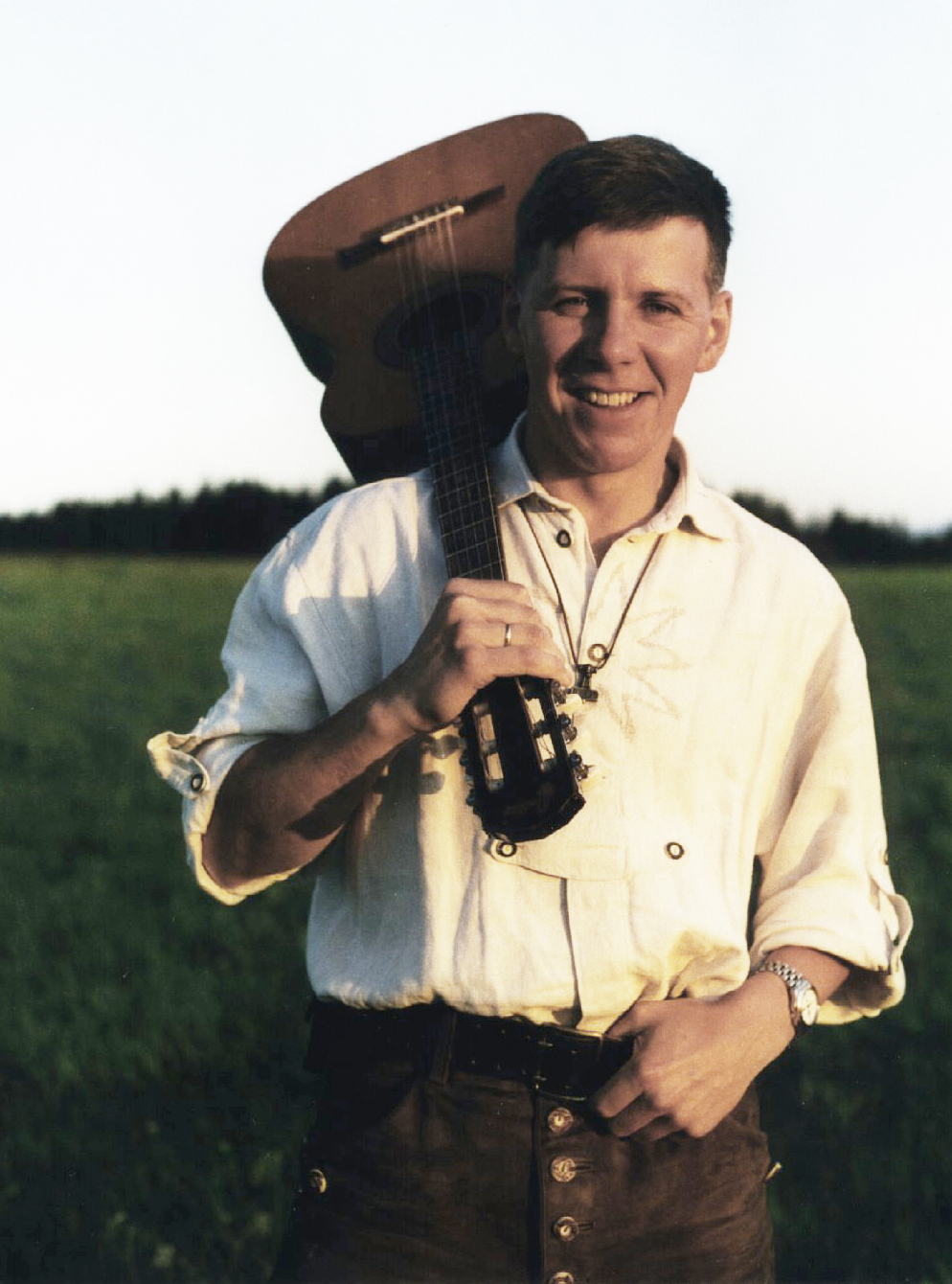
Frank Rennicke (* 1964)

- Rennicks, Stephen, irischer Musiker und Filmkomponist
- Rennie, Amadaiya (* 1990), liberianischer Fußballspieler
- Rennie, Callum Keith (* 1960), kanadischer Schauspieler
- Rennie, David, US-amerikanischer Filmeditor
- Rennie, Edward (1852–1927), australischer Wissenschaftler und Präsident der Royal Society of South Australia
- Rennie, Ernest Amelius (1868–1935), britischer Diplomat
- Rennie, Gabi (* 2001), neuseeländische Fußballspielerin
- Rennie, George (1802–1860), englischer Bildhauer, Politiker und Gouverneur der Falklandinseln
- Rennie, George (1883–1966), kanadischer Lacrossespieler
- Rennie, Gordon, Musikjournalist und Comicautor
- Rennie, John (* 1959), US-amerikanischer Journalist
- Rennie, John senior (1761–1821), schottischer Bauingenieur
- Rennie, Martin (* 1975), schottischer Fußballtrainer
- Rennie, Michael (1909–1971), britischer Schauspieler
- Rennie, Nathan (* 1981), australischer Mountainbikefahrer
- Rennie, Rhoda (1905–1963), südafrikanische Schwimmerin
- Rennie, Scott (* 1972), schottischer presbyterianischer Geistlicher der Church of Scotland
- Rennie, Uriah (1959–2025), englischer Fußballschiedsrichter
- Rennie, Willie (* 1967), schottischer Politiker (Liberal Democrats), Mitglied des House of Commons
- Renninger, Carl (1881–1951), Oberbürgermeister von Mannheim
- Renninger, Johann Baptist (1829–1892), katholischer Theologe
- Renninger, Mauritius (1905–1987), deutscher Kristallograph und theoretischer Physiker
- Renninghoff, Heinrich (1891–1959), deutscher Politiker (SPD)
- Rennings, Heinrich (1926–1994), deutscher römisch-katholischer Theologe und Hochschullehrer
- Rennings, Linda (* 1963), deutsche Autorin und Aktivistin
- Rennison, Colleen (* 1987), kanadische Schauspielerin und Sängerin
- Rennison, Louise (1951–2016), britische Schriftstellerin, Komikerin und Journalistin
- Rennit, Andres (1860–1936), estnischer Poet und Schriftsteller
- Rennkamp, Karl (1899–1963), deutscher Politiker der CDU
- Renno, Friedhelm (1940–2023), deutscher Fußballspieler
- Renno, Georg (1907–1997), deutscher Arzt, der an den nationalsozialistischen Krankenmorden beteiligt war
- Renno, René (* 1979), deutscher Fußballspieler und -trainer
- Rennow Hay, Germán L. (1905–1980), mexikanischer Botschafter
- Rennpferdt, Maren (* 1964), deutsche Juristin und Richterin am Bundesarbeitsgericht
- Rennschuh, Walter (1918–2012), deutscher Leichtathlet
- Rennstich, Karl (1937–2015), deutscher Historiker, evangelischer Theologe und Autor
- Rennwald, Jean-Claude (* 1953), Schweizer Politiker (SP)
- Rennyo (1415–1499), Erneuerer und Oberhaupt der Jodo Shinshu

### Reno
- Reno, Don (1927–1984), US-amerikanischer Bluegrass-Banjospieler und Gitarrist
- Reno, Janet (1938–2016), US-amerikanische Juristin und Politikerin
- Reno, Jean (* 1948), französischer SchauspielerJean Reno (* 1948)

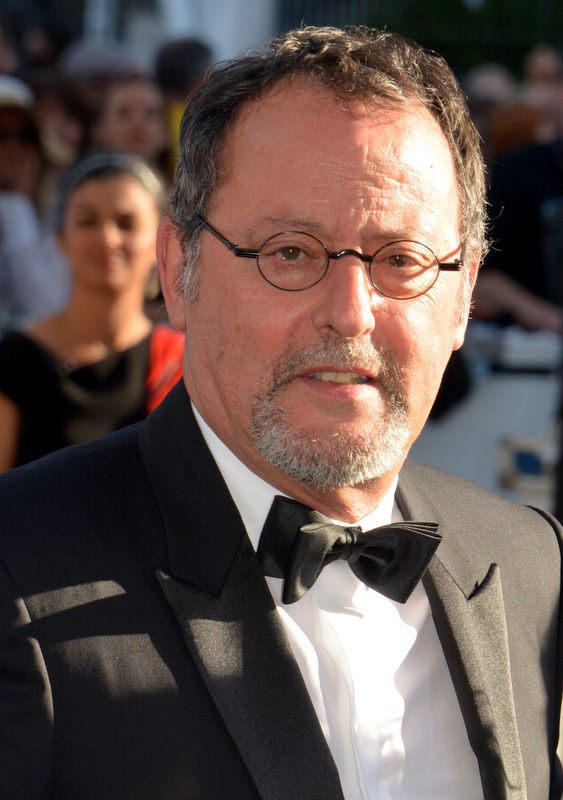
Jean Reno (* 1948)

- Reno, Jesse (1861–1947), US-amerikanischer Ingenieur, Erfinder des Vorgängers der Rolltreppe
- Reno, Jesse Lee (1823–1862), US-amerikanischer General
- Reno, Kelly (* 1966), US-amerikanischer Kinderdarsteller
- Reno, Mike (* 1955), kanadischer Rockmusiker, Sänger und Leadsänger
- Reno, Nancy (* 1965), US-amerikanische Beachvolleyballspielerin
- Reno, Paul (1887–1944), deutscher Drehbuchautor und Aufnahmeleiter
- Reno, Teddy (* 1926), italienischer Schlagersänger und Filmschauspieler
- Renöckl, Helmut (* 1943), österreichischer römisch-katholischer Theologe
- Renoir, Claude (1913–1993), französischer Kameramann
- Renoir, Edmond (1849–1944), französischer Journalist und Bruder von Pierre-Auguste Renoir
- Renoir, Jean (1894–1979), französischer Filmregisseur
- Renoir, Marguerite (1906–1987), französische Filmeditorin
- Renoir, Pierre (1885–1952), französischer Schauspieler
- Renoir, Pierre-Auguste (1841–1919), französischer Maler des ImpressionismusPierre-Auguste Renoir (1841–1919)

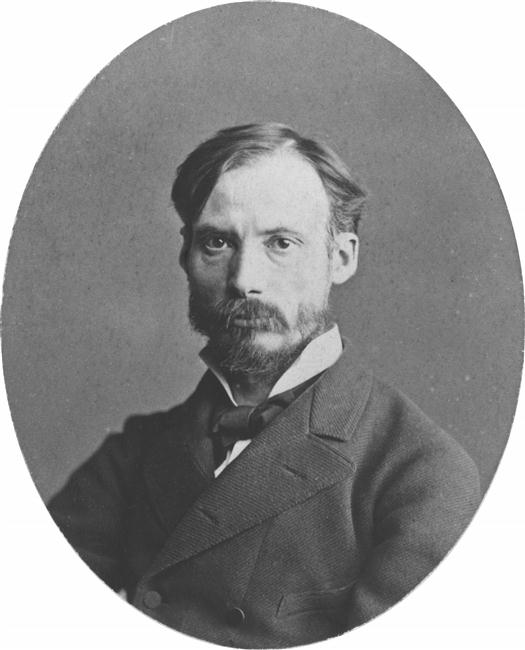
Pierre-Auguste Renoir (1841–1919)

- Renoir, Sophie (* 1965), französische Schauspielerin
- Renois, Otto (1892–1933), deutscher Kommunist und Widerstandskämpfer
- Renold, Albert (1923–1988), Schweizer Mediziner
- Renold, Hans (1852–1943), schweizerisch-britischer Maschineningenieur, Unternehmer und Erfinder
- Renold, Karl (1888–1959), Schweizer Politiker (BGB)
- Renold, Stefan (* 1966), Schweizer Tischtennisspieler
- Renold, Ursula (* 1961), Schweizer Bildungsexpertin
- Renold, Wilhelm (1844–1915), Schweizer Landwirt und Politiker
- Renoldner, Andreas (* 1957), österreichischer Autor
- Renoldner, Klemens (* 1953), österreichischer Schriftsteller und Literaturwissenschaftler
- Renoldner, Severin (* 1959), österreichischer Theologe und Politiker (Grüne), Abgeordneter zum Nationalrat
- Renoldner, Thomas (* 1960), österreichischer Filmregisseur und Filmkurator
- Reñones Calvo, Rodrigo (* 1973), spanischer Handballspieler und Handballtrainer
- Renooz, Céline (1840–1928), belgische Feministin
- Renosto, Giovanni (* 1960), italienischer Radrennfahrer
- Renosto, Paolo (1935–1988), italienischer Komponist, Dirigent und Pianist
- Renoth, Heidi (* 1978), deutsche Snowboarderin
- Renoth, Herbert (* 1962), deutscher Skirennläufer
- Renoth, Rosi (* 1967), deutsche Skirennläuferin
- Renou, Émilien (1815–1902), französischer Meteorologe
- Renouard de Bussière, Alfred (1804–1887), französischer Bankier, Industrieller und Politiker
- Renouard de Villayer, Jean-Jacques (1607–1691), französischer Jurist und Postpionier
- Renouard, Charles Paul (1845–1924), französischer Grafiker, Lithograf und Kunstmaler
- Renouard, Flavie (* 2000), französische Mittelstreckenläuferin
- Renouard, Jean-Pierre (1922–2014), französischer KZ-Überlebender
- Renouard, Johann Jeremias von (1742–1810), preußischer Generalmajor, Chef des Infanterieregiments Nr. 3
- Renouard, Maximilian von (1797–1883), preußischer Generalmajor
- Renouf, Michèle (* 1946), britisch-australisches Model und Holocaustleugnerin
- Renouf, Peter le Page (1822–1897), britischer Ägyptologe
- Renouf, Richard (* 1956), britischer Politiker (Jersey)
- Renoult, Jean-Philippe (* 1963), französischer Schriftsteller
- Renoult, René (1867–1946), französischer Politiker
- Renouvier, Charles (1815–1903), französischer Philosoph
- Renouvin, Bertrand (* 1943), französischer royalistischer Politiker
- Renouvin, Pierre (1893–1974), französischer Historiker
- Renoux, Jules Ernest (1863–1932), französischer Landschaftsmaler des Impressionismus
- Renoux, René (1904–2000), französischer Filmarchitekt
- Renovanz, Hans Michael (1744–1798), deutsch-russischer Mineraloge, Bergbauingenieur, Hochschullehrer und Forschungsreisender
- Renovica, Nikola (* 1982), bosnischer Volleyballspieler

### Renp
- Renpei, Tsukamoto (* 1963), japanischer Regisseur für Fernseh-Dramen und Filme

### Renq
- Renquin, Michel (* 1955), belgischer Fußballspieler und -trainer
- Renqvist, Maritta, finnische Badmintonspielerin

### Rens
- Rens, Peter Jan (* 1950), niederländischer Moderator, Schauspieler, Schriftsteller und Physiotherapeut
- Rensberg, Freddie van, südafrikanischer Snookerspieler
- Rensberg, Jimmy van (* 1931), südafrikanischer Snooker- und English-Billiards-Spieler
- Rensberger, Nicolaus, deutscher Mathematiker, Astronom und Instrumentenmacher
- Rensburg, Christo van (* 1962), südafrikanischer Tennisspieler
- Rensburg, Dinky Van (* 1968), südafrikanische Tennisspielerin
- Rensburg, Kobie van (* 1969), südafrikanischer Opernsänger (Tenor) und Opernregisseur
- Rensburg, Patrick van (1931–2017), südafrikanisch-botswanischer Erziehungswissenschaftler, Sozialpädagoge und Stiftungsgründer
- Rensburg, Phil-Mar van (* 1989), südafrikanischer Speerwerfer
- Rensburg, Rynardt van (* 1992), südafrikanischer Mittelstreckenläufer
- Rensch, Bernhard (1900–1990), deutscher Evolutionsbiologe
- Rensch, Cassandra (* 1997), Schweizer Eishockeyspielerin
- Rensch, Daniel (* 1985), US-amerikanischer Schachgroßmeister, Kommentator und StreamerDaniel Rensch (* 1985)

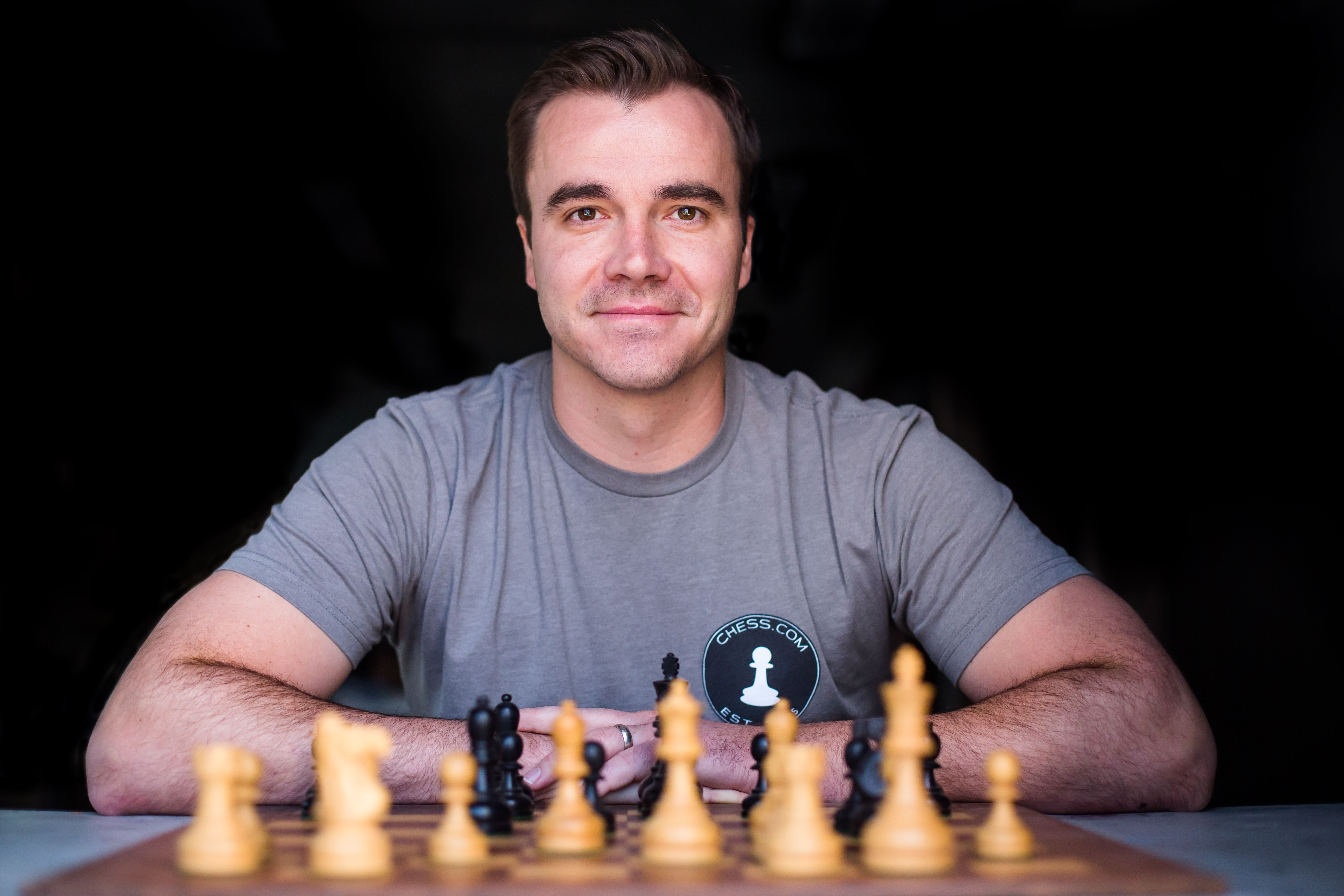
Daniel Rensch (* 1985)

- Rensch, Devyne (* 2003), niederländischer Fußballspieler
- Rensch, Josephine (1881–1973), norwegische Lebensgefährtin von Albert Langen
- Rensch, Katharina (* 1964), deutsche Gerätturnerin
- Rensch, Konrad (* 1881), deutscher Reichsgerichtsrat
- Rensch, Mijensa (* 1993), surinamische Fußballschiedsrichterassistentin
- Rensch, René (* 1969), deutscher Ruderer
- Rensch, Richard (1923–1997), deutscher Orgelbauer
- Rensch, Uta (* 1952), deutsche Kommunalpolitikerin
- Rensch-Bergner, Meike (* 1968), deutsche Autorin und Unternehmerin
- Renschke, Camilla (* 1980), deutsche SchauspielerinCamilla Renschke (* 1980)

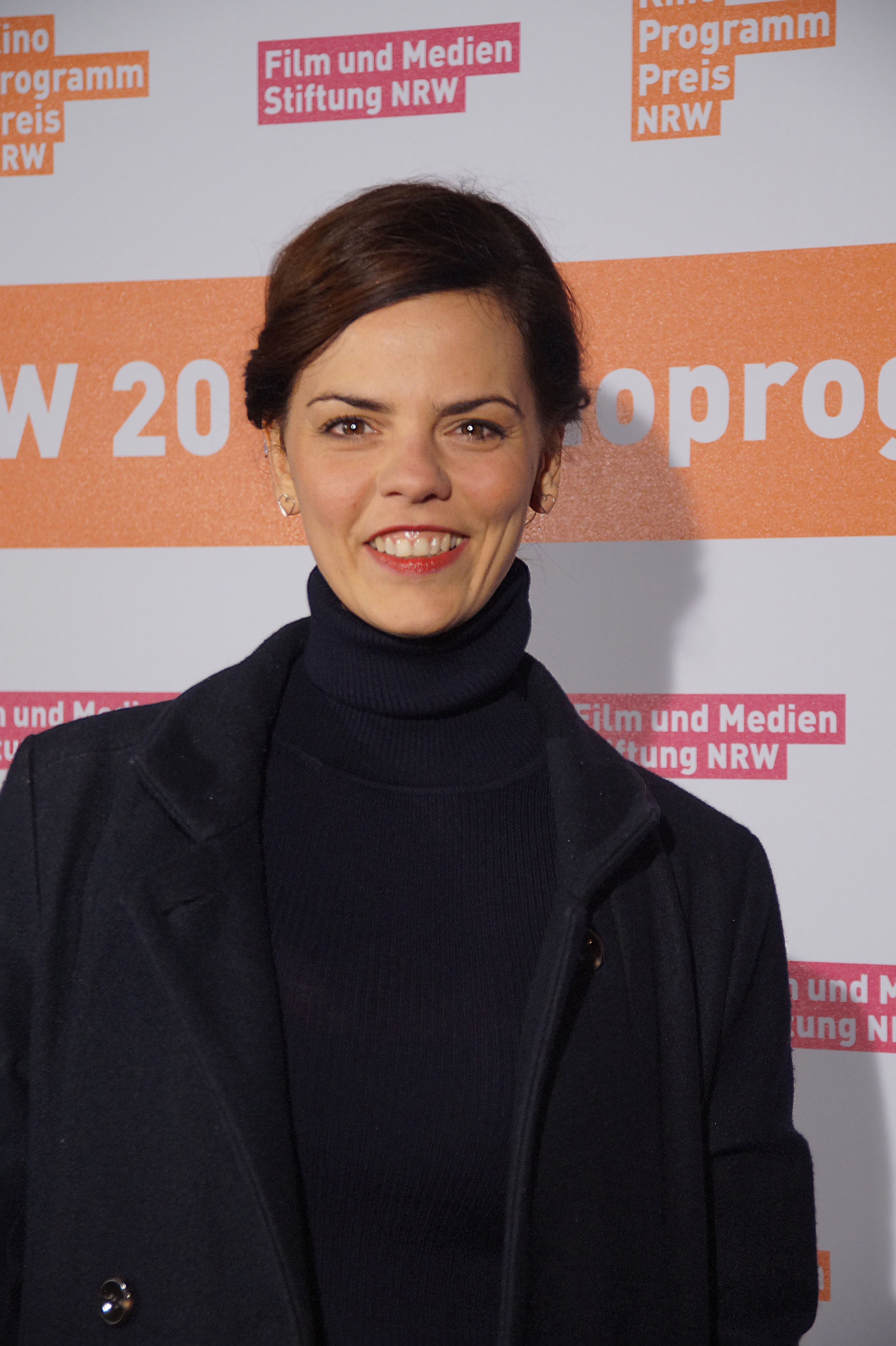
Camilla Renschke (* 1980)

- Renschler, Andreas (* 1958), deutscher Manager
- Renschler, Regula (* 1935), Schweizer Autorin, Publizistin und Übersetzerin
- Renschler, Walter (1932–2006), Schweizer Gewerkschafter und Politiker (SP)
- Renschler-Zeitz, Beate (* 1958), deutsche Turnerin
- Rensen, Hartmut (* 1970), deutscher Jurist, Richter am Bundesgerichtshof
- Rensen, Peter van (* 1934), deutscher Brigadegeneral des Heeres der Bundeswehr
- Rensen, Ralph (1933–1961), britischer Motorradrennfahrer
- Rensenbrink, Rob (1947–2020), niederländischer Fußballspieler
- Renseneb, altägyptischer König der 13. Dynastie
- Rensfeldt, Ludvig (* 1992), schwedischer Eishockeyspieler
- Renshall, Lucy (* 1995), britische Judoka
- Renshaw, Birdsey (1911–1948), US-amerikanischer Neurowissenschaftler
- Renshaw, Ernest (1861–1899), englischer Tennisspieler
- Renshaw, Jack (1909–1987), australischer Politiker
- Renshaw, Jean (* 1964), britische Tänzerin, Choreografin und Regisseurin
- Renshaw, Mark (* 1982), australischer Radrennfahrer
- Renshaw, Mike (1948–2021), englischer Fußballspieler und -trainer
- Renshaw, Molly (* 1996), britische Schwimmerin
- Renshaw, William (1861–1904), englischer Tennisspieler
- Rensi, Giuseppe (1871–1941), italienischer Philosoph
- Rensing, Ludger (1932–2013), deutscher Zoologe
- Rensing, Marc (* 1974), deutscher Filmregisseur
- Rensing, Michael (* 1984), deutscher FußballtorwartMichael Rensing (* 1984)

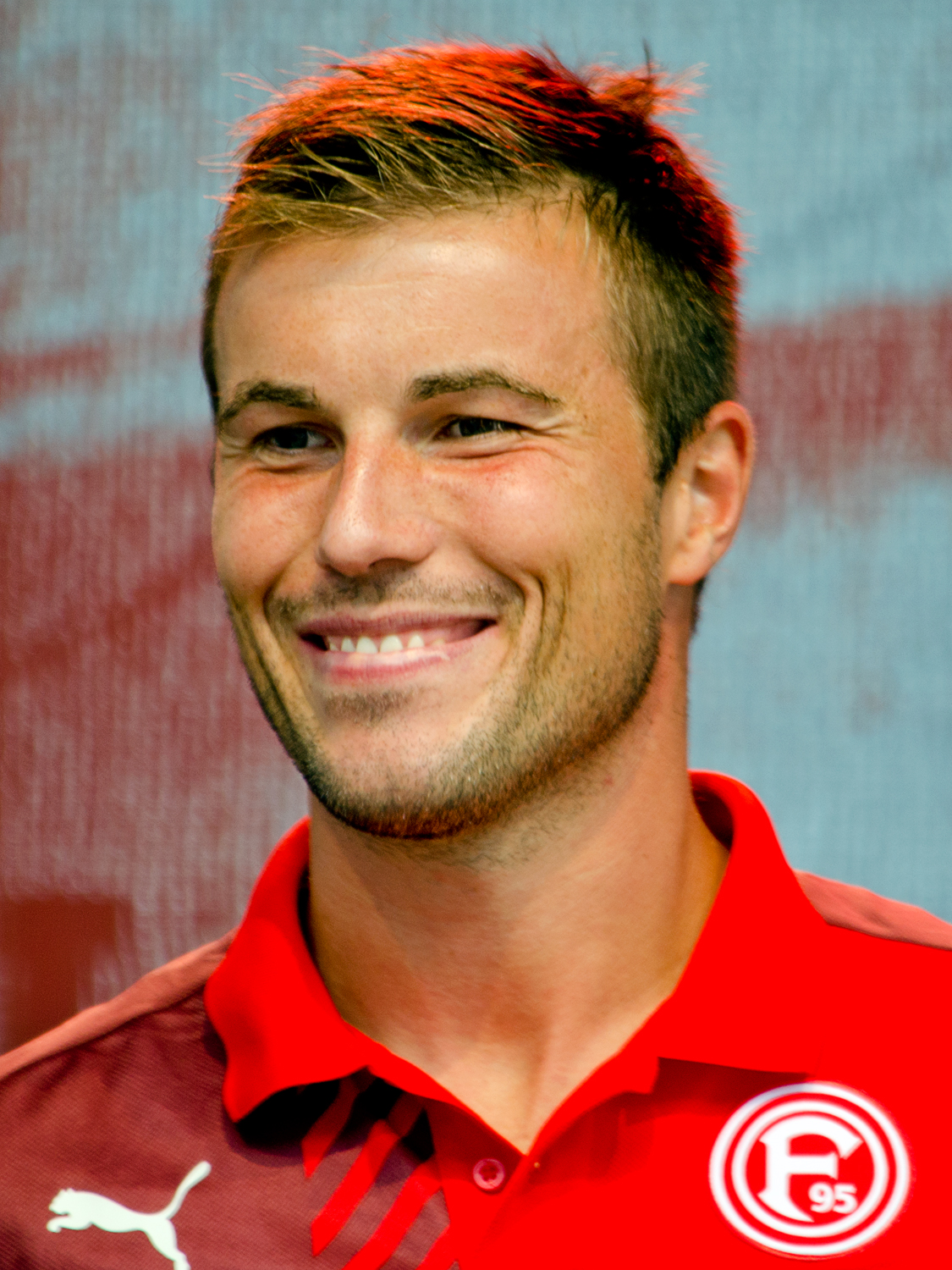
Michael Rensing (* 1984)

- Rensing, Otto (* 1962), deutscher Autorennfahrer
- Rensing, Sarah (* 1988), deutsche Popsängerin
- Rensing, Theodor (1894–1969), deutscher Historiker und Denkmalpfleger
- Rensmann, Lars (* 1970), deutscher Politikwissenschaftler
- Rensmann, Nico (* 1996), deutscher Leichtathlet
- Rensmann, Nicole (* 1970), deutsche Schriftstellerin
- Rensmann, Sophie (* 1997), deutsche Tennisspielerin der Special Olympics
- Rensmann, Thilo (* 1963), deutscher Rechtswissenschaftler
- Renson, Hugues (* 1978), französischer Politiker (LREM)
- Renstrøm, Margrethe (* 1985), norwegische Leichtathletin
- Rensund, Lars (1901–1993), schwedisch-samischer Schriftsteller und Debattierer

### Rent
- Rental, Robert (1952–2000), britischer Musiker
- Rente, Dolores (* 1959), deutsche Politikerin (Die Linke), MdL
- Rente, Marco (* 1997), deutscher Fußballspieler
- Rentel, Arthur (1869–1951), deutscher Verwaltungs- und Versicherungsjurist
- Rentel, Nadine (* 1976), deutsche Romanistin
- Rentelen, Bertram von († 1488), Lübecker Ratsherr
- Rentelen, Bertram von († 1529), deutscher Jurist und Ratssekretär der Hansestadt Lübeck
- Rentelen, Christian von († 1431), Lübecker Ratsherr und Flottenbefehlshaber
- Rentelen, Eberhard von († 1520), Ratsherr der Hansestadt Lübeck
- Rentelen, Henning von († 1406), Bürgermeister der Hansestadt Lübeck
- Rentelen, Michael von († 1473), Dominikaner, Titularbischof von Symbalon und Weihbischof in Schwerin, in Havelberg, in Cammin und in Roskilde (1462–1472)
- Renteln, Theodor Adrian von (* 1897), deutscher Funktionär und Politiker (NSDAP), MdRTheodor Adrian von Renteln (* 1897)

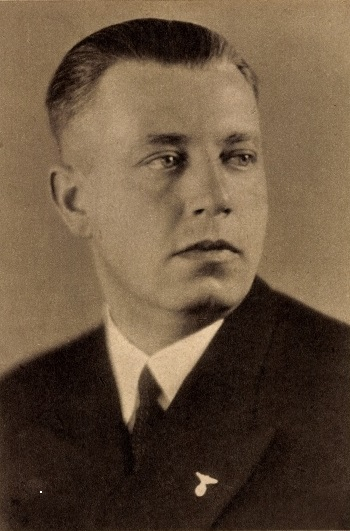
Theodor Adrian von Renteln (* 1897)

- Renter, Raphael (* 1997), deutscher Autor für Brett- und Kartenspiele, Fotograf, Designer und Dragqueen
- Renterghem, Toine van (1885–1967), niederländischer Fußballspieler
- Rentería, Edgar (* 1975), kolumbianischer Baseballspieler
- Rentería, Jackeline (* 1986), kolumbianische Ringerin
- Rentería, Jhonny (* 1997), kolumbianischer Sprinter
- Rentería, Wason (* 1985), kolumbianischer Fußballspieler
- Rentetzi, Maria (* 1969), Physikerin und Historikerin
- Renth-Queins, Simone (* 1973), deutsche Weinkönigin 1999/2000
- Renthe-Fink, August von (1835–1896), preußischer Generalleutnant
- Renthe-Fink, Barbara von (1901–1983), deutsche Ärztin und Gesundheitspolitikerin
- Renthe-Fink, Cécil von (1845–1909), preußischer Generalleutnant
- Renthe-Fink, Cécil von (1885–1964), deutscher Diplomat
- Renthe-Fink, Leonhard von (1907–1993), deutscher Heerespsychologe
- Rentinck, Lara-Isabelle (* 1986), deutsche SchauspielerinLara-Isabelle Rentinck (* 1986)

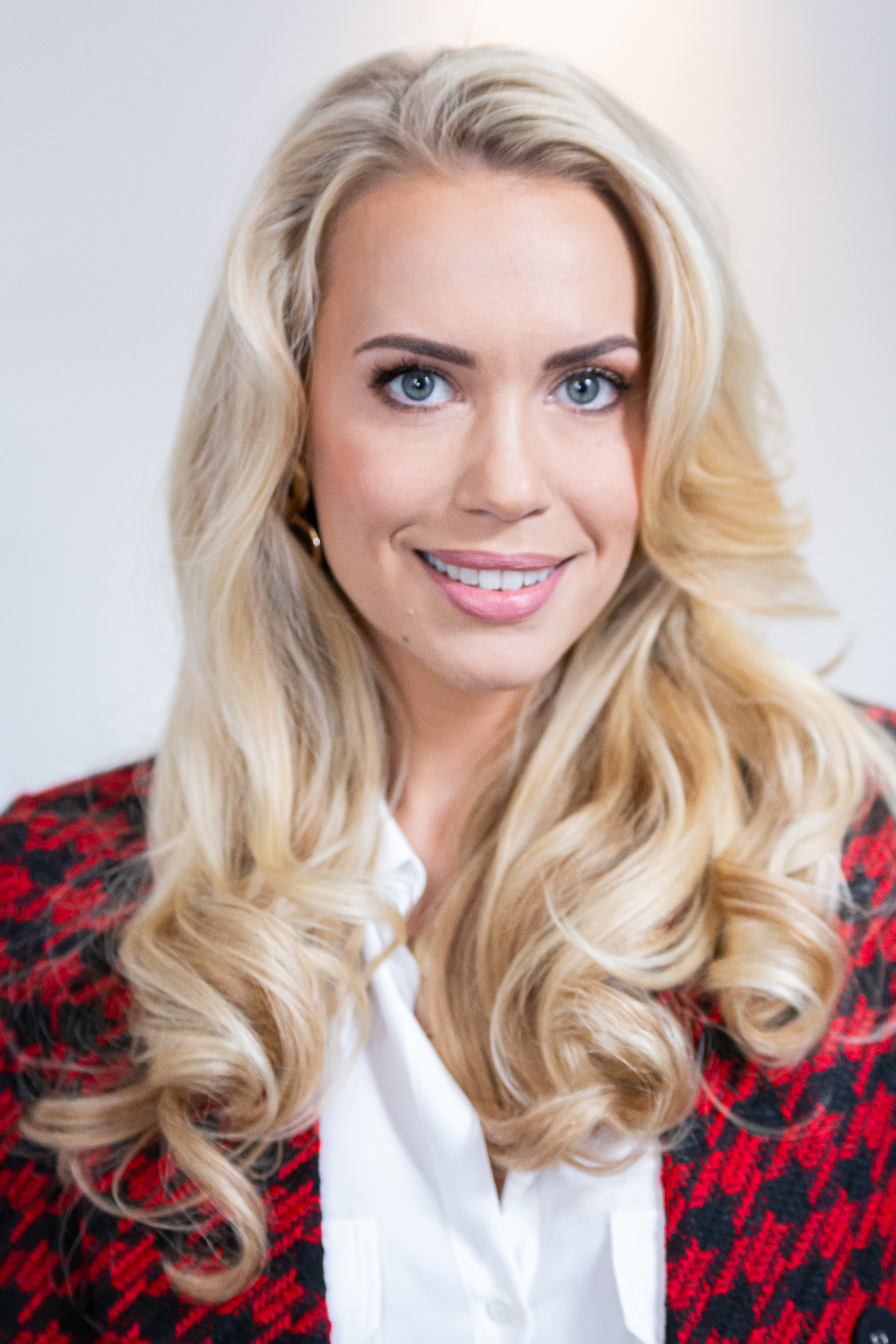
Lara-Isabelle Rentinck (* 1986)

- Rentmeester, Co (* 1936), niederländischer Ruderer und Fotograf
- Rentmeester, Piet (1938–2017), niederländischer Radrennfahrer
- Rentmeister, Cäcilia (* 1948), deutsche Geschlechter- und Genderforscherin
- Rentmeister, Hans (1911–1996), antifaschistischer Widerstandskämpfer und Mitglied des Internationalen Sachsenhausen-Komitees
- Rentmeister, Hans junior (* 1940), deutscher Generalsekretär des Internationalen Sachsenhausen-Komitees
- Rentmeister, Maria (1905–1996), deutsche Widerstandskämpferin, Frauenrechtlerin und Politikerin (KPD, SED, PDS), MdV
- Rentmeister, Thomas (* 1964), deutscher Bildhauer und Hochschullehrer
- Rentmeister, Walter (1894–1964), österreichischer Politiker (DNSAP, NSDAP), MdR, Landtagsabgeordneter
- Renton, David, Baron Renton (1908–2007), britischer Politiker (Conservative Party), Mitglied des House of Commons
- Renton, John, schottischer Seefahrer und Abenteurer
- Renton, Kristen (* 1982), US-amerikanische SchauspielerinKristen Renton (* 1982)

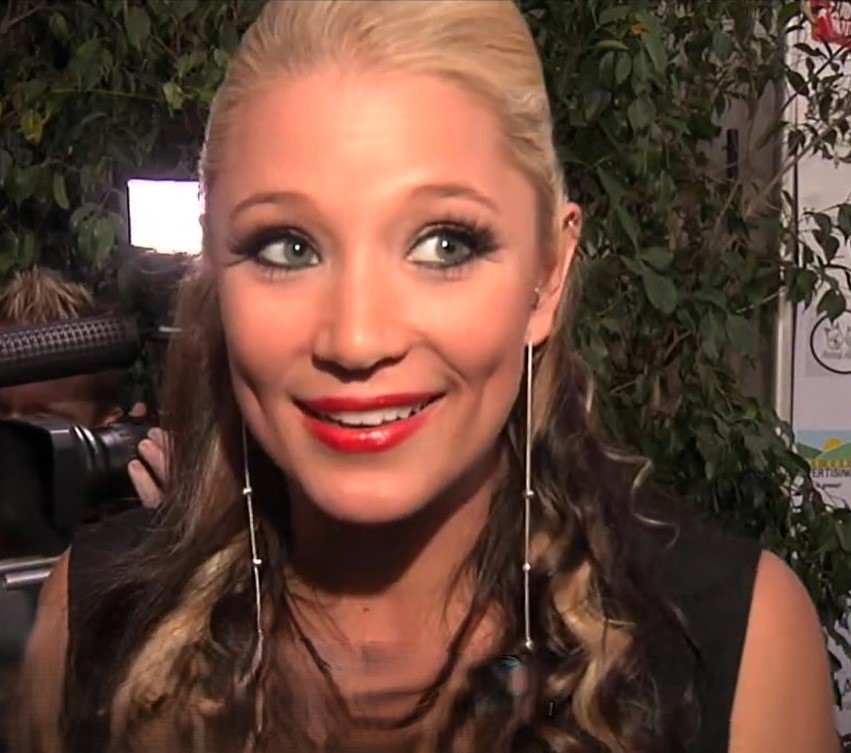
Kristen Renton (* 1982)

- Renton, Tim, Baron Renton of Mount Harry (1932–2020), britischer Politiker, Mitglied des House of Commons
- Rentrop, Ernst (1868–1937), deutscher evangelischer Pfarrer und Superintendent
- Rentrop, Friedhelm (1929–2015), deutscher Politiker (FDP), MdB
- Rentrop, Norman (* 1957), deutscher Verleger, Autor und Investor
- Rentrop, Peter (* 1948), deutscher Mathematiker und Hochschullehrer
- Rentsch, Alexander (1922–2000), deutscher Schriftsteller
- Rentsch, Arno (1870–1942), deutscher Komponist, Violinist und Musikpädagoge
- Rentsch, Bernhard (1856–1945), deutscher Vermessungsingenieur und Politiker
- Rentsch, Christian (1945–2025), Schweizer Kulturjournalist und Publizist
- Rentsch, Ernst (1876–1952), Schweizer Architekt
- Rentsch, Florian (* 1975), deutscher Politiker (FDP), MdL
- Rentsch, Friedrich (1836–1899), deutscher Bildhauer
- Rentsch, Fritz Ernst (1867–1946), deutscher Maler und Hochschullehrer
- Rentsch, Günter (* 1935), deutscher Politiker (NDPD, SPD), MdL
- Rentsch, Hans Ulrich (1917–1994), Schweizer Diplomat und Autor
- Rentsch, Heinrich (1897–1985), deutscher Landrat
- Rentsch, Ingrid (1928–2022), deutsche Schauspielerin
- Rentsch, Ivana (* 1974), schweizerische Musikwissenschaftlerin und Hochschullehrerin
- Rentsch, Johann Ernst († 1723), deutscher Maler
- Rentsch, Johann Heinrich Salomon, sachsen-weimarischer Amtmann bzw. Kommissionsrat
- Rentsch, Johann Heinrich Siegmund (1757–1803), Oberbürgermeister der Stadt Weimar
- Rentsch, Johannes (* 1908), deutscher Jurist und Leiter der Gestapo in Dresden, Reichenberg, Saarbrücken und Hannover
- Rentsch, Lothar (1924–2017), deutscher Maler und Grafiker
- Rentsch, Manfred (* 1929), deutscher Politiker (NDPD), MdV
- Rentsch, Marco (* 1997), Schweizer Unihockeyspieler
- Rentsch, Norman (* 1979), deutscher Handballspieler und -trainerNorman Rentsch (* 1979)

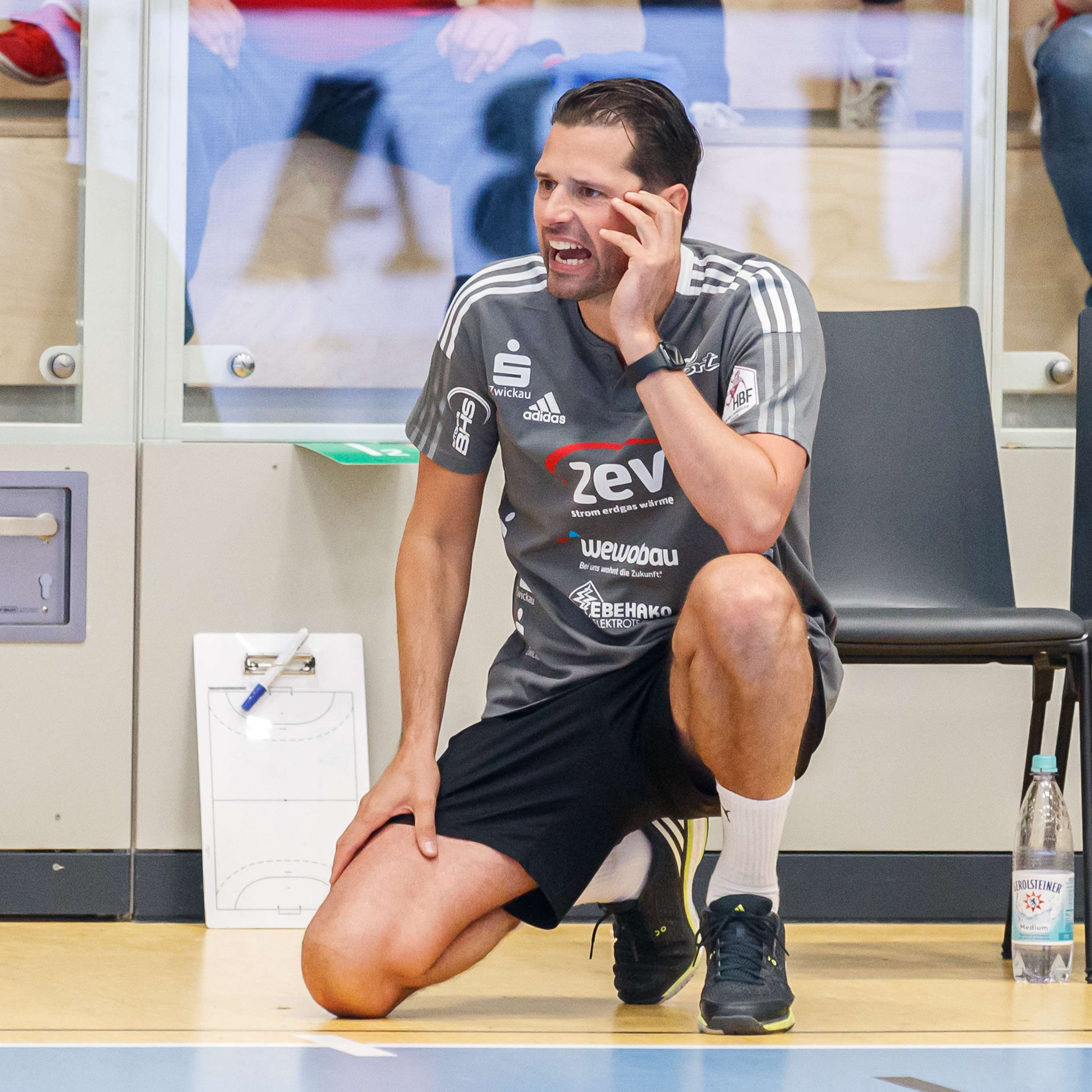
Norman Rentsch (* 1979)

- Rentsch, Paul (1898–1944), deutscher Zahnarzt und Widerstandskämpfer
- Rentsch, Peter (1937–2014), deutscher Historiker und Museumsleiter
- Rentsch, Peter (1937–2008), deutscher Historiker und Hochschullehrer
- Rentsch, Thomas (1954–2022), deutscher Philosoph
- Rentsch, Verena (1913–1987), Schweizer Lyrikerin, Erzieherin und Betriebspsychologin
- Rentschler, Adolf (1870–1950), deutscher Pfarrer und Genealoge
- Rentschler, Friedrich Erwin (1932–2018), deutscher Unternehmer und Kunstsammler
- Rentschler, Helmut (1901–1983), deutscher Apotheker, Unternehmer und Künstler
- Rentschler, Ingo (* 1940), deutscher Neurowissenschaftler und Professor
- Rentschler, Marco (* 1994), deutscher Handballspieler
- Rentschler, Mickey (1923–1969), US-amerikanischer Kinderdarsteller
- Rentschler, Rudolf (* 1940), deutscher Mathematiker und Politiker (FDP)Rudolf Rentschler (* 1940)

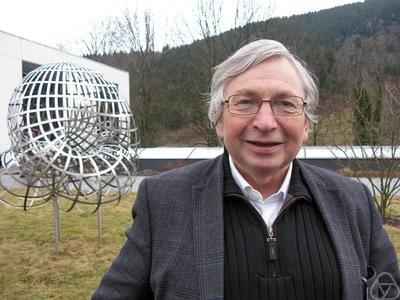
Rudolf Rentschler (* 1940)

- Rentschler, Thilo (* 1967), deutscher Politiker (SPD), Oberbürgermeister von Aalen
- Rentschler, Walter (1911–1984), deutscher Physiker, Hochschullehrer und ehemaliger Rektor der Universität Hohenheim
- Rentsendordsch, Luwsanscharawyn (* 1946), mongolischer Judoka
- Rentz, Eduard (1898–1962), deutscher Pharmakologe und Toxikologe
- Rentz, Ernst von (1812–1884), preußischer Generalmajor
- Rentz, Michael Heinrich (1698–1758), Kupferstecher und Zeichner des böhmischen Hochbarocks
- Rentzel, Eduard (1772–1832), deutscher Jurist, Oberaltensekretär und Ratsherr in Hamburg
- Rentzel, Hermann (1576–1657), deutscher Kaufmann, Oberalter und Ratsherr
- Rentzel, Hermann (1764–1827), deutscher evangelischer Geistlicher, Diakon in Hamburg
- Rentzel, Joachim (1694–1768), deutscher Jurist und Hamburger Ratsherr
- Rentzel, Johann der Jüngere (1569–1631), deutscher Jurist zu Dresden und Leipzig
- Rentzel, Kaspar Friedrich von (1741–1817), preußischer Generalmajor und zuletzt Kommandant der Festung Minden
- Rentzel, Peter (1610–1662), deutscher Jurist und Hamburger Ratsherr
- Rentzell, August von (1809–1891), deutscher Genre- und Tiermaler
- Rentzell, Christoph Friedrich von (1702–1778), preußischer Generalleutnant, Chef des Infanterieregiments Nr. 23, Amtshauptmann in Marienwerder und Tapiau, Erbherr auf Rombitten
- Rentzepis, Peter M. (* 1934), US-amerikanischer Chemiker
- Rentzing, Carsten (* 1967), lutherischer TheologeCarsten Rentzing (* 1967)

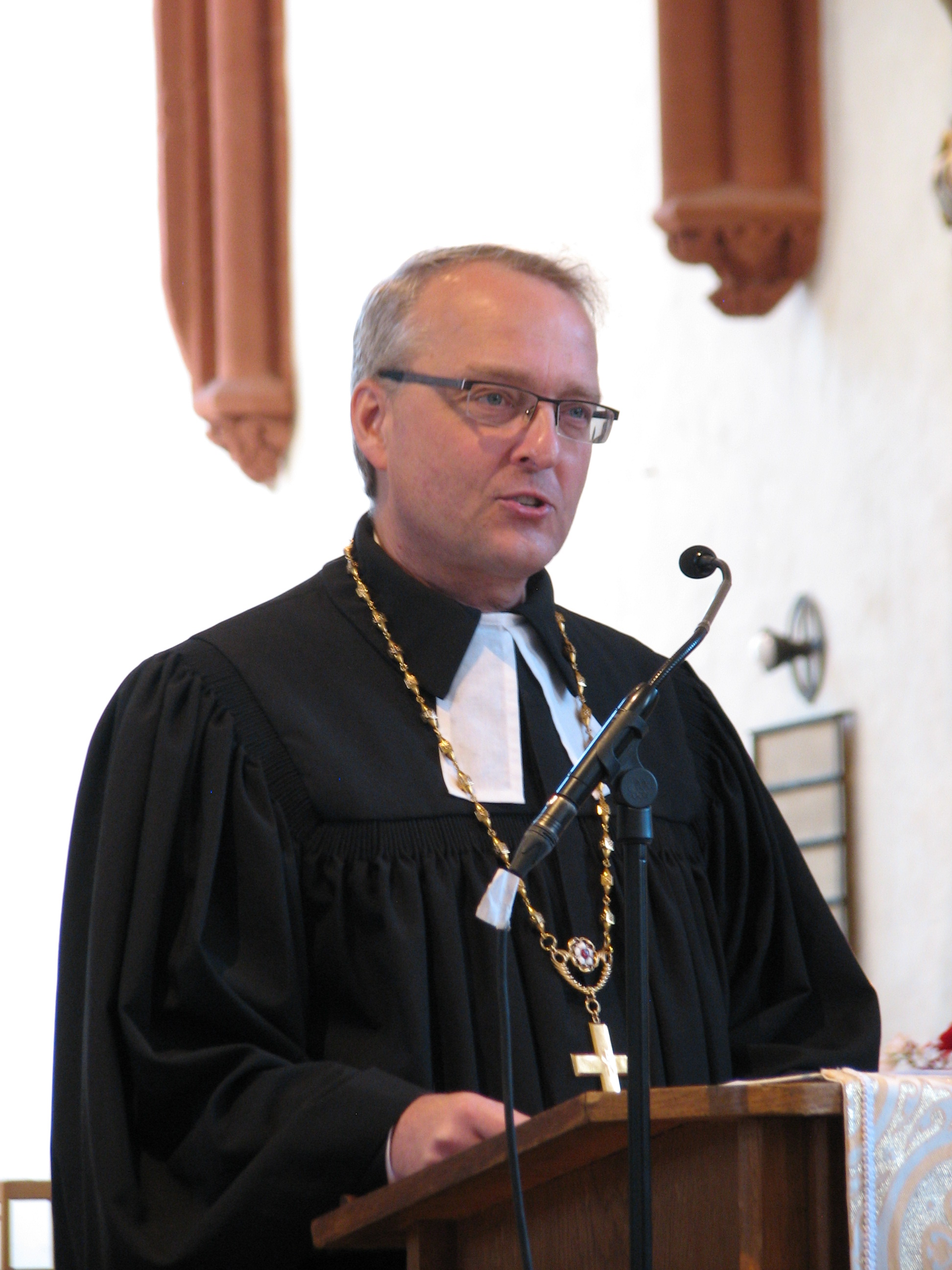
Carsten Rentzing (* 1967)

- Rentzsch, Gerhard (1926–2003), deutscher Dramaturg und Hörspielautor
- Rentzsch, Hartmut (* 1944), deutscher Fußballspieler und -trainer
- Rentzsch, Hermann (1832–1917), deutscher industrieller Verbandsvertreter und Politiker (NLP), MdR
- Rentzsch, Hermann (1913–1978), deutscher Militär, Offizier der NVA
- Rentzsch, Johann Ernst (1693–1767), deutscher Maler
- Rentzsch, Julian (* 1975), deutscher Turkologe
- Rentzsch, Marco (* 1966), deutscher Eishockeyspieler
- Rentzsch, Martin (* 1963), deutscher Schauspieler und Hörspielsprecher
- Rentzsch, Matthias (* 1977), deutscher Politiker (AfD)
- Rentzsch, Peter (* 1939), deutscher Fußballspieler

### Renu
- Renuart, Victor E. junior (* 1949), US-amerikanischer Pilot, Lieutenant General der US Air Force, designierte Kommandeur des US Northern Command
- Renucci, Paul (1915–1977), französischer Romanist und Italianist
- Renucci, Robin (* 1956), französischer Schauspieler und FilmregisseurRobin Renucci (* 1956)

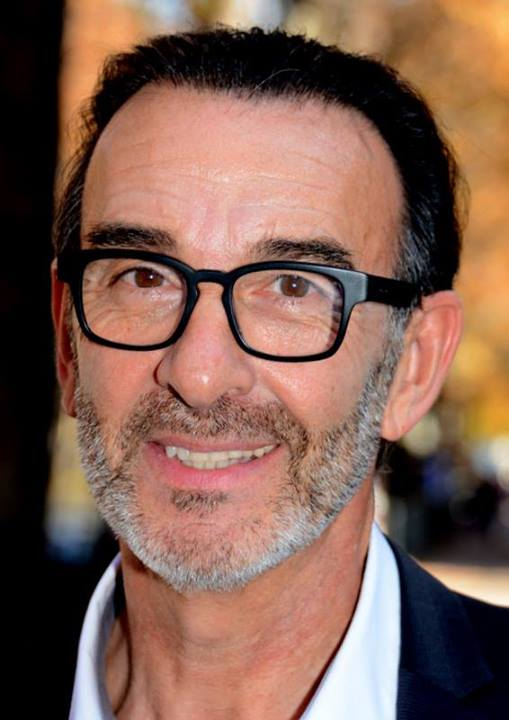
Robin Renucci (* 1956)

- Renucci, Simon (* 1945), französischer Politiker
- Renucci, Toussaint (1889–1969), französischer Romanist und Italianist

### Renv
- Renvers, Ludwig von (1855–1936), preußischer Beamter
- Renvers, Rudolf von (1854–1909), deutscher Mediziner und Hochschullehrer
- Renversé, Patrick (* 1959), französischer Tischtennisspieler

### Renw
- Renwart, Eugen Franz (1885–1968), deutscher Landschaftsmaler des Impressionismus
- Renwick, George (1901–1984), britischer Sprinter
- Renwick, James (1792–1863), britisch-amerikanischer Physiker
- Renwick, Robert (* 1988), britischer Schwimmer
- Renwick, Robin, Baron Renwick of Clifton (1937–2024), britischer Politiker, Diplomat und Manager
- Renwick, Tim (* 1949), britischer Musiker

### Reny
- Rényi, Alfréd (1921–1970), ungarischer Mathematiker

### Renz
- Renz, Abel (1665–1734), Handelsmann und Bürgermeister von Tübingen
- Renz, Alfred (1877–1930), deutscher Maler und Grafiker
- Renz, Andreas (* 1977), deutscher EishockeyspielerAndreas Renz (* 1977)

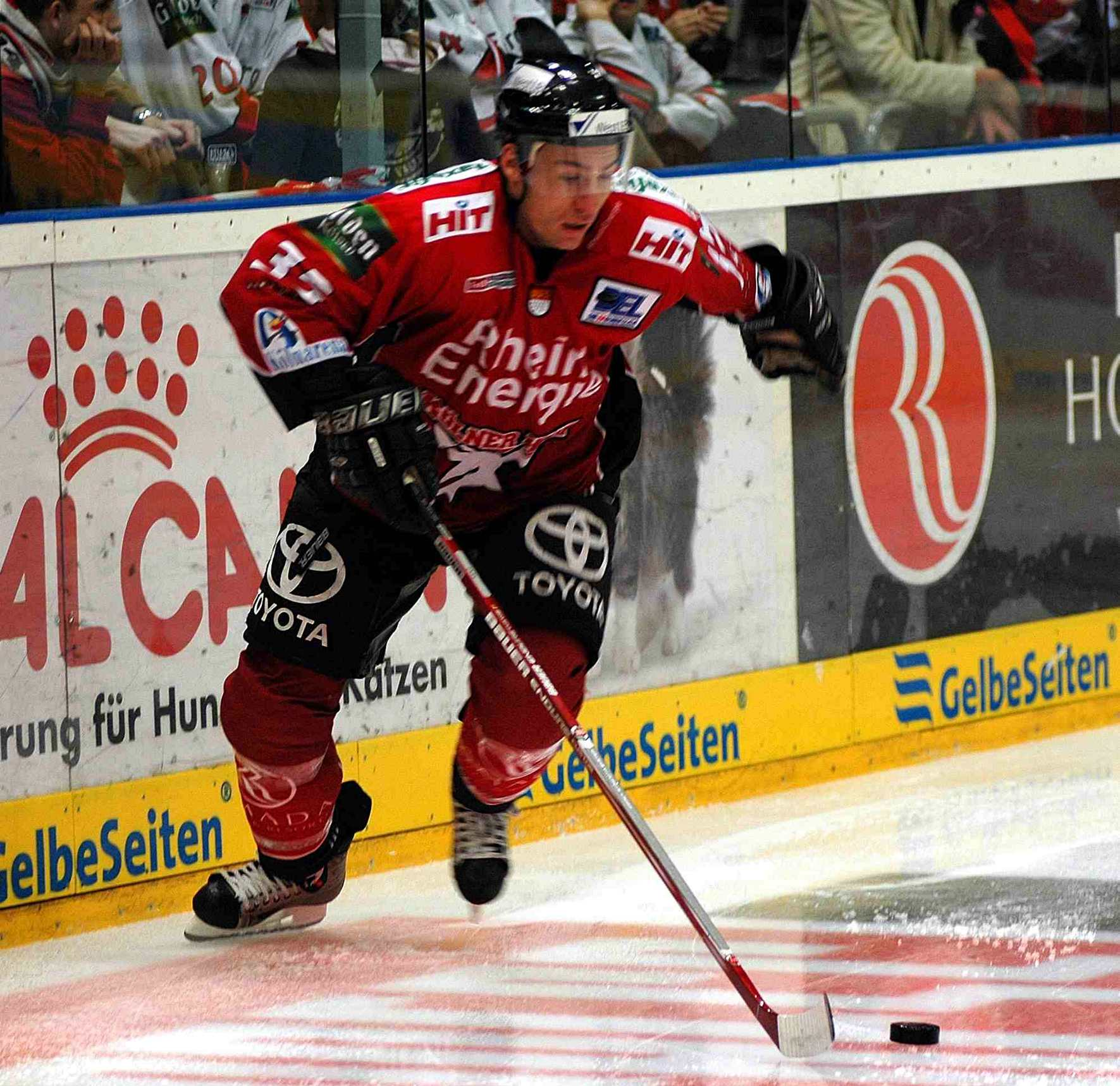
Andreas Renz (* 1977)

- Renz, Annemie (1950–2003), deutsche Politikerin (Bündnis 90/Die Grünen), MdL
- Renz, Arnold (1911–1986), deutscher Salvatorianerpater und Exorzist
- Renz, August (1885–1954), deutscher Landwirt und Politiker (Zentrum)
- Renz, Barbara (1863–1955), deutsche Ethnologin, Religionswissenschaftlerin und katholische Frauenrechtlerin
- Renz, Bettina, deutsche Politikwissenschaftlerin
- Renz, Carl (1876–1951), Schweizer Geologe und Paläontologe
- Renz, Constantin von (1839–1900), württembergischer Oberamtmann
- Renz, Cornelia (* 1966), deutsche Künstlerin
- Renz, Dieter (1943–1969), deutscher Amateurboxer
- Renz, Eberhardt (* 1935), deutscher evangelischer Geistlicher, Referent und Landesbischof der Evangelischen Landeskirche in Württemberg
- Renz, Erich (* 1937), deutscher Missionar der Franziskaner (OFM) im brasilianischen Bundesstaat Mato Grosso
- Renz, Ernst (1815–1892), deutscher Zirkusdirektor und ArtistErnst Renz (1815–1892)

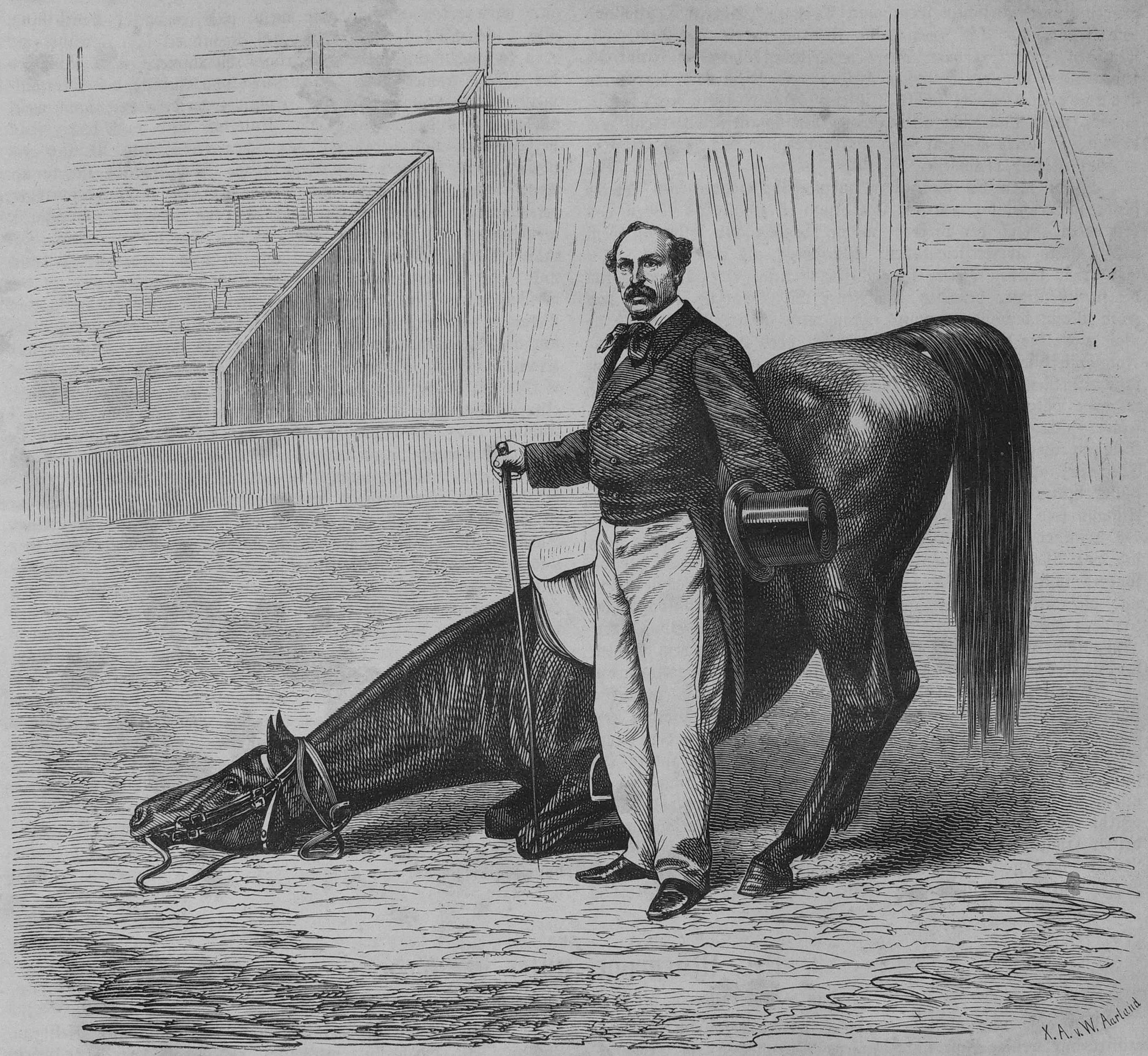
Ernst Renz (1815–1892)

- Renz, Franz (1860–1916), katholischer Theologe, der wesentlich zu der Entwicklung des Messopferbegriffs beitrug
- Renz, Franz (1900–1968), Landtagsabgeordneter Volksstaat Hessen
- Renz, Franz (* 1968), österreichischer Chemiker
- Renz, Georg Friedrich (1806–1864), deutscher Kaufmann und Bürgermeister der Stadt Worms
- Renz, Gustav Adolf (1862–1946), deutscher Archivar
- Renz, Harald (* 1960), deutscher Mediziner
- Renz, Jakob (1866–1951), Bürgermeister von Mosbach (1902–1925)
- Renz, Jany (1907–1999), Chemiker und Hobby-Botaniker
- Renz, Karl Christoph (1770–1829), württembergischer Landpfarrer, Kommilitone Hegels und Hölderlins
- Renz, Katrin (* 1975), deutsche Filmproduzentin
- Renz, Kerstin (* 1969), deutsche Kunst- und Architekturhistorikerin
- Renz, Manfred (* 1952), deutscher Politiker (Die Grünen), MdL
- Renz, Mathias (* 1969), deutscher Unternehmer, Wirtschaftsjournalist und PR-Berater
- Renz, Michael (* 1953), deutscher Manager und Versicherungsmathematiker
- Renz, Monika (* 1961), schweizerische Psychotherapeutin und Musiktherapeutin sowie Autorin mit psychologisch-theologischen und spirituellen Schwerpunkten
- Renz, Otto Wilhelm von (1891–1968), deutscher General der Flakartillerie im Zweiten Weltkrieg
- Renz, Patrick (* 1965), Schweizer Manager und Ökonom
- Renz, Paul (1920–1993), deutscher Fußballtrainer
- Renz, Peter (* 1946), deutscher Schriftsteller
- Renz, Renate, deutsche Tänzerin
- Renz, Sigi (1938–2025), deutscher RadrennfahrerSigi Renz (1938–2025)

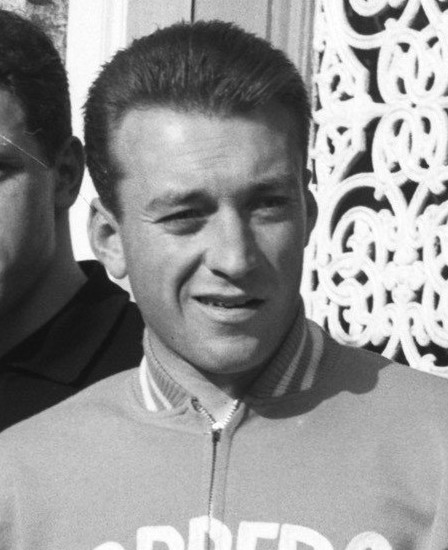
Sigi Renz (1938–2025)

- Renz, Sylvia (* 1949), deutsche Schriftstellerin
- Renz, Sylvia (* 1969), deutsche Langstreckenläuferin
- Renz, Therese (1859–1938), deutsche Kunstreiterin, Dompteuse und Zirkusdirektorin
- Renz, Thomas Maria (* 1957), deutscher katholischer BischofThomas Maria Renz (* 1957)

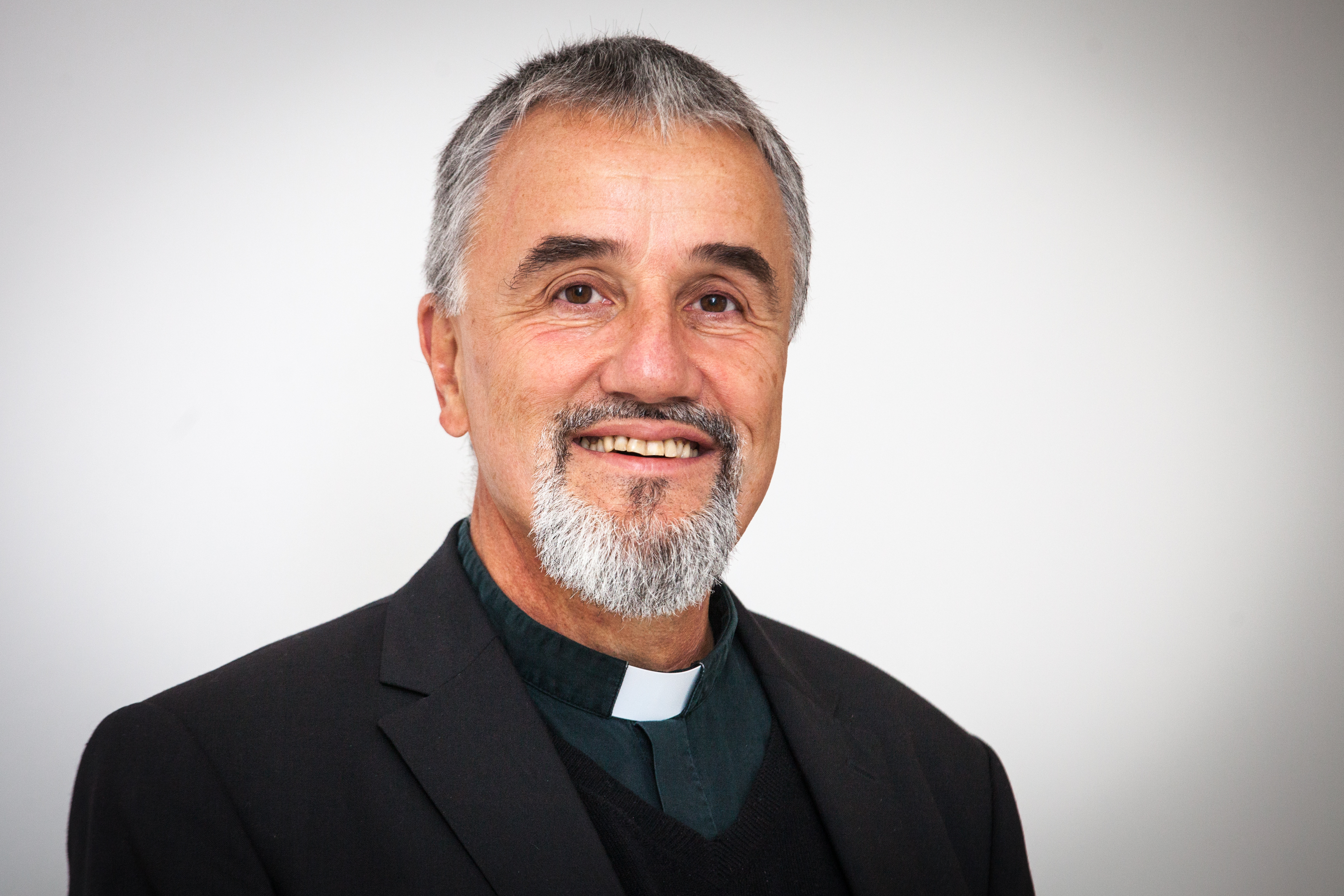
Thomas Maria Renz (* 1957)

- Renz, Torsten (* 1964), deutscher Politiker (CDU)
- Renz, Ulrich (1934–2024), deutscher Journalist und Historiker
- Renz, Ulrich (* 1960), deutscher Schriftsteller
- Renz, Ursula (* 1968), Schweizer Philosophin und Hochschullehrerin
- Renz, Walter (1908–1998), deutscher Maler, Fotograf und Restaurator
- Renz, Werner (* 1950), deutscher Germanist und Philosoph
- Renz, Werner, deutscher Tänzer
- Renz, Wilhelm Theodor von (1834–1896), deutscher Badearzt
- Renz, Willy (1913–1981), US-amerikanischer Handballspieler
- Renz-Polster, Herbert (* 1960), deutscher Kinderarzt, Wissenschaftler und Autor
- Renzaho, Tharcisse (* 1944), ruandischer Politiker, Beteiligter am Genozid 1994
- Renzel, Hans (1904–1958), deutscher Bildhauer und Politiker (Zentrum, CDU), MdL
- Renzel, Hermann (1846–1922), deutscher Benediktinerabt
- Renzelberg, Gerlinde (* 1949), deutsche Sonderpädagogin
- Renzelmann, Volker (* 1965), deutscher Badmintonspieler
- Renzelmann, Walter, Oldenburger Priester
- Renzenbrink, Jörn (* 1972), deutscher Tennisspieler
- Renzenbrink, Ron Antony (* 2006), deutscher Schauspieler
- Renzetti, Claire M. (* 1957), US-amerikanische Soziologin und Kriminologin
- Renzetti, Joe (* 1941), US-amerikanischer Filmkomponist und Musiker
- Renzhin, Mikail (* 1978), ukrainisch-israelischer Skirennläufer
- Renzi, Anna, italienische Opernsängerin
- Renzi, Anouschka (* 1964), deutsch-schweizerische SchauspielerinAnouschka Renzi (* 1964)

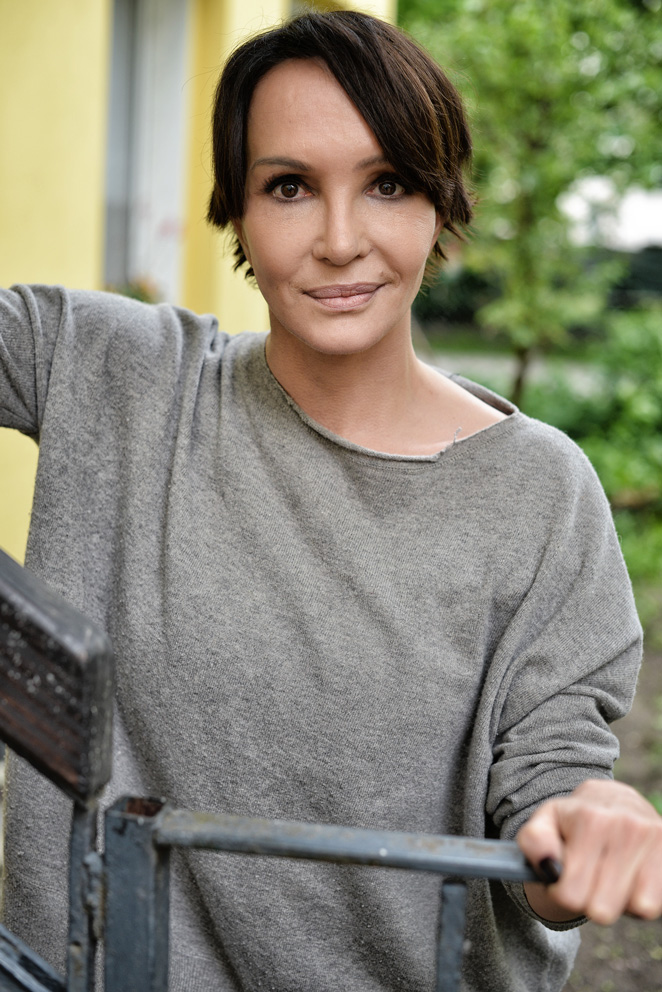
Anouschka Renzi (* 1964)

- Renzi, Eva (1944–2005), deutsche Schauspielerin
- Renzi, Guglielmo (* 1949), italienischer Designer
- Renzi, Matteo (* 1975), italienischer Politiker (Italia Viva), Ministerpräsident (2014–16)
- Renzi, Mike (1941–2021), US-amerikanischer Jazzmusiker (Piano)
- Renzi, Nicola (* 1979), san-marinesischer Politiker
- Renzi, Remigio (1857–1938), italienischer Organist, Komponist und Musikpädagoge
- Renzi, Rick (* 1958), US-amerikanischer Politiker
- Renzikowski, Joachim (* 1961), deutscher Jurist
- Renzl, Birgit (* 1974), österreichische Wirtschaftswissenschaftlerin
- Renzl, Theodor (1923–1995), österreichischer Mundartdichter
- Renzler, Astrid (* 1969), italienische Skibergsteigerin
- Renzler, Helmuth (1953–2023), italienischer Politiker (SVP) (Südtirol)
- Renzler, Paula (* 2004), italienische Schauspielerin
- Renzo, Jordan (* 1993), Schauspieler
- Renzo, Luigi (* 1947), italienischer Geistlicher, emeritierter römisch-katholischer Bischof von Mileto-Nicotera-Tropea
- Renzow, Heinrich (1877–1945), deutscher Landwirt und Politiker
- Renzowa, Regina, tschechische Sopranistin
- Renzsch, Wolfgang (* 1949), deutscher Politikwissenschaftler
- Renzulli, Joseph (* 1936), amerikanischer Bildungswissenschaftler
- Renzullo, Andrea (* 1996), deutscher Popsänger